# Bunuri mobile din domeniul documente clasate în patrimoniul cultural național al României aflate în municipiul București
Acestă listă conține bunurile mobile din domeniul documente clasate în Patrimoniul cultural național al României aflate la momentul clasării în municipiul București.

## Tezaur
| Foto | Informații generale | Detalii tehnice | Descriere | Deținător                                               | Legături |
| ---- | --- | --- | --- | ------------------------------------------------------- | -------- |
|      | Pașaport colectiv pentru componeții echipei naționale de fotbal a României, 1930 | Datare: 1930 Dimensiuni: L: 43,2 cm; La: 32,3 cm Material: hârtie pânzată; hârtie fotografică; cerneală                                      | Pașaport colectiv pentru componenții lotului de fotbal al României participant la primul Campionat Mondial din istorie (Uruguay, 1930). Pașaportul cuprinde fotografiile tuturor celor 15 jucători ai lotului; fiecare fotografie are semnătura olografă a personajului iar dedesubt numele, scris de mână, cu litere de tipar: I. Lăpușneanu, S. Zauber, R. Steiner, R. Burger, I. Czako, A. Eisenberger, Emerich Vogl, L. Rafinski, C. Robe, Nic. Covaci, A. Deșu, R. Wetzer, C. Stanciu, Șt. Barbu, Ilie Subășanu. În afara acestora mai apar încă două fotografii – M. Beilis (singurul ziarist care a însoțit lotul) și Costel Rădulescu (antrenorul lotului). Fiecare poză are ștampila Prefecturii Poliției Capitalei, mai puțin cea a antrenorului (foarte posibil ca acesta sa fi avut pașaport separat și să apară pe pașaportul colectiv în calitate de „responsabil”). Pe fața documetului mai sunt aplicate: ștampila Legației Italiei la București și semnătura diplomatului italian (lotul României a plecat spre Genova cu trenul, de unde a luat vaporul) și ștampila/parafa cu numele vaporului care i-a dus în Uruguay („Conte Verde / 9 – 24”; jucătorii sunt numerotați de la 9 la 24, aceasta reprezentând ordinea îmbarcării). Pe spate este aplicată parafa Consulatului Argentinei de la Montevideo („Corespondente al pasaporte legalizado no. 3421 // Consulado de la Republica Argentina // Seccia Pasaporte de Extrangeros // No. 3421 // Visto y anotato // Montevideo 5 Julio 1930”) și ștampila roșie a Consulatului. Intrarea lotului României în Uruguay s-a făcut prin consulatul argentinian întrucât țara noastră nu avea stabilite încă relații diplomatice oficiale cu țara gazdă a turneului (cu Argentina fuseseră stabilite în 1928). Românii au ajuns în Uruguay după două săptămâni de călătorie cu vaporul; alături de ei au călătorit naționalele Franței, Belgiei și Braziliei (îmbarcată la Rio). România a fost în grupă cu Peru și Uruguay. A obținut o victorie cu prima națională (3-1) și a fost învinsă de țara gazdă (4-0). | Muzeul Sportului din România, București                 | Cimec    |
|      | Brevet semnat de regele Carol I de numire a maestrului George Enescu ca membru al Ordinului „Steaua României” în grad de Cavaler Autor: Ministerul Afacerilor Străine, Cancelaria Ordinelor                                                                                       | Datare: 12 ianuarie 1906 Dimensiuni: 42 x 20,9 cm Material: carton cu filigran                                                               | Brevet prin care regele Carol I numește la 12 ianuarie 1906, pe violonistul George Enescu membru al Ordinului „Steaua României” în grad de Cavaler. Prin Decret regal George Enescu avea dreptul să poarte însemnele civile. Ministrul Afacerilor Străine, Cancelar al Ordinelor este însărcinat cu aducerea la îndeplinire a Decretului. Textul este tipărit, iar datele personale sunt completate cu scris de mână. Brevetul este semnat de regele Carol I și de ministrul de resort Iacob Lahovari. De asemenea sunt prezente semnăturile indescifrabile ale secretarului general al Ministerului și ale șefului de serviciu. Documentul are două numere de înregistrare administrativă: raportul ministrului Afacerilor Străine, Cancelar al Ordinelor cu numărul 705 și Decretul de conferire cu numărul 96. În partea de jos sub semnătura generalului Iacob Lahovari este aplicat timbrul sec al Ministerului. Cartonul folosit la redactare este cu filigran „Carrara White A.P....”. Textul brevetului este pe prima pagină, alte trei pagini fiind albe. | Muzeul Național „George Enescu”, București              | Cimec    |
|      | Brevet semnat de regele Ferdinand de numire a maestrului George Enescu ca membru al Ordinului „Coroana României” în grad de Comandor Autor: Ministerul Afacerilor Străine, Cancelaria Ordinelor                                                                                   | Datare: 20 ianuarie 1915 Dimensiuni: 35,8 x 24,1 cm Material: carton                                                                         | Brevet prin care regele Ferdinand numește la 20 ianuarie 1915, pe compozitorul George Enescu membru al Ordinului „Coroana României” în grad de Comandor. Ministrul Afacerilor Străine, Cancelar al Ordinelor este însărcinat cu executarea Decretului regal. Textul este tipărit, iar datele personale sunt completate cu scris de mână. Brevetul este semnat de regele Ferdinand și de ministrul de resort Emanoil Porumbaru. De asemenea se află semnătura indescifrabilă a Directorului Protocolului și Cancelariei Ordinelor - Ministru Plenipotențiar. În partea de jos este aplicat timbrul sec al Ministerului. Brevetul are două numere de înregistrare administrativă: raportul ministrului Afacerilor Străine, Cancelar al Ordinelor cu numărul 37.187 și Decretul de conferire cu numărul 137. Textul documentului este pe prima pagină, alte trei pagini fiind albe. | Muzeul Național „George Enescu”, București              | Cimec    |
|      | Brevet semnat de regele Ferdinand de numire a maestrului George Enescu ca membru al Ordinului „Steaua României” în grad de Comandor Autor: Ministerul Afacerilor Străine, Cancelaria Ordinelor                                                                                    | Datare: 2 iunie 1921 Dimensiuni: 35,8 x 23,9 cm Material: carton                                                                             | Brevet prin care regele Ferdinand numește la 2 iulie 1921, pe artistul și compozitorul George Enescu membru al Ordinului „Steaua României” în grad de Comandor. George Enescu primea dreptul să poarte însemnele civile corespunzătoare. Ministrul Afacerilor Străine, Cancelar al Ordinelor este însărcinat cu aplicarea prevederilor Decretului regal. Textul este tipărit, iar datele personale sunt scrise de mână. Brevetul este semnat de regele Ferdinand, de Take Ionescu ministrul Afacerilor Străine, Cancelar al Ordinelor și de Directorul Protocolului și Cancelariei Ordinelor. În partea de jos sub semnătura lui Take Ionescu este aplicat timbrul sec al Ministerului. Documentul are o singură pagină pe care sunt înscrise trei numere de înregistrare administrativă: 24.201 pentru raportul ministrului Afacerilor Străine, Cancelar al Ordinelor, 2873 ca număr al Decretului de numire și 2 care este numărul Brevetului. | Muzeul Național „George Enescu”, București              | Cimec    |
|      | Brevet semnat de regele Mihai de numire a maestrului George Enescu ca membru al Ordinului „Steaua României” în grad de Mare Cruce Autor: Ministerul Afacerilor Străine, Cancelaria Ordinelor                                                                                      | Datare: 4 noiembrie 1941 Dimensiuni: 35,9 x 24 cm Material: carton                                                                           | Brevet prin care regele Mihai numește la 4 noiembrie 1941, pe maestrul George Enescu membru al Ordinului „Steaua României” în grad de Mare Cruce. Prin Decret regal el va purta însemnele civile. Ministrul Secretar de Stat la Departamentul Afacerilor Străine, Cancelar al Ordinelor va aduce la îndeplinire acest Decret. Textul este tipărit, iar datele personale sunt completate cu scris de mână. Brevetul are semnăturile olografe ale regelui Mihai și ale lui Mihai Antonescu, vicepreședinte și președinte al Consiliului de Miniștri a.i.; ministrul Afacerilor Străine a.i., Cancelar al Ordinelor. În partea de jos este aplicat timbrul sec al Ministerului. Documentul are o singură pagină pe care sunt înscrise trei numere de înregistrare administrativă: 80.711 pentru raportul ministrului Afacerilor Străine, Cancelar al Ordinelor, 3041 ca număr al Decretului și 22 numărul Brevetului. | Muzeul Național „George Enescu”, București              | Cimec    |
|      | Brevet prin care Albert regele Belgiei îl numește pe maestrul George Enescu membru al Ordinului „Leopold” în grad de Comandor Autor: Ministerul Afacerilor Străine din Belgia | Datare: 10 mai 1924 Dimensiuni: 34,8 x 21,1 cm Material: carton                                                                              | Brevet prin care Albert regele Belgiei numește la 10 mai 1924, pe maestrul George Enescu membru al Ordinului „Leopold” în grad de Comandor. George Enescu „compozitor de muzică și dirijor la București” va purta însemnele civile. Ministrul Afacerilor Străine va aduce la îndeplinire Decretul regal. Documentul are înscris numele regelui Albert și al ministrului Afacerilor Străine, Hymans. De asemenea, se află semnătura olografă a secretarului general al Ministerului. În partea de jos este aplicat timbrul sec al Ministerului Afacerilor Străine. Textul brevetului redactat în limba franceză este pe prima pagină, alte trei pagini fiind albe. | Muzeul Național „George Enescu”, București              | Cimec    |
|      | Brevet prin care Maiestatea Sa Regală Prințul de Hohenzollern îi acordă maestrului George Enescu medalia de aur „Bene Merenti” Autor: Cabinetul Prințului de Hohenzollern | Datare: 16 octombrie 1933 Dimensiuni: 33 x 20,8 cm Material: hârtie                                                                          | Brevet prin care Maiestatea Sa Regală Prințul de Hohenzollern îi acordă lui George Enescu la data de 16 octombrie 1933, medalia de aur „Bene Merenti”. Documentul este emis pentru a constitui o dovadă a deținerii în mod legal a medaliei acordate. Textul brevetului scris în germană este tipărit pe o pagină, datele personale fiind dactilografiate. Documentul are semnătura olografă a șefului cabinetului Prințului de Hohenzollern. În partea de jos este aplicat timbrul sec al Prințului de Hohenzollern. | Muzeul Național „George Enescu”, București              | Cimec    |
|      | Das Conservatorium der Gesellschaft der Musikfreunde in Wien (Conservatorul Societății Prietenii Muzicii din Viena) Autor: Conservatorul Societății Prietenii Muzicii din Viena                                                                                                   | Datare: 15 iulie 1893 Dimensiuni: L: 52 cm; La: 38 cm Material: carton                                                                       | Diplomă de absolvire a Conservatorului „Societății Prietenii Muzicii din Viena”, acordată lui George Enescu la 15 iulie 1893. Titlul diplomei este tipărit. Textul, scris de mână menționează că George Enescu născut la Dorohoi, în vârstă de 11 ani a urmat cursurile de vioară ca materie principală aleasă de el. La sfârșitul studiului, a susținut examenul de absolvire obținând calificativul excelent. Această diplomă a fost emisă pentru a dovedi: „maturitatea artistică dobândită”. În partea de jos, are semnătura Președintelui Societății, a Directorului Conservatorului și a Secretarului general. La mijloc, în partea de jos este aplicat timbrul sec al Conservatorului. În partea dreaptă se află un motiv decorativ geometric dispus pe verticală. | Muzeul Național „George Enescu”, București              | Cimec    |
|      | Conservatoire National de Musique et de Declamation (Conservatorul Național de Muzică și Declamație) din Paris Autor: Conservatorul Național de Muzică și Declamație din Paris | Datare: 2 august 1899 Dimensiuni: L: 64 cm; La: 48 cm Material: carton                                                                       | Diplomă de absolvire cu Premiul I la secția de vioară a „Conservatorului Național de Muzică și Declamație” din Paris acordată la 2 august 1899 lui George Enescu. Conservatorul se afla sub autoritatea Ministerului Instrucției Publice și al Artelor Frumoase. Are rubrici tipărite completate cu scris de mână. Conținutul textului arată că domnul George Enescu născut la Cordăreni - România a obținut Premiul I la vioară. Juriul a acordat acest premiu în ședința din 24 iulie. În stânga jos semnează Directorul Conservatorului, iar în dreapta șeful comisiei. La mijloc între cele două semnături este aplicat timbrul sec al Conservatorului. Are o ramă cu motive vegetale stilizate. | Muzeul Național „George Enescu”, București              | Cimec    |
|      | Din mila lui Dumnezeu, noi, Ștefan voievod, domn al Țării Moldovei: se întărește lui Pătiul și rudelor sale satul Dodești, pe Jigălie, unde a fost Ștefan, mai sus de Tămășel, cumpărat de la Ion Buzdă și de la rudele sale Autor: Cancelaria lui Ștefan cel Mare, Moldava, Iași | Datare: 3 februarie 1495 Dimensiuni: L: 36,4 cm; La: 44,8 cm Material: pergament                                                             | Documentul, din pergament, este emis în Cancelaria Domnitorului Ștefan cel Mare, fiind caligrafiat cu cerneală fero-galică și întărit, peste plicatură, cu pecete domnească de ceară roșie, de împuternicitul domnitorului, logofăt al Cancelariei Domnești, jupânul Tăutu. Scrisoarea de întărire a fost scrisă de mâna diacului Șandru Cârje, la Iași, în anul de la începutul lumii 7003 (1495), luna februarie, 3 zile. Document original din pergament, de întărire a unei înțelegeri de vânzare-cumpărare între două familii de răzeși: „Din mila lui Dumnezeu, noi, Ștefan voievod, domn al Țării Moldovei. Facem cunoscut, cu această carte a noastră, tuturor care o vor vedea sau o vor auzi citindu-se: se întărește lui Pătiul și rudelor sale satul Dodești, pe Jigălie, unde a fost Ștefan (probabil un cneaz, stăpân mai vechi al locului), mai sus de Tămășel, cumpărat de la Ion Buzdă și de la rudele sale, cu 100 de zloți tătărești”. Satul Dodești se află în județul Vaslui, iar data de 3 februarie 1495 este prima atestare a localității. Pecetea domnescă, din ceară, cu stema domnească de culoare roșie, și o parte din șnurul de mătase roșie, se mai păstrează sub formă fragmentară, într-un plic, din hârtie de filtru. Dimensiunile fragmentului de pecete sunt: 6,5 x 4,7 cm. Ștampilă: „Muzeul Literaturii Române“ și nr. de inv. 11937 (pe fața caligrafiată a pergamentului, sub inițiala miniată). | Muzeul Național al Literaturii Române, București        | Cimec    |
|      | Brevet prin care regele Tunisiei Ahmed Pacha-Bey îl decoreză pe George Enescu cu Ordinul „Nichan Iftikhar”, în grad de Comandor Autor: Rezidența Generală a Franței în Tunis | Datare: 28 februarie 1930 Dimensiuni: L: 323 mm; l: 215 mm Material: Carton                                                                  | Brevet prin care regele Tunisiei Ahmed Pacha - Bey îl decorează la 28 februarie 1930 pe George Enescu cu Ordinul „Nichan Iftikhar” (Ordinul Gloriei) în grad de Comandor. Regele Tunisiei (care în acea perioadă era sub protectorat francez) a decis acordarea distincției, în urma propunerii ministrului Afacerilor Externe. Recomandarea făcută sublinia „nobilele calități” ale lui George Enescu „artist violonist, compozitor, membru al Institutului”. Redactat în franceză textul este tipărit, iar datele personalizate sunt completate cu scris de mână. Documentul este contrasemnat de Khelil Bouhageb. Brevetul a fost tradus și legalizat de M. Simoni prim Dragoman al Rezidenței Generale, la 3 martie 1930. Are semnătura olografă a ministrului Plenipotențiar Delegat al Rezidenței Generale și a primului Dragoman. În partea dreaptă jos, este aplicată ștampila rotundă a Rezidenței Generale a Franței în Tunis. Textul este pe prima pagină, celelalte trei pagini fiind albe. Ordinul „Nichan Iftikhar” a fost instituit de Ahmed I Bey în deceniul patru al secolului XIX. El se acorda ca recompensă pentru serviciile civile și militare ale rezidenților tunisieni și străini. A fost decernat până la abolirea monarhiei husseinite în anul 1957. A fost pliat în două. | Muzeul Național „George Enescu”, București              | Cimec    |
|      | Scrisoare Henri Matisse către Eugen Cernătescu | Datare: 28 august 1943 Descoperit: Franța, Vence. Dimensiuni: I=210 mm; LA=128 mm; Material: Hârtie cu filigran, cerneală, manuscris         | Scrisoare cu plic de la Henri Matisse, către Eugen Cernătescu, atașatul cultural al Legației Regale a României de la Vichy, trimisă din Vence, la 28 august 1943. Textul scris cu cerneală neagră, pe două pagini se referă la trimiterea a două lădițe la Vichy pe adresa lui Cernătescu, conținând o carte pentru muzeul din București și alta pentru Palady. Plicul are un timbru franțuzesc și adresa atașatului cultural din Vichy. Pe spate este semnat Henri Matisse ”Le Reve” Vence. Hârtia are urme de pliere. | Muzeul Național de Istorie a României, București        | Cimec    |
|      | 13 mars 1936. 1errepresentation Oedipe. Musique de Georges Enesco | Datare: 1936 Dimensiuni: L: 59 cm; La: 44 cm Material: hârtie                                                                                | Prima audiție absolută a operei Oedipe de George Enescu, la Opera Națională din Paris, 13 martie 1936. Opera Oedipe – „tragedie lirică în 4 acte și 6 tablouri. Poem de Edmond Fleg, muzica de George Enescu”. Interpreți: André Pernet – Oedipe, Marisa Ferrer – Iocasta, Etcheverry – Tirésias, dirijor Philippe Gaubert. | Muzeul Național „George Enescu”, București              | Cimec    |
|      | Reprezentation de gala. Creation en Belgique de Oedipe. 6 mars 1956 | Datare: 1956 Dimensiuni: L: 80 cm; La: 60 cm Material: hârtie                                                                                | Theatre Royal de la Monnaie organizează marți, 6 martie 1956 o reprezentație de gală a operei Oedipe de George Enescu (creație belgiană), în prezența majestății sale, Regina Elisabeta a Belgiei. „Oedipe – tragedie lyrique en 4 actes et 6 tableaux. Poeme d’Edmond Fleg, musique de Georges Enesco”. Interpreți: Rita Gorr (de l’Opéra), Gilbert Danlée și alții, dirijor René Defossez. Reprezentații viitoare ale operei: 11 și 18 martie, 10 și 17 aprilie 1956. | Muzeul Național „George Enescu”, București              | Cimec    |
|      | „1958 – Teatrul de operă și balet al R.P.R. – Premiera Oedip de George Enescu” | Datare: stagiunea 1958-1959 Dimensiuni: L: 70 cm; La: 100 cm Material: hârtie                                                                | Premiera în România a operei Oedip de George Enescu, prezentată în cadrul primei ediții a Festivalului Internațional „George Enescu” – 1958. Libret de Edmond Fleg, tradus în românește de Emanoil Ciomac. Interpreți: Nicolae Florei/ David Ohanesian – Oedip, Constantin Iliescu/ Ionel Tudoran – Laios, Nicolae Secăreanu/ George Ștefănescu – Tiresias. Dirijori: Constantin Silvestri, Mihai Brediceanu, Sergiu Comissiona, Cornel Trăilescu. Regia: Jean Rânzescu. | Muzeul Național „George Enescu”, București              | Cimec    |
|      | Papa Leon al X-lea transmite împuternicirea sa lui Ladislau și Luca priori al Conventului Ordinului Predicatorilor referitor la activitatea ordinului în regatul Ungariei Autor: Leon al X-lea                                                                                    | Datare: 1518 Dimensiuni: L: 315 mm; La: 495 mm Material: pergament                                                                           | Papa Leon al X-lea transmite împuternicirea sa lui Ladislau și Luca priori al Conventului Ordinului Predicatorilor referitor la activitatea ordinului în regatul Ungariei. Textul scris pe pergament cu cerneală sepia prezintă o bandă miniată policrom, cu motive florale în partea de sus și pe laturi, în care se înscrie un cartuș deasupra, la mijloc, cu reprezentarea apostolului Petru și Pavel care țin batiste Sfintei Margareta și două laterale: în dreapta Sfânta Măria cu Pruncu, iar în stânga stema papală, în partea de jos, în stânga, a fost desenată cu altă peniță o stemă cu două chei încrucișate și semnătura, probabil, a scribului; iar sub text, scrisă de aceeași mână, o notiță în limba latină. Sigiliul papal atârnat, în casetă de metal cu ceară roșie, păstrat parțial. | Muzeul Național de Istorie a României, București        | Cimec    |
|      | Principele Mihai Apafi împreună cu dieta Transilvaniei aprobă nobilului Szekey Laszlo ca să pună în funcțiune o moară în districtul Făgărașului Autor: Apafi Mihaly | Datare: 20 aprilie 1674 Dimensiuni: L: 327 mm; La: 670 mm; D sigiliu: 47 mm Material: pergament                                              | Principele Mihai Apafi împreună cu dieta Transilvaniei aprobă nobilului Szekey Laszlo ca să pună în funcțiune o moară în districtul Făgărașului, în satul Szevesztreny, la locul numit Duruczkulo, la granița cu Țara Românească, în proprietate și transmiterea acesteia către descendenții săi. Pergament scris cu cerneală sepia în limba latină și maghiară, cu sigiliu în ceară roșie închis în casetă de lemn, atârnat; cu semnătura olografă a emitentului, cea a cancelarului Johanes Bethlen și a secretarului cancelariei princiare. Pe spate o notiță în limba maghiară, ulterioară, cu conținutul documentului. | Muzeul Național de Istorie a României, București        | Cimec    |
|      | Inventarul bibliotecii lui Mihail Haliciu de Caransebeș Autor: Haliciu, Mihail | Datare: 31 octombrie 1674 Dimensiuni: L: 317 mm; La: 97 mm Material: hârtie                                                                  | Caiet cu 15 file cuprinzând pe 17 pagini inventarul bibliotecii lui Mihail Haliciu de Caransebeș, cărțile fiind grupate pe materii: lucrări universale, filozofice, retorice, istorice, poetice, miscelanea. Lucrările sunt împărțite și în funcție de limbă: latină, greacă și ebraică. De la pagina 21 este un inventar în limba maghiară de obiecte grupate în lăzi și săculeți, precum și bani/monede diverse aflați în posesie sau la diverse persoane. Pe prima pagină s-a păstrat un sigilu în ceară roșie, păstrat parțial și ilizibil. | Muzeul Național de Istorie a României, București        | Cimec    |
|      | Diplomă de înnobilare emisă de Vladislav al II-lea rege al Ungariei pentru judele Ioannis Beckner al Brașovului și urmașilor săi în 1509 | Datare: 1509 Dimensiuni: Î = 41 cm ; l = 60 cm Material: pergament                                                                           | Diplomă de înnobilare emisă de Vladislav al II-lea rege al Ungariei pentru judele Ioannis Beckner al Brașovului și urmașilor săi în 1509. diploma are miniat în colțul stâng sus stema conferită, descrisă în act: - într-un cartuș dreptunghiular cu bordura aurită scut cu talpa rotunjită - cerb de argint ieșind din coroană deschisă, spre stânga, cu străpuns de suliță roșie, totul reprezentat pe fond de azur. Coiful timbrează casa nobiliară încoronată din care iese același cerb ca în scut. Din spatele coifului ies lambrechine, azur și verde. Fondul cartușului este roșu cu reflexe de aur. | Muzeul Național de Istorie a României, București        | Cimec    |
|      | Fatalis urbis exustio Autor: Fronius, Marcus | Datare: 1689-1691 Dimensiuni: Î = 19,8 cm ; l = 15,5 cm; Gr = 2 cm Material: hârtie                                                          | "Fatalis urbis exustio anno, 1689 [-14 aparilie 1691]" de Marcus Fronius. Jurnalul cuprinde știri referitoare al iastoria cetății Brașovului, la stabilirea armatelor imperiale în Țara Bârsei, la luptele dintre curuți și lobonți sub Emerich Tököli și la atitudinea lui Constantin Brâncoveanu față de aceste evenimente. Manuscris legat în coperți de carton. | Muzeul Național de Istorie a României, București        | Cimec    |
|      | Discursuri; înalte ordine de zi; corespondență ale regelui Ferdinand I al României (1914-1927) (1865-1927) Autor: Ferdinand I al României | Datare: Început de secol XX Dimensiuni: LA: 16,5 cm; L: 23,5 cm; GR: 2,5 cm. Material: hârtie                                                | Caietul, legat în coperți de piele roșie și cu tranșa aurită, conține mai multe tipuri de documente. Este structurat, chiar de către autor, în două părți: una conține scrisori către personalități străine din epocă iar cealaltă, (cea mai voluminoasă), conține discursuri, cuvântări, alocuțiuni și ordine de zi în limbile română, franceză și germană, scrise cu caractere cu tentă gotică, selectate și retranscrise de Regele Ferdinand I în perioada 1925-1927. Caietul poate fi citit cu începere din ambele părți, prin întoarcere. Fiecare parte are la început câte un opis cu documentele conținute, alcătuit ulterior dar legat în cotorul caietului. Filele adăugate sunt dintr-o hârtie gălbuie neliniată, spre deosebire de filele dictando verzui ale caietului. La partea cu scrisori către personalități străine este adăugată o filă iar la cealaltă parte, 4 file. Caietul are în total 264 file din care 176 file scrise. Forzațul este dintr-un carton fin decorat cu motive vegetale de culoare gri închis pe un caroiaj fin într-o nuanță mai deschisă. Fondul desenului este crem. | Muzeul Militar Național „Regele Ferdinand I”, București | Cimec    |
|      | Cartea de mareșal a lui Constantin Prezan Autor: G. Chiriac și Socec and Co. S.A.; Ministerul de Război | Datare: 14 iunie 1930 Dimensiuni: Pergament - L:39,7 cm; LA:29,5 cm; Copertă - L: 41,5 cm; LA: 31,1 cm; GR: 1,5 cm Material: pergament       | Coperta I este din piele verde închis, pe suport de lemn, cu două chenare aurii imprimate. În cel interior se află cifrul mareșalului din metal galben, așezat pe o creangă de laur din metal patinat. În stânga jos este imprimat, cu litere mici, aurii: Socec et C.O. S.A. Coperta a IV-a este din piele verde închis pe suport de lemn, cu chenar auriu pe margine. În centru este imprimată cu bronz auriu stema Regatului României fără pavilion. Copertele II-III. Pe o zonă de 0,5 cm de jur împrejur, din piele, apare un motiv ornamental cu bronz auriu; restul suprafeței este acoperită cu mătase verde închis (forzațul). Pergamentul este format dintr-o coală îndoită la mijloc, fixată de copertă cu șnur metalic auriu. Firul canetil este înnodat pe cotor. Prima filă (cealaltă este albă) are textul scris cu tuș roșu și negru, cu caractere arhaizante. Sus, în dreapta, este menționat rangul și numele posesorului. Dedesubt apar două bastoane de mareșal încrucișate, așezate pe o ramură cu frunze de laur. Sub ele, titlul documentului: CARTE DE MAREȘAL; inițialele C și M sunt trasate cu bronz auriu, având conturile marcate cu tuș negru. Textul începe cu letrina O (motiv ornamental împletit) și este scris de mână cu tuș negru și roșu. În dreapta, jos, se evidențiază semnătura olografă a Regelui Carol al II-lea. În colțul din stânga este menționată casa editorială Socec, unde a fost executată cartea de mareșal. În colțul din dreapta apare numele desenatorului și creatorului: G. Chiriac. În colțul din stânga sus este ștampila ovală, roșie a bibliotecii muzeului. Textul trasează cariera glorioasă de comandant militar a lui C. Prezan. | Muzeul Militar Național „Regele Ferdinand I”, București | Cimec    |
|      | Cartea de condoleanțe de la funeraliile lui Al.I. Cuza | Datare: Mai-iunie 1873 Dimensiuni: L: 34 cm; LA: 24 cm; GR: 1,cm Material: hârtie                                                            | Copertele I și IV sunt acoperite de catifea neagră. Coperta I prezintă ornamente metalice aplicate pe catifea, respectiv chenare cu elemente fitomorfe și avimorfe. În mijlocul copertei apare un cartuș oval, iar în interior, inițialele principelui, „A J C”, surmontate de o coroană. Dedesubt este un medalion oval, metalic, pe care este gravată data de 8 MAI 1873. Coperta II are forzaț de hârtie. Volumul se deschide cu o scrisoare a președintelui Comitetului de funeralii, D. Gusti, adresată Elenei Cuza. Aceasta e datată 29 mai 1873 (Iași). Prima filă a „albumului de doliu”, cum îl numește D. Gusti, este dedicată tot soției principelui Cuza și exprimă dorința de a include cartea în actele familiei, ca un semn de respect față de amintirea „ilustrului și marelui om… DOMNITORUL NOSTRU”. E datată 20 iunie 1873 și semnată tot de D. Gusti. De la pagina 2 până la pagina 40 apar semnături ale celor care au putut veni la Ruginoasa pentru tristul eveniment: prieteni, înalți funcționari, clerici, militari, țărani împroprietăriți (toți repartizați pe districte: Iași, Botoșani, Dorohoi, Neamț, Roman, Bacău, Galați). Menționăm câteva semnături olografe: Vasile Alecsandri, D. Gusti, general Ioan Duca, Iancu Rosetti, Mihail Jora, Jean Eraclide (deputat de Roman), Grigore Cobălcescu, Petru Poni. | Muzeul Militar Național „Regele Ferdinand I”, București | Cimec    |
|      | Diploma oferită generalului H.M. Berthelot de unii români din Argentina Autor: Comunitatea românilor din Buenos Aires | Datare: 20 septembrie 1918 Dimensiuni: L: 48,5 cm; LĂ: 39,4 cm Material: pergament                                                           | Pergamentul are formă de trapez, prin încrețirea marginii stângi (L= 44cm). Sus, înrămat, apare drapelul României, iar lateral, stânga, cel al Argentinei, tot înrămat. Orientate în unghi drept, ramele au, la nivelul unghiului, o rozetă cu cercuri concentrice bleu și albe. Sub ea este un înger. Aripile sunt deschise, în mâna dreaptă ține o cunună de lauri, iar în stânga o trâmbiță în care suflă. Frunzele de laur sunt sculptate pe mijlocul ramelor sau se revarsă peste ele, în crengi bogate. Textul, scris de mână cu tuș negru (scriere fracturată), are în stânga o vignetă. Jumătatea inferioară a paginii este acoperită de semnături olografe ale membrilor comunității române din Buenos Aires, donatorii documentului, precum: Petru Moroșan, Nedelcu Vasile, Mihai Goja, Victor Neagoe, Nicolai Siofariu, Traian și Maria Sergiu, Vasile Rusu, Dumitru Câmpeanu Măluțan etc. Textul redactat în limba spaniolă exprimă sentimentele de recunoștință ale românilor din Argentina față de generalul Berthelot, șeful Misiunii Militare Franceze în România, pentru contribuția acestuia la înfrângerea germanilor în Primul Război Mondial. | Muzeul Militar Național „Regele Ferdinand I”, București | Cimec    |
|      | Certificat de botez al vasului "România" Autor: Mützner, Samuel; Seviciul Maritim Român | Datare: 15 mai 1905 Dimensiuni: L: 64 cm; LA: 36 cm Material: Pergament( cu grund alb)                                                       | Desenul, executat în peniță de Mutzner, care semnează la baza lui, în stânga, ocupă prima treime a documentului. O ramură cu frunze de salcie, așezată orizontal, e surmontată de coroana regală. Dedesubt apare cu majuscule formula consacrată: "NOI/ CAROL I". Sub pluralul majestății apare silueta unui vas plutind pe apă. Sub numele regelui, cu minuscule, se evidențiază formula regală de introducere a documentelor: "din grația lui Dumnedeu/și voința națională". Pe rândul următor, cu majuscule, apare în câmp alb: "REGE AL ROMÂNIEI ". Textul propriu-zis ocupă treimea centrală și este scris cu litere cursive. Actul a fost redactat în două exemplare, unul pentru Arhivele Statului, celălalt rămânând pe vas. Cel de față este actul destinat a se păstra la bordul navei "România". Ultima treime a pergamentului e ocupată de semnăturile olografe ale participanților la ceremonia de botez: regele Carol I, regina Elisaveta, principii moștenitori Ferdinand și Maria, copiii acestora - Elisabeta, Carol - apoi Pimen, Episcopul Dunării de Jos, Gr. Cantacuzino, I. C. Grădișteanu, gl. Lahovary, A. Styrcea, I. Cesianu, Take Ionescu, C-tin G. Deleni, Gh. Magherescu, etc. Documentul e redactat în limba română și relevă importanța acestei noi nave intrate în flota României. În colțul din stânga sus se află ștampila ovală, roșie, a bibliotecii muzeului. | Muzeul Militar Național „Regele Ferdinand I”, București | Cimec    |
|      | Decret regal prin care se acordă colanul ordinului " Carol I " mareșalului Al. Averescu Autor: Cancelaria Ordinelor | Datare: 11 martie 1938 Dimensiuni: L: 42,5 cm; LĂ: 47,5 cm Material: pergament                                                               | Sus, în centru, apare stema mare a regatului României. Pavilionul este înconjurat de colanul ordinului, desenat. Sus, în continuare și lateral, documentul e ornamentat cu bandă ondulată formată din vrejuri și frunze de acant stilizate. Textul decretului regal este caligrafiat cu tuș negru. În stânga jos sunt numerele documentului date de cancelarie, unul sub altul 155/4. În dreapta jos este semnătura olografă a regelui Carol al II-lea; sub aceasta, semnătura olografă a lui Gh. Tatarescu, ministrul afacerilor străine ad interim și cancelar al ordinelor. Colanul ordinului este conferit mareșalului Al. Averescu în calitate de ministru secretar de stat, fost președinte al Consiliului de Miniștri. Pe spatele pergamentului se află ștampila ovală, roșie a bibliotecii și una dreptunghiulară a muzeului. | Muzeul Militar Național „Regele Ferdinand I”, București | Cimec    |
|      | Hrisov emis de Ștefan cel Tânăr, domnul Moldovei Autor: Ștefan cel Tânăr | Datare: Începutul sec. XVI Dimensiuni: D=12,3 Material: pergament; cerneală; ceară; mătase                                                   | Document slavon prin care Ștefan cel Tânăr, domnul Moldovei, întărește lui Ivan Moțoc slugerul un loc de moară, unde a fost steaza lui Vlasiu, cumpărat de la Toader Corlat, fiul lui Corlat, primit prin uric de la Ștefan cel Mare. Documentul cu pecete cu stema Moldovei, în ceară roșie atârnată de un șnur de mătase roșie. | Muzeul Național de Istorie a României, București        | Cimec    |
|      | Hrisov cu pecetea atârnată, emis de Ștefan (Lăcustă), domnul Moldovei Autor: Lăcustă, Ștefan | Datare: Mijlocul sec. XVI Dimensiuni: D=9,5 Material: pergament; cerneală; ceară; mătase                                                     | Hrisov slavon prin care Ștefan Lăcustă, domnul Moldovei, întărește Mănăstirii Humor satele Dvorniceni, sub Dumbrava Înaltă, Stavceni, Glodeani, Pârlești la obârșia Solonțului, Curtea lui Dieniș și o priseacă la Botne în Cornești, muntele Ostra și slatina de acolo, iezerul Oreahovul și gârla Topileana. La aceasta adaugă satele Corcești pe Cozancea, Feredeiani și Brănești ambele pe Sitna, precum și moara de acolo cumpărate de la Toader logofăt. Pecete din ceară roșie cu stema Moldovei, prinsă de un șnur de mătase roșie. | Muzeul Național de Istorie a României, București        | Cimec    |
|      | Hrisov de la Alexandru Lăpușneanu, domnul Moldovei Autor: Lăpușneanu, Alexandru | Datare: Mijlocul sec. XVI Dimensiuni: D=10 Material: pergament; cerneală; ceară; mătase                                                      | Hrisov slavon prin care Alexandru Lăpușneanu, domnul Moldovei, întărește Mănăstirii Voroneț stăpânirea asupra satului Drăgoești, dăruit de Teodosie fost ceașnic, cu pecetea atârnată. | Muzeul Național de Istorie a României, București        | Cimec    |
|      | Hrisov Autor: Alexandru cel Bun | Datare: 15 martie 1410 Dimensiuni: La = 427 mm; Î = 173 mm; D pecete = 55 mm Material: pergament; cerneală; ceară roșie                      | Alexandru cel Bun dăruiește lui Domoncuș stolnic și fraților lui Blaj și Iacobu, fiii lui Ghelebi Miclouș, satele Stanișorești, Laslăuți, Grozăvești și Stoeneștii de la Vlicic pe Cașen și pe Oituz cu hotarele lor vechi. | Muzeul Național de Istorie a României, București        | Cimec    |
|      | Brevet Autor: Federația Aeronautică Internațională | Datare: 1912, iunie Descoperit: Austro-Ungaria Dimensiuni: Î = 110 mm; l = 70 mm 3 file Material: hârtie; carton; hârtie foto                | Brevetul a fost eliberat la Viena de către Federația Aeronautică Internațională, cu ocazia participării lui Aurel Vlaicu la mitingul aviatic de la Aspern în iunie 1912. Pe una din paginile brevetului se află fotografia pilotului și semnătura lui. În șase limbi de circulație este tipărit următorul text: "Agenția forței publice și autoritățile civile și militare sunt rugate să dea ajutor și asistență purtătorului acestui brevet". | Muzeul Național de Istorie a României, București        | Cimec    |
|      | Firman de investitură a lui Alexandru Dimitrie Ghica ca domn al Țării Românești Autor: Mahmud al II-lea | Datare: 1834, 1 - 10 aprilie Descoperit: Imperiul Otoman Dimensiuni: Î = 750 mm; l = 540 mm; 1 filă Material: hârtie cerată; cerneală neagră | Firmanul de investitură prin care sultanul Mahmud al II-lea numește pe Alexandru Dimitrie Ghica domn al Țării Românesti, cerându-i supunere și credință, precum și grijă pentru administrarea țării; este un document original, scris în limba turcă. Pe document, deasupra textului manuscrisului, figurează turaua sultanului. În partea stângă, jos, se află semnătura sultanului. | Muzeul Național de Istorie a României, București        | Cimec    |
|      | Proclamația de la Padeș Autor: Vladimirescu, Tudor | Datare: 1821 Dimensiuni: Î =460 mm; l =350mm, 1 filă Material: hârtie; cerneală neagră                                                       | Proclamația de la Padeș, rostită în fața țăranilor de către Tudor Vladimirescu, la 23 ianuarie 1821. Documentul cuprinde Proclamația prin care T. Vladimirescu cheamă la luptă împotriva asupririi, pe toți locuitorii țării. Același document conține pe recto și o parte din Arzul adresat Porții Otomane privind cauzele care au determinat ridicarea poporului. Este scris în limba română, cu alfabet chirilic. | Muzeul Național de Istorie a României, București        | Cimec    |
|      | Rezoluția Adunării Naționale de la Alba Iulia din 18 noiembrie - 1 decembrie 1918 Autor: Adunarea Națională | Datare: 1918 Dimensiuni: L = 745 mm; l = 565 mm Material: pergament, cerneală neagră                                                         | Rezoluția menționează hotărârea românilor din Transilvania, Banat și Țara Ungurească de a se uni cu România; totodată proclamă drepturile și libertățile cetățenești și salută unirea Bucovinei cu Țara Mamă. | Muzeul Național de Istorie a României, București        | Cimec    |
|      | Decret regal referitor la Casa de Depuneri, Economie și Consemnațiuni | Datare: 8 iunie 1897 Dimensiuni: Î = 660 mm Material: hârtie; cerneală neagră si roșie                                                       | Prin acest decret se hotărăște înființarea unui local pentru casa de Depuneri Economie și Consemnațiuni. În partea de jos sunt semnăturile regelui Carol I., Reginei Elisabeta, precum și ale membrilor guvernului liberal condus de D. A. Sturdza. În partea dreaptă este aplicat sigiliul mare al României. | Muzeul Național de Istorie a României, București        | Cimec    |

## Fond
| Foto | Informații generale | Detalii tehnice | Descriere | Deținător                                                              | Legături |
| ---- | --- | --- | --- | ---------------------------------------------------------------------- | -------- |
|      | Aflarea unui steag al lui Ștefan cel Mare în mănăstirea de pe muntele Athos și aducerea lui în Țara Românească Autor: Ministerul Afacerilor Externe | Datare: începutul sec al XX-lea Dimensiuni: 35 x 48 x 7 cm Material: hârtie; hârtie foto | Volum de documente diplomatice privitoare la următoarele subiecte: (1) Aflarea unui steag al lui Ștefan cel Mare în mănăstirea Zografu din Muntele Athos. Aducerea sa în țară: (2) Constituirea Cabinetului Coandă; (3) Pretinsa încercare de sinucidere a Prințului Carol; (4) Voiajul Reginei Maria în Italia; (5) Constituirea Cabinetului Văitoianu și Alexandru Vaida-Voievod; (6) Moartea Principelui Carol-Anton de Hohenzoller; (7) Cedarea Insulelor Samoa Germaniei; (8) Căsătoria regelui Serbiei cu Draga Maschin; (9) Moartea Regelui Milan al Serbiei; (10) Încoronarea Regelui Spaniei Alfons XIII; (11) Asasinarea Regelui Alexandru al Serbiei, Reginei Draga și suirea pe tron a lui Petre Karageorgevici; (12) Încoronarea Regelui Petre al Serbiei; (13) Majoratul Prințului moștenitor al Serbiei Gheorghe; (14) Chestiunea armamentului sârbesc; (15) Împrumutul sârbesc. Literele R-S. Toate documentele sunt legate într-un dosar cu copertă cartonată. Dosarul este constituit din 587 file. | Ministerul Afacerilor Externe - Unitatea Arhive Diplomatice, București | Cimec    |
|      | Programul ceremoniei de înmânare a stindardului liturgic al lui Ștefan cel Mare Autor: Devambez, Paris | Datare: 28 iulie 1917 Școală: Devambez, Paris Descoperit: Franța, Paris Dimensiuni: L: 30,3 cm; La: 24,7 cm Material: hârtie                                                                                                   | Programul manifestărilor organizate la Sorbona pe 28 iulie 1917, cu ocazia înmânării de către oficialitățile franceze a stindardului liturgic al lui Ștefan cel Mare, ministrului român la Paris, Alexandru M. Lahovary (4 file și copertă). Ceremonia s-a desfășurat în prezența lui Raymond Poincare, președintele Republicii Franceze. Pe prima copertă: text: "Manifestasion Franco -Roumaine / Grand Amphitheatre de la Sorbonne/ 28 juillet 1917/ en presence de/ M. le President de la Republicque / Remise solennelle de l`etendard d`Etinenne le Grand/ A son Excellence M. Alexandre Lahovary/ Ministere de Roumanie" și o imagine cu drapele celor două state. În afară de programul ceremoniei, broșura mai cuprinde: mesajul lui Emile Picot (Academie des Inscriptions et Belles-Lettres), o poezie dedicată lui Ștefan cel Mare, scrisă de Elena Văcărescu, o poezie a lui Jean Lahovary, inscripția în chirilică de pe stindard și traducerea ei în limba franceză și o imagine alegorică alb-negru (înfrățirea între armata română și cea franceză, având în fundal o biserică ortodoxă, drapele celor două țări și simbolul Crucii Roșii). Programul efectiv al manifestărilor este tipărit pe două pagini, și cuprinde desfășurarea solemnităților. Broșura este legată cu un fir textil în culorile cele două drapele. | Muzeul Național de Istorie a României, București                       | Cimec    |
|      | Scrisoare trimisă de baritonul Dimitrie Gheorghe Cutava lui George Enescu Autor: Dimitrie Gheorghe Cutava | Datare: 27 august 1931 Dimensiuni: L: 16,5 cm; La: 14,5 cm Material: hârtie | Scrisoare pe o pagină, scrisă de mână, trimisă de baritonul Dimitrie Gheorghe Cutava lui George Enescu, cu ocazia împlinirii vârstei de 50 de ani. Expeditorul i se adresează cu „Ilustre Maestre” și îi urează ca „Cel de Sus” să-i mai dăruiască încă atâția ani pentru „neîntrerupta glorie a Neamului Românesc și o mai departe desfătare a lumii artistice”. În încheiere semnează olograf „D. Cutava”. Scrisoarea este trimisă din Govora. | Muzeul Național „George Enescu”, București                             | Cimec    |
|      | Scrisoare trimisă de Leopold Carteret lui George Enescu Autor: Leopold Carteret | Datare: 3 iulie 1931 Dimensiuni: L: 18,2 cm; La: 14 cm Material: hârtie | Scrisoare pe o pagină, în franceză, trimisă de Leopold Carteret lui George Enescu. Leopold Carteret (1873 - 1948) librar și editor de artă. Ca prieten al lui George Enescu se referă în scrisoare la apropiata aniversare de 50 de ani de la nașterea Maestrului. Apoi face aprecieri elogioase asupra talentului și personalității deosebite în creația acestuia. În încheiere semnează olograf „L. Carteret”. Scrisoarea are sigla imprimată și adresa dactilografiată: „Clairefontaine-Roumette et Tel. Nr. 1 Sant Bris des Bois par Burie (Charente-Inferieure). Pe verso este scrisă adresa lui George Enescu din România și adăugat cu creionul: „Adresantul nici nu este venit în localitate - factor Pleavă”. Tot pe verso, în colțul din stânga jos se află un fragment de timbru francez. | Muzeul Național „George Enescu”, București                             | Cimec    |
|      | Scrisoare trimisă de Henri și Lili Cremer lui George Enescu Autor: Henri și Lili Cremer | Datare: 12 octombrie 1931 Dimensiuni: L: 17 cm; La: 9 cm Material: hârtie | Scrisoare pe o pagină, în franceză, adresată de Henri și Lili Cremer lui George Enescu. Expeditorii i se adresează cu „Cher Maitre” și îi transmit felicitări cu ocazia sărbătoririi a 50 de ani de la naștere. Cu această ocazie îi urează sănătate și viață lungă pentru că „nemurirea vă este asigurată”. Scrisoarea este semnată olograf „Henri et Lili Cremer”. | Muzeul Național „George Enescu”, București                             | Cimec    |
|      | Scrisoare trimisă de Ethel Harned Smith lui George Enescu Autor: Ethel Harned Smith | Datare: 22 august 1938 Dimensiuni: L: 18 cm; La: 14 cm Material: hârtie | Scrisoare pe trei pagini, în engleză, trimisă de Ethel Harned Smith lui George Enescu. Expeditoarea îi scrie că i-a trimis cartea „Music at Midnight”. Apoi povestește că a fost împreună cu soțul ei la concertul Maestrului cu Thibaud din 24 iunie de la Paris. În încheiere transmite salutări soției și semnează olograf „Ethel Harned Smith”; adresa: Mrs. Percey F. Smith, Yale University, New Haven”. Fiecare din cele două foi are antetul: „Langham Hotel Place, London, W. 1” și „Telegrafic Adress: Landham, London Telephone Langham 2080”. | Muzeul Național „George Enescu”, București                             | Cimec    |
|      | Scrisoare trimisă de Geza Kresz lui George Enescu Autor: Geza Kresz | Datare: 2 iunie 1945 Dimensiuni: L: 21 cm; La: 17 cm Material: hârtie filigran | Scrisoare pe două pagini, în franceză, trimisă de Geza Kresz lui George Enescu. Expeditorul îi recomandă lui George Enescu pe Tamas Magyar - violonist care urmează să întreprindă un turneu în România. El spune că își amintește cu plăcere de concertele susținute de Enescu, ultimul fiind la Festivalul de la Pittsfield la doamna Coolidge. Apoi îl anunță că va interpreta și „Balada” dedicată lui George Enescu. Scrisoarea este semnată olograf „Geza Kresz”. Hârtie cu filigran și antet: „Nemzeti Zenede Budapest IV, Semmelweis- utca 12”. | Muzeul Național „George Enescu”, București                             | Cimec    |
|      | Scrisoare trimisă de Maurice Vieux lui George Enescu Autor: Maurice Vieux | Datare: 18 martie 1946 Dimensiuni: L: 20,6 cm; La: 13,2 cm Material: hârtie filigran | Scrisoare pe două pagini, în franceză, adresată de Maurice Vieux lui George Enescu. Expeditorul scrie că a aflat de la doamna Chailley, care l-a acompaniat în turneul din Italia că Maestrul este bolnav. Acum domnul Constantinescu i-a comunicat că starea de sănătate a acestuia s-a îmbunătățit. Maurice Vieux îl roagă pe George Enescu să orchestreze „Konzertstuck pentru violă cu acompaniament de pian”, deoarece este o piesă cântată frecvent de elevii săi. Autorul scrisorii îi comunică că ar dori ca George Enescu să interpreteze această piesă la Paris și în străinătate. În încheiere semnează olograf „Maurice Vieux”. La post scriptum îi amintește că i-a promis să-i scrie o sonată. Hârtie cu filigran și antet: „Maurice Vieux Professeur au Conservatoire 30. Avenue Junot Paris. XVIII Tel. Montmartre 55-86”. | Muzeul Național „George Enescu”, București                             | Cimec    |
|      | Telegramă trimisă de Constantin Titel Petrescu lui George Enescu Autor: Constantin Titel Petrescu | Datare: 23 aprilie 1945 Dimensiuni: L: 25 cm; La: 14 cm Material: hârtie | Telegramă trimisă de Constantin Titel Petrescu lui George Enescu cu ocazia zilei onomastice. Liderul social democrat îi urează Maestrului: „Viață lungă în deplină sănătate pentru bucuria lumii întregi”. Textul este dactilografiat pe un formular tipizat. Are ștampila: „Biroului curieri telegrafici cu data de 24 aprilie 1945”. De asemenea are ștampila dreptunghiulară a Centrului militar sovietic cu: „Vizat”. Numele expeditorului „Titel Petrescu” este dactilografiat. | Muzeul Național „George Enescu”, București                             | Cimec    |
|      | Telegramă trimisă de Marcella Fotino lui George Enescu Autor: Marcella Fotino | Datare: 15 august 1945 Dimensiuni: L: 25 cm; La: 14 cm Material: hârtie | Telegramă de felicitare trimisă de Marcella Fotino și fii săi lui George Enescu. Ei îi transmit Maestrului: „Cele mai călduroase urări de bine”. Textul telegramei este scris de mână pe un formular tipizat. Este trecută adresa lui George Enescu din Sinaia: vila „Luminiș” - Cumpătul. Telegrama are ștampila rotundă a Poștei din Sinaia cu data de 15 august 1946. | Muzeul Național „George Enescu”, București                             | Cimec    |
|      | Certificat medical emis de Profesor doctor L.M. Pautrier privind starea de sănătate a lui George Enescu Autor: L.M. Pautrier | Datare: 18 iunie 1952 Dimensiuni: L: 21 cm; La: 13,5 cm Material: hârtie filigran | Certificat medical pe o pagină, în franceză, emis de Profesor (doctor) L.M. Pautrier, prin care se atestă că starea de sănătate a lui George Enescu nu este prea bună, recomandându-i-se odihnă și tratament. Certificatul este semnat olograf „L.M. Pautrier”. Are antet: „Prof. L.M. Pautrier 2. Quai St. – Nicolas Telephone 400.02 Strassbourg” și filigran Velin. | Muzeul Național „George Enescu”, București                             | Cimec    |
|      | Recomandare medicală emisă de Profesor doctor L.M. Pautrier privind administrarea unui medicament lui George Enescu Autor: L.M. Pautrier | Datare: 18 iunie 1952 Dimensiuni: L: 21 cm; La: 13,5 cm Material: hârtie filigran | Recomandare medicală, pe o pagină, prin care Profesorul (dr.) L.M. Pautrier din Strassbourg, prescrie lui George Enescu administrarea unui medicament. Documentul este semnat olograf „L.M.Pautrier”. Hârtie cu filigran Velin și antet: „Prof. L.M. Pautrier 2. Quai St. – Nicolas Telephone 400.02. Strassbourg”. | Muzeul Național „George Enescu”, București                             | Cimec    |
|      | „Gimnasticul român. Buletinul Federațiunei Societăților Române de Gimnastică, Arme și Dare la Semn“, anul II, numerele 7, 8, 9, 10 (seria II)/martie, aprilie, mai, iunie 1910, București Autor: Federațiunea Societăților Române de Gimnastică, Arme și Dare la Semn                            | Datare: martie, aprilie, mai, iunie 1910 Dimensiuni: L: 22,8 cm; La: 15,8 cm; 16 file (pag. 61-92) Material: hârtie tipografică                                                                                                | „Gimnasticul Român“ este un buletin periodic al Federației Societăților Române de Gimnastică, Arme și Dare la Semn. Avea o apariție lunară. Numerele 7, 8, 9, 10 (seria II)/martie, aprilie, mai, iunie 1910 prezintă lucrările celui de al IV-lea Congres al Federației, desfășurat la Galați în ziua de 11 aprilie 1910, congres în cadrul căruia s-au supus dezbaterii și aprobării Statutele, Regulamentul de funcționare ale Federației, fiind ales și comitetul Federației. Buletinul cuprinde și 3 articole dedicate gimnasticii: „Gimnastica suedeză și gimnastica cu aparate“ (generalul V.P. Năsturel, președintele Comitetului Federației), „Noțiuni de educație fizică rațională“ (Dr. Philippe și P. Démeny), „Serbarea anuală și Concursurile la Societatea Centrală de arme, gimnastică, tir și dare la semn“. | Muzeul Sportului din România, București                                | Cimec    |
|      | „Gimnasticul român. Buletinul Federațiunii Societăților Române de Gimnastică, Arme și Dare la Semn“, anul IV, numărul 5 (seria II)/ianuarie 1911, București Autor: Federațiunea Societăților Române de Gimnastică, Arme și Dare la Semn                                                          | Datare: ianuarie 1911 Dimensiuni: L: 23,1 cm; La: 16 cm; 8 file (pag. 95-110) Material: hârtie tipografică | „Gimnasticul Român“ este un buletin periodic al Federației Societăților Române de Gimnastică, Arme și Dare la Semn, Avea o apariție lunară. Numărul 5 (seria II)/ianuarie 1911, apărut la București, cuprinde articole cu tematică sportivă și rezultate ale competițiilor sportive: „Erorile metodei raționale în educația fizică“ (G. Demeny); „Exerciții de scrimă cu baioneta, executate cu bastonul“ (N. St. Velescu); „Rezultatul concursurilor celei de a IV-a serbări federale“, Ploiești, 5 – 7 iunie 1910“; „Statistica Federației pe 1910“; „Festival artistic de gimnastică, Brăila, 5 decembrie 1910“. | Muzeul Sportului din România, București                                | Cimec    |
|      | „Gimnasticul român. Buletinul Federațiunei Societăților Române de Gimnastică, Arme și Dare la Semn“, anul V, numerele 1, 2, 3 (seria II)/Septembrie - Noiembrie 1911, București Autor: Federațiunea Societăților Române de Gimnastică, Arme și Dare la Semn                                      | Datare: septembrie - noiembrie 1911 Dimensiuni: L: 23 cm; La: 15,3 cm; 16 file (pag. 1-32) Material: hârtie tipografică | „Gimnasticul Român“ este un buletin periodic al Federației Societăților Române de Gimnastică, Arme și Dare la Semn. Numerele 1, 2, 3 (seria II)/septembrie - noiembrie 1911, apărute la București, cuprind anunțuri ale Federației, articole referitoare la activitatea Federației: „Din cercul Federației“ (D. Ionescu), „Erorile metodei raționale“ (G. Demey), „Rezultatul concursurilor celei de a IV-a Serbare federală, Galați, 28 – 31 mai 1911“. | Muzeul Sportului din România, București                                | Cimec    |
|      | „Gimnasticul român. Buletinul Federațiunei Societăților Române de Gimnastică, Arme și Dare la Semn“, anul IV, numărul 7 (seria II)/martie 1911, București Autor: Federațiunea Societăților Române de Gimnastică, Arme și Dare la Semn                                                            | Datare: martie 1911 Dimensiuni: L: 23 cm; La: 15,7 cm; 12 file (pag. 127-150) Material: hârtie tipografică | „Gimnasticul Român“ este un buletin periodic al Federației Societăților Române de Gimnastică, Arme și Dare la Semn. Avea o apariție lunară. Numărul 7 (seria II)/martie 1911 apărea la București și cuprinde date referitoare la organizarea celui de al V-lea Congres al Federației, programul și organizarea ediției a IV-a a Serbărilor federale, desfășurată la Galați în perioada 28 – 30 mai 1911. Numărul 7 al periodicului cuprinde și formularul cererii de admitere în cadrul Federației Societăților Române de Gimnastică, Arme și Dare la Semn, precum și articolul „Forța omului. De unde provine ea? Cum o putem mări?“ (autor P. Berlescu). | Muzeul Sportului din România, București                                | Cimec    |
|      | „Gimnasticul român. Buletinul Federațiunei Societăților Române de Gimnastică, Arme și Dare la Semn“, anul V, numerele 7-10 (seria II)/martie-noiembrie 1912, București Autor: Federațiunea Societăților Române de Gimnastică, Arme și Dare la Semn                                               | Datare: martie-noiembrie 1912 Dimensiuni: L: 24,2 cm; La: 16,5 cm; 12 file (pag. 59-82) Material: hârtie tipografică | „Gimnasticul Român“ este un buletin periodic al Federației Societăților Române de Gimnastică, Arme și Dare la Semn. Avea o apariție lunară. Numerele 7 - 10 (seria II)/martie - noiembrie 1912 apăreau la București și cuprind informații cu privire programul și probele sportive ale ediției a VI-a a serbărilor Federației Societăților Române de Gimnastică, Arme și Dare la Semn, desfășurată la București în perioada 1 - 3 iunie 1913. Cuprinde și procesul-verbal al Congresului federal, organizat la Giurgiu în ziua de 28 martie 1912, discursul ținut de N. Velescu, directorul serbărilor federale din București, 1913, cu prilejul dezvelirii bustului profesorului de gimnastică G. Moceanu, autor al primelor cărți de specialitate pentru băieți și fete. | Muzeul Sportului din România, București                                | Cimec    |
|      | „Gimnasticul român. Buletinul Federațiunei Societăților Române de Gimnastică, Arme și Dare la Semn“, anul V, numerele 4, 5, 6 (seria II)/decembrie 1911, ianuarie și februarie 1912, București Autor: Federațiunea Societăților Române de Gimnastică, Arme și Dare la Semn                       | Datare: decembrie 1911, ianuarie și februarie 1912 Dimensiuni: L: 22,9 cm; La: 15,7 cm; 13 file (pag. 33-58) Material: hârtie tipografică                                                                                      | „Gimnasticul Român“ este un buletin periodic al Federației Societăților Române de Gimnastică, Arme și Dare la Semn. Avea o apariție lunară. Numerele 4, 5, 6 (seria II)/decembrie 1911, ianuarie și februarie 1912 apăreau la București și cuprind informații referitoare la programul și probele ediției a V-a a serbării Federației Societăților Române de Gimnastică, Arme și Dare la Semn, desfășurate la Brăila în 1912, un articol referitor la ediția a V-a a Jocurilor Olimpice de la Stockholm și participarea gimnaștilor români (iulie 1912) (ziarul „Adevărul“), rezultatele Concursului Gimnasticii Populare. | Muzeul Sportului din România, București                                | Cimec    |
|      | „Gimnasticul român. Buletinul Federațiunii Societăților Române de Gimnastică, Arme și Dare la Semn“, anul VII, numerele 1 și 2/septembrie și octombrie 1913, București Autor: Federațiunea Societăților Române de Gimnastică, Arme și Dare la Semn                                               | Datare: septembrie și octombrie 1913 Dimensiuni: L: 23 cm; La: 15,8 cm; 18 file (pag. 1-22, 25-26, 29-40) Material: hârtie tipografică                                                                                         | „Gimnasticul Român” este un buletin periodic al Federației Societăților Române de Gimnastică, Arme și Dare la Semn. Avea o apariție lunară. Numerele 1 și 2/septembrie și octombrie 1913 apăreau la București și cuprind programul celei de a VII-a serbări federale, desfășurată la Târgoviște în 1914, rezultatul celei de a VI-a ediții a serbării federale din iunie 1913 de la București, articole cu tematică sportivă și de încurajare a practicării educației fizice. | Muzeul Sportului din România, București                                | Cimec    |
|      | „Gimnasticul român. Buletinul Federațiunii Societăților Române de Gimnastică, Arme și Dare la Semn“, anul VII, numerele 5 și 6/mai 1914, București Autor: Federațiunea Societăților Române de Gimnastică, Arme și Dare la Semn                                                                   | Datare: mai 1914 Dimensiuni: L: 23,1 cm; La: 15,7 cm; 10 file (pag. 57-76) Material: hârtie tipografică | „Gimnasticul Român” este un buletin periodic al Federației Societăților Române de Gimnastică, Arme și Dare la Semn. Avea o apariție lunară. Numerele 5 și 6 /mai 1914 apăreau la București și cuprind programul ediției a VII-a a Federației de Gimnastică, desfășurată la Târgoviște (31 mai – 2 iunie 1914), aspecte cu privire la Congresul Federației, desfășurat la 30 martie 1914, articole privind încurajarea manifestărilor sportive, a educației fizice în general. | Muzeul Sportului din România, București                                | Cimec    |
|      | „Gimnasticul român. Buletinul Federațiunii Societăților Române de Gimnastică, Arme și Dare la Semn “, anul X, numerele 2, 3, 4/februarie-aprilie 1916, București Autor: Federațiunea Societăților Române de Gimnastică, Arme și Dare la Semn                                                     | Datare: februarie-aprilie 1916 Dimensiuni: L: 24,3 cm; La: 16,3 cm; 8 file Material: hârtie tipografică | „Gimnasticul Român” este un buletin periodic al Federației Societăților Române de Gimnastică, Arme și Dare la Semn. Avea o apariție lunară. Numerele 2,3 și 4/februarie – aprilie 1916 apăreau la București și cuprind articole cu privire la practicarea educației fizice de către femei (autor Nic. Rădulescu), instrucțiuni însoțite de imagini pentru practicarea educației fizice (N. St. Velescu), „Gimnastica respiratorie sau exercițiile de respirație”. | Muzeul Sportului din România, București                                | Cimec    |
|      | „Gimnasticul român. Buletinul Federațiunii Societăților de Gimnastică din România“, anul XI, numărul 2 (seria III)/17 octombrie 1925, București Autor: Federațiunea Societăților Române de Gimnastică, Arme și Dare la Semn                                                                      | Datare: 17 octombrie 1925 Dimensiuni: L: 22,6 cm; La: 15,7 cm; coperți, 6 file (pag. 17-28) Material: hârtie tipografică | „Gimnasticul Român” este un buletin periodic al Federației Societăților de Gimnastică din România, fondată la București în data de 14 septembrie 1906, Avea o apariție lunară. Numărul 2 (seria III)/17 octombrie 1925 apărea la București și cuprinde un apel pentru constituirea mai multor societăți de gimnastică la nivel național, statutul Federației Societăților de Gimnastică din România, fondată la București în ziua de 14 septembrie 1906, 6 articole având ca tematică sportul și educația în favoarea practicării gimnasticii, a sportului în general: „Cadența, ritmul și expresiunea”, după Jos. De Wallens, „Exerciții libere pentru fete”, după D. Ionescu, „Scrisori de invitație la manifestările organizațiilor de profil din Franța și Belgia”, „Numărul și datele serbărilor noastre federale de gimnastică”, „Sportul contra educațiunii fizice”, „Informații din țară și străinătate”. | Muzeul Sportului din România, București                                | Cimec    |
|      | „Gimnasticul român. Buletinul Federațiunei Societăților de Gimnastică din România“, anul XI, numerele 5 și 6 (seria III)/ianuarie-februarie 1926, București Autor: Federațiunea Societăților Române de Gimnastică, Arme și Dare la Semn                                                          | Datare: ianuarie-februarie 1926 Dimensiuni: L: 23 cm; La: 15,6 cm; coperți, 6 file (pag. 45-56) Material: hârtie tipografică                                                                                                   | „Gimnasticul Român” este un buletin periodic al Federației Societăților de Gimnastică din România, fondat la București în data de 14 septembrie 1906, Avea o apariție lunară. Numerele 5 și 6 (seria III)/ ianuarie - februarie 1926 apărute la București și cuprind informații cu privire la organizarea Federației (Regulamnetul federal), prezentarea unor exerciții sportive dedicate băieților și fetelor, date despre desfășurarea celui de al V-lea Congres al profesorilor și profesoarelor de gimnastică din România, organizat la Cluj în zilele de 28 și 29 martie 1926. | Muzeul Sportului din România, București                                | Cimec    |
|      | „Gimnasticul român. Buletinul Federațiunei Societăților de Gimnastică din România“, anul XI, numărul 7 (seria III)/martie 1926, București Autor: Federațiunea Societăților Române de Gimnastică, Arme și Dare la Semn                                                                            | Datare: martie 1926 Dimensiuni: L: 22,9 cm; La: 15,4 cm; coperți, 8 file (pag. 57-72) Material: hârtie tipografică | „Gimnasticul Român” este un buletin periodic al Federației Societăților de Gimnastică din România, fondat la București în data de 14 septembrie 1906, Avea o apariție lunară. Numărul 7 (seria III)/martie 1926 apărea la București și cuprinde informații cu privire la practicarea educației fizice în Italia (autor profesor de scrimă și gimnastică Nicolae Spiridon Bădescu), programul tip al desfășurării serbărilor federale, „Însemnătatea educației fizice” (Nic. Rădulescu). | Muzeul Sportului din România, București                                | Cimec    |
|      | „Gimnasticul român. Buletinul Federațiunei Societăților de Gimnastică din România“, anul XI, numerele 9 - 10 (seria III)/mai-august 1926, București Autor: Federațiunea Societăților Române de Gimnastică, Arme și Dare la Semn                                                                  | Datare: mai-august 1926 Dimensiuni: L: 23,5 cm; La: 15,8 cm; 9 file (pag. 81-98) Material: hârtie tipografică | „Gimnasticul Român” este un buletin periodic al Federației Societăților de Gimnastică din România, fondat la București în data de 14 septembrie 1906, Avea o apariție lunară. Numerele 9 și 10 (seria III)/mai - august 1926 apăreau la București și cuprind articole dedicate practicării sportului și a educației fizice (autor D. Ionescu), Federației Societăților de Gimnastică din România (Nic. Rădulescu), rezultate ale concursurilor de educație fizică (23 – 24 mai 1926). Este prezentată și conferința dedicată profesorului de gimnastică Gheorghe Moceanu, autor al primelor cărți de specialitate pentru băieți și fete. | Muzeul Sportului din România, București                                | Cimec    |
|      | „Gimnasticul român. Buletinul Federațiunei Societăților de Gimnastică din România“, anul XII, numărul 6 (seria III)/februarie 1927, București Autor: Federațiunea Societăților Române de Gimnastică, Arme și Dare la Semn                                                                        | Datare: februarie 1927 Dimensiuni: L: 22,9 cm; La: 15,6 cm; copertă, 4 file (pag. 45-52) Material: hârtie tipografică | „Gimnasticul Român” este un buletin periodic al Federației Societăților de Gimnastică din România, fondată la București în data de 14 septembrie 1906, Avea o apariție lunară. Numărul 6 (seria III)/februarie 1927 apărea la București și cuprinde informații cu privire al ediția a X-a a serbărilor Federației Naționale de Gimnastică (București, 11-14 iunie 1927), un articol intitulat „Istoria gimnasticii în Țara Românească” (autor Gheorghe Moceanu). | Muzeul Sportului din România, București                                | Cimec    |
|      | Diplomă de merit, mențiune onorabilă, acordată de Școala Normală Militară „Sf. Sava“ din Iași, caporalului Petriu George la data de 27 iunie 1865 Autor: Școala Normală Militară „Sf. Sava“ din Iași                                                                                             | Datare: 27 iunie 1865 Dimensiuni: 38,3 x 24,5 cm Material: hârtie tipografică | Documentul este redactat în limba română, pe o filă in-folio, fiind eliberat de Școala Normală Militară „Sf. Sava” din Iași, la data de 27 iunie 1865, în numele domnitorului Alexandru Ioan Cuza, conform uzanțelor epocii. Sunt consemnate două ștampile. În tuș roșu: „Școala Normală Militară. Scrimă, gimnastică și tragere la țintă Iassy” și în tuș negru: „Manollescu Ion. Director Școlei Normală Militară din Iassy”. Cuprins: În numele Înălțimii sale Alecsandru Ioan I, domn și stăpânitor al României este acordată de către Școala Normală Militară „Sf. Sava” din Iași, Mențiune onorabilă, nr. XVI, care a fost obținută de: „caporalul Pătriu George“ din: „Regimentul 4 Infanterie”, care a primit calificativul: „Bine” cu: „31 puncte“ la clasificarea: „ bine la tragerea la țintă” pentru silința la studiu, atestată de „prea bun elev în specialitatea de: „bun trăgătoriu la țintă”. Ca o recunoaștere a meritelor sale i se înmânează prezenta mențiune de către Ministrul de Război, în urma aprobărilor Consiliului de Instrucție al Școlii Normale Militare. Din partea ministrului de Război semnează inspectorul general Ionescu, iar din partea Școlii Normale Militare, semnează directorul acesteia și președintele Consiliului de Instrucție, căpitan Ion Manollescu și doi membrii ai Consiliului de Instrucție. Formularul diplomei a fost tipărit la „Imprimeria A. Bermann” din Iași. Textul este încadrat de un chenar fitomorf, care are în patrea centrală superioară stema Principatelor Unite ale României, precum și pe cea a Școlii Normale Militare „Sf. Sava” din Iași. | Muzeul Sportului din România, București                                | Cimec    |
|      | Diplomă acordată lui Mircea Ch. Iconomu pentru participarea la Jocurile Olimpice da vară din anul 1924 Autor: Comitetul Jocurilor Olimpice, Paris 1924 | Datare: 1924 Dimensiuni: L: 63,2 cm; La: 49,5 cm Material: hârtie | Diplomă editată cu ocazia celei de opta ediții a Jocurilor Olimpice, Paris 1924. În partea de sus, sub înscrisul „VIII e Olympiade/ Paris/ MCMXXIV”, este o scenă alegorică inspirată de mitologia Greciei antice, cu reprezentarea zeiței Nike (zeița Victoriei), în registrul central. Scena este încadrată de două coloane realizate în stil doric, pe care sunt prinse cununi de lauri și care au la bază, un motiv vegetal reprezentat prin ramuri stilizate. De-o parte și de cealaltă a zeiței înaripate sunt ilustrate cinci personaje. În dreapta un personaj feminin în poziție șezând cu harpă și un personaj masculin care prinde o cunună pe columnă. În partea stângă, de jos în sus, așezat, un personaj masculin cu un rulou (diploma) în mână, în spatele lui un personaj feminin cu un vas în poziție de vărsare și, în cadrul din spate, un personaj masculin care susține o suliță. Desenul a fost realizat de Bernard Naudin, a cărui semnătură se regăsește în colțul din dreapta, sub desen. În partea de jos este menționat numele celui care a primit diploma: Mircea Ch. Iconomu, calitatea pentru care a primit-o: „Delegue au tennis pour la Roumania”. Diploma este semnată, în partea stângă de Președintele Comitetului Olimpic Francez: Justinien Clary, iar în dreapta de Președintele Comitetului Olimpic Internațional, baronul Pierre de Coubertin. Prezintă ușoare urme de îndoire, mici rupturi cu lipsă de material pe margini, urme de bandă adezivă în colțuri (posibil de la o lipire anterioară pe un paspartu), pete de murdărie.                                            | Muzeul Sportului din România, București                                | Cimec    |
|      | Diplomă acordată lui G. Cara Costea pentru participarea la Jocurile Olimpice da vară din anul 1924 Autor: Comitetul Jocurilor Olimpice, Paris 1924 | Datare: 1924 Dimensiuni: L: 63,2 cm; La: 49,5 cm Material: hârtie | Diplomă editată cu ocazia celei de opta ediții a Jocurilor Olimpice, Paris 1924. În partea de sus, sub înscrisul „VIII e Olympiade/ Paris/ MCMXXIV”, este o scenă alegorică inspirată de mitologia Greciei antice, cu reprezentarea zeiței Nike (zeița Victoriei), în registrul central. Scena este încadrată de două coloane realizate în stil doric, pe care sunt prinse cununi de lauri și care au la bază, un motiv vegetal reprezentat prin ramuri stilizate. De-o parte și de cealaltă a zeiței înaripate sunt ilustrate cinci personaje. În dreapta un personaj feminin în poziție șezând cu harpă și un personaj masculin care prinde o cunună pe columnă. În partea stângă, de jos în sus, așezat, un personaj masculin cu un rulou (diploma) în mână, în spatele lui un personaj feminin cu un vas în poziție de vărsare și, în cadrul din spate, un personaj masculin care susține o suliță. Desenul a fost realizat de Bernard Naudin, a cărui semnătură se regăsește în colțul din dreapta, sub desen. În partea de jos este menționat numele celui care a primit diploma: G. Cara-Costea, calitatea pentru care a primit-o: „Delegue de la Roumania. Membre de la Comission Internationale de Rugby”. Diploma este semnată, în partea stângă de Președintele Comitetului Olimpic Francez: Justinien Clary, iar în dreapta de Președintele Comitetului Olimpic Internațional, baronul Pierre de Coubertin. Prezintă ușoare urme de îndoire, mici rupturi cu lipsă de material pe margini, pete de murdărie.                                                                                                 | Muzeul Sportului din România, București                                | Cimec    |
|      | Ciclistul Dumitru Dumitrescu Autor: Atelier S. Kron | Datare: 1892 Dimensiuni: L:36,8 cm; La: 30,8 cm; Fotografia: L: 25,5 cm; La: 20,2 cm Material: hârtie fotografică; carton | Portret de atelier al ciclistului D. Dumitrescu. Figură întreagă, redat frontal, în picioare. Acesta stă sprijinit de un velociped, cu piciorul drept așezat pe una din pedale, într-o atitudine degajată. În spate este vizibil un fundal ce imită un luminiș dintr-o pădure. Fotografia este lipită pe carton fiind încadrată de un chenar auriu cu motive ornamentale în cele patru colțuri. În partea de jos, central, este notat anul 1892. Inscripție pe paspartu, în partea dreaptă: S. Korn (jos); Atelier S. Korn Viennna și Bucuresci/ Calea Victoriei 144 (sus); 1892 (central, în partea de jos). Pe spatele fotografiei se află o însemnare olografă, în creion: Dumitru Dumitrescu/ „decanul bicicliștilor români”. | Muzeul Sportului din România, București                                | Cimec    |
|      | Diplomă de acordare a medaliei argint pentru gimnastică lui Rădulescu Nicolae Autor: Societatea Română de Arme, Gimnastică și Dare la semn | Datare: 1907 Dimensiuni: L: 42,5 cm; La: 39,5 cm; Diploma: L: 34 cm; La: 31,8 cm Material: hârtie | Diplomă acordată de către Societatea Română de Arme, Gimnastică și Dare la semn lui Rădulescu Nicolae pentru câștigarea medalie de argint la gimnastică, în urma concursului din data de 31 mai 1907. Diploma a fost emisă la data de 14 iunie 1907, fiind semnată de președintele Societății, general Năsturel și de către secretarul acesteia, maior Ursu. Diploma este tipărită în limba română, având cu stiloul notat numele premiantului, scopul pentru care a fost premiat și data. În partea de sus, central apare blazonul Societății Române de Arme, Gimnastică și Dare la semn; în dreapta, este imprimată o ștampilă cu textul: „Presentat Ministerului Afacerilor Streine/ pentru confrontarea traducțieunei”, alături de o semnătură olografă indescifrabilă și un număr de înregistrare (notat cu stiloul): 1864/ 1914. Prezintă urme de împăturire, mici rupturi pe margini cu lipsă de material, îngălbenirea hârtiei, pete de murdărie. Piesa a fost restaurată, fiind vizibile completările, mai ales în părțile unde a fost îndoită. La restaurare Diploma a fost lipită de paspartu, într-un punct în partea de sus, central. | Muzeul Sportului din România, București                                | Cimec    |
|      | Manual de gimnastică Autor: Mihail I. Ionascu | Datare: 1897 Dimensiuni: L: 20,5 cm; La: 13,7 cm; 244 pagini Material: hârtie tipografică | „Manual de gimnastică” de Mihail I. Ionescu este o lucrare care s-a adresat învățătorilor și institutorilor, elevii școlilor normale pentru învățători și institutori, ai gimnaziilor, liceelor și seminariilor. Autorul însuși este absolvent al Școlii Normale de Institutori din București și institutor la Focșani. Manualul este structurat în două capitole mari: Partea Teoretică (cu șapte subcapitole – Importanța și scopul gimnasticei, Descrierea membrelor, Metodul, Treptele formale, Mijloacele de învățământ, Regule higienice, Comande) și Partea practică (cu 12 subcapitole – Exerciții libere simple, Exerciții libere combinate între ele, Alte exerciții combinate, Exerciții de ordine simple, Lecțiuni practice model, Exerciții însoțite de cântece, Salturi, Exerciții de ordine combinate între ele, cu salturi și exerciții libere, Exerciții cu aparate, Exerciții diferite, Jocurile). Lucrarea este una din puținele cărți de specialitate dedicate educației fizice în școlile primare și secundare care au fost editate în România celei de-a doua jumătăți a secolului al XIX-lea. În realizarea volumului, autorul s-a folosit de lucrări apărute în Franța și Germania, însă a introdus și creații originale. Manualul s-a dorit a veni în sprijinul dascălilor de la ciclul primar care, în lipsa unui astfel de instrument de lucru „neglijează gimnastica, întrbuințând orele pentru alte obiecte de studiu”. Tipărit la Institutul de Editură Ralian și Ignat Samitca, Craiova.                                                                                                  | Muzeul Sportului din România, București                                | Cimec    |
|      | Album Jocurile Olimpice de Vară de la Berlin, 1936 Autor: Hans v. Tschammer und Osten | Datare: 1936 Dimensiuni: L: 32,4 cm; La: 25,6 cm; 36 pagini, 17 imagini și două pagini facsimilate Material: hârtie fotografică; hârtie cartonată; imitație piele; pânză; metal                                                | Album „Zur Erinnerung an die XI. Olympiade, Berlin 1936” („În amintirea celei de-a XI-a Olimpiade”, Berlin 1936); conține 17 fotografii, realizate pe hârtie fotografică AGFA, prezentând infrastructura pregătită pentru Olimpiadă. Având în vedere că este vorba de un album oficial, de propagandă, care a fost înmânat delegațiilor participante, precum și de calitatea imaginilor, este de la sine înțeles că fotografiile au fost realizate de fotografi profesioniști (cel mai probabil de la grupul AGFA). Albumul mai cuprinde două pagini (hârtie cartonată) cu semnăturile facsimilate ale unui număr de 40 de campioni olimpici (între care și cea a celebrului atlet american de culoare Jesse Owens). Pe prima pagină, sub titlu, apare numele: Der Reichssportfuhrer: Hans v. Tschammer und Osten (Șeful Sportului Reichului: Hans v. Tschammer und Osten). Acesta a avut un rol foarte important în organizarea Jocurilor Olimpice de la Berlin. Albumul are copertă din imitație de piele, în două culori – alb și roșu; pe banda roșie din centru se află sigla din metal a Jocurilor Olimpice (sub forma unui clopot); este legat cu spirală metalică. Lângă fiecare imaginie este scris, cursiv, denumirea locației și tipul de hârtie AGFA folosit la tipărire. Olimpiada de la Berlin a fost unul dintre cele mai controversate evenimente sportive din istorie, din cauza climatului politic din Germania nazistă. Au participat 49 de țări și 3.963 de sportivi care s-au întrecut în 129 de probe din 19 sporturi. România a câștigat o singură medalie – argint, prin Henri Rang, la călărie. | Muzeul Sportului din România, București                                | Cimec    |
|      | Carte de gimastică cu figuri și textu esplicatoru Autor: George Moceanu; Autorisată de Consiliulu superioru alu Instrucțiunei Publice, Bucuresci | Datare: 1869 Dimensiuni: L: 22,3 cm; La: 14 cm Material: hârtie tipografică | „Carte de gimnastică cu figuri și textu esplicatoru” de G. Moceanu este o lucrarea apărută la București, în anul 1869. Este un volum care cuprinde instrucțiuni, exemplificate prin imagini, pentru realizarea diferitelor exerciții de gimnastică. În total sunt prezentate 247 de exerciții fizice, din categorii diverse: „eserciție elementare seu școla preparativă la esercițiele gimnastice, esserciție corporali cu mișcări din locu, mecanismulu âmblărei, sărirea, eserciția de balansare, suirea seu urcarea, essercițiele pre jugulu flotantu sau paralele și pre sulu (fuscelu), esercițiele pre jugulu flotându, proptirea” etc. Toate exercițiile sunt prezentate sub formă grafică (litografii cu personaje executând diferite mișcări). Primele șapte personaje au fost colorate cu acuarelă. În total sunt 84 pagini (printate doar pe o parte) cu figuri și alte 52 pagini cu texte. Lucrarea a fost scrisă de George Moceanu (1831 – 1909), „părintele educației fizice românești”, profesor de gimnastică la liceele „Sf. Sava” și „Matei Basarab” din București, și poate fi considerată drept primul manual de gimnastică din istoria modernă a României. Autorul s-a inspirat în realizarea lucrării de la manulul profesorului german E.W.B. Eiselen. Coperta este restaurată cu piele sintetică; cotorul este original; hârtia este îngălbenită și prezintă pete (foxing). Ex-libris: ștampilă „Aurel & Paula Dumitrescu” | Muzeul Sportului din România, București                                | Cimec    |
|      | Brevet pentru Insigna Ecvestră de Aur acordat locotenentului român Henri Rang (1902 – 1946) Autor: Societatea Ecvestră Austriacă; Federația Națională Austriacă | Datare: 1936 Dimensiuni: L: 30,5 cm; La: 21,7 cm Material: hârtie tipografică | Brevetul pentru Insigna Ecvestră de Aur a fost acordat de Societatea Ecvestră Austriacă și Federația Națională Austriacă locotenentului român Henri Rang (1902 – 1946), pe data de 27 septembrie 1936. A fost încă o recunoaștere a valorii călărețului român, al doilea medaliat din istoria României, la Jocurile Olimpice de Vară și primul medaliat cu argint (Berlin, 1936; prima medalie la Olimpiadă, fusese cucerită la Paris, în 1924 – bronz cu echipa de rugby). Înscrisruri pe brevet: Osterreichische Renn = und Compagnereitergesellschaft in Wien// Federation Nationale Autrichienne// nr. 20// URKUNDE// Herrn Oberleutnant Henri Rang// wird hiemit auf grund reiterlicher leistungen im sinne der bestimmungen das osterreichische// REITERABZEICHEN IN GOLD// zuerkannt// Wien, 27 September 1936// Osterreichische Renn = und Compagnereitergesellschaft in Wien// Federation Nationale Autrichienne// Der President (semnătura)// Artur Schefczik & Sohn, Wien, VII. În centrul brevetului se află desenată, în galben-aur, Insigna Ecvestră; lângă semnătura președintelui este aplicat timbrul sec al Societății Ecvestre Austriace. Totul este încadrat de un chenar negru. Brevetul acordat lui Henri Rang are nr. 20. Insigna Ecvestră de Aur era acordată austriecilor și străinilor cu realizări remarcabile în domeniul ecvestru. Tipografie: Artur Schefczik & Sohn, Wien, VII. Brevetul se află într-o ramă, cu geam. | Muzeul Sportului din România, București                                | Cimec    |
|      | Buletin de Înscriere la Biroul Populației aparținând lui George Enescu Autor: Imprimeria Centrală București | Datare: 1944 Dimensiuni: L: 19,7 cm; La: 12,7 cm Material: carton; hârtie filigran | Buletin de înscriere la Biroul Populației aparținând lui George Enescu. Are opt pagini. În interior, pe fiecare pagină, sunt rubrici tipărite, completate cu scris de mână cuprinzând numele lui George Enescu, adresa (str. General Mânu nr. 16), vârsta (62 de ani), starea civilă (căsătorit), ocupația (compozitor), cetățenia (română), în pagina a patra sunt menționate semnalmentele deținătorului acestui act. În pagina a șasea se află fotografia lui George Enescu încadrată de două ștampile ale Prefecturii Municipiului București. Pe coperta a treia este atașată o pagină cu date despre deținătorul Buletinului. Pe aceasta se află două ștampile care confirmă primirea cartelei pe anul 1946, precum și data: 30 ianuarie 1946. | Muzeul Național „George Enescu”, București                             | Cimec    |
|      | Legitimație de membru al Academiei Române aparținând lui George Enescu Autor: Tipografia „Bucovina” I.E. Torouțiu, București | Datare: 13 iulie 1946 Dimensiuni: L: 11,8 cm; La: 8 cm Material: carton; hârtie | Carnet de identitate (legitimație) de membru al Academiei Române aparținând lui George Enescu. În interior pe pagina a doua se află fotografia titularului, cu ștampila Academiei. Pe pagina a treia este scris „Legitimație". Aici sunt rubrici tipărite, completate cu scris de mână, din care reiese că acest document aparține lui George Enescu și a fost emis la 13 iulie 1946. În josul paginii se află ștampila și semnătura Președintelui Academiei Andrei Rădulescu și semnătura secretarului general. | Muzeul Național „George Enescu”, București                             | Cimec    |
|      | Permis de ședere (rezidență) în Paris aparținând lui George Enescu Autor: Comosariatul de Poliție al arondismentului IX din Paris | Datare: 6 august 1914 Dimensiuni: L: 14,3 cm; La: 14 cm Material: carton | Permis de ședere (rezidență) pentru un străin, aparținând lui George Enescu. A fost emis de comisariatul de Poliție al arondismentului IX din Paris. Documentul conține o serie de rubrici tipărite, completate cu scris de mână cuprinzând numele (Enesco Georges), născut la (Dorohoi - 34 de ani), de naționalitate (română). Posesorul actului este autorizat să-și păstreze reședința la Paris în strada Clichy nr. 26. în colțul din stânga sus se află fotografia lui George Enescu cu ștampila Comisariatului de Poliție din arondismentul IX, cartierul St. Georges din Paris. Aceeași ștampilă este aplicată și în partea de jos a documentului. | Muzeul Național „George Enescu”, București                             | Cimec    |
|      | Memoriu adresat de George Enescu Președintelui Ateneului Român în care protestează contra dificultăților întâmpinate din partea Administrației și a personalului acestei instituții Autor: George Enescu                                                                                         | Datare: 26 octombrie 1937 Dimensiuni: L: 33,5 cm; La: 21,8 cm Material: hârtie | Memoriu adresat de George Enescu Președintelui Ateneului Român în care îi aduce la cunoștință faptul că întâmpină „dificultăți și vexațiuni nepermise, din partea administrației și al personalului de serviciu al sălii”. În continuare autorul memoriului spune că „la concertele mele de vioară, când scena este absolut goală, sunt împiedicat să invit colegi, muziciani, sau ziariști; chiar persoane din societate care vin; cum se obișnuiește în toate sălile din lume să mă vadă...”. Maestrul spune: „eu nu urmăresc numai un interes strict material, ci munca mea are de scop propagarea gustului frumos al muzicei în popor” și ca urmare cere să nu mai fie șicanat. Memoriul are semnătura olografă a lui George Enescu. În josul paginii se află rezoluția scrisă de mână, a conducerii Ateneului în care se refuză solicitarea, pe motiv că „nu se pot introduce în sala de concerte mai multe persoane de cât este numărul de locuri”. Răspunsul este datat 28 octombrie 1937. Memoriul a fost pliat de mai multe ori. | Muzeul Național „George Enescu”, București                             | Cimec    |
|      | Scrisoare oficială a Legației Belgiei din București către George Enescu. Acesta este anunțat că va primi o copie autentică a documentului prin care i s-a conferit distincția „Crucea de Commandor al Ordinului Leopold al Belgiei” Autor: Legația Belgiei din București                         | Datare: 17 iunie 1924 Dimensiuni: L: 34,2 cm; La: 20,6 cm Material: hârtie | Document oficial, pe o pagină dactilografiată, cu antetul Legației Belgiei din București. În scrisoare George Enescu este înștiințat că va primi o copie autentică a documentului oficial prin care i s-a conferit prin Decret Regal distincția „Crucea de Commandor al Ordinului Leopold al Belgiei”. Scrisoarea este semnată R(...) de Schneider și are numărul de înregistrare administrativă 571. Textul este în limba franceză. | Muzeul Național „George Enescu”, București                             | Cimec    |
|      | Scrisoare trimisă de Ministerul Afacerilor Externe din Belgia lui George Enescu, căruia i-a fost expediată o copie autentică a Decretului Regal din 10 mai 1924 de conferire a distincției „Crucea de Commandor al Ordinului Leopold al Belgiei” Autor: Ministerul Afacerilor Externe din Belgia | Datare: 10 iunie 1924 Dimensiuni: L: 27,6 cm; La: 21,5 cm Material: hârtie | Scrisoare trimisă de Ministerul Afacerilor Externe din Belgia lui George Enescu. Aceasta este anunțat că i-a fost expediată o copie autentică a Decretului Regal din 10 mai 1924 de conferire a distincției „Crucea de Commandor al Ordinului Leopold al Belgiei”. Textul este dactilografiat în limba franceză. Pentru ministru semnează olograf (R...) de (M...) Director General. Documentul are antetul Ministerului de Externe al Belgiei, Direcția O și numărul de înregistrare administrativă 5016. Scrisoarea a fost pliată în trei. | Muzeul Național „George Enescu”, București                             | Cimec    |
|      | Contract de asociație încheiat între George Enescu și G. Ciudin privind moșia din Șendreni Autor: George Enescu; G. Ciudin | Datare: 2 iunie 1934 Dimensiuni: L: 33,5 cm; La: 20,5 cm Material: hârtie | Contract de asociație încheiat între George Enescu și G. Ciudin privind moșia Șendreni Enescu zisă și Dumbrăvița. În contractul care are 9 articole se stipulau condițiile pe care trebuia să le îndeplinească fiecare parte. Astfel, George Enescu venea cu o moșie de 227 ha, iar G. Ciudin agricultor din Dorohoi aducea inventarul agricol și banii necesari unei bune exploatări. La sfârșitul anului după bilanț, beneficiile sau după caz pierderile se vor împărți pe din două. Durata contractului este de un an. Pe prima pagină în stânga sus este aplicată ștampila de înregistrare care are data de 2 iulie 1934. Contractul a fost pliat în șase. Are semnăturile olografe ale lui George Enescu, G. Ciudin și ale unui avocat. Actul are patru pagini. | Muzeul Național „George Enescu”, București                             | Cimec    |
|      | Obligație - act oficial prin care se atestă împrumutul de 100.000 de lei acordat de George Enescu „Comitetului de construcție a Bisericii Sfântul Gheorghe din Tescani” Autor: Comitetul de construcție a Bisericii Sfântul Gheorghe din Tescani                                                 | Datare: 10 noiembrie 1930 Dimensiuni: L: 34 cm; La: 21 cm Material: hârtie | Obligație - act oficial scris de mână pe o pagină prin care Alice Rosetti membră de onoare a „Comitetului de construcție a Bisericii Sfântul Gheorghe din Tescani” precum și Vasile Grigoraș și preot Nicolae Procopie membri ai Comitetului declară că au luat cu împrumut, fără dobândă, de la George Enescu suma de 100.000 de lei. Suma a fost acordată pentru continuarea lucrărilor la biserică. Banii au fost primiți în numerar de Vasile Grigoraș în două tranșe: prima de 66.000 de lei și a doua de 34.000 de lei. Termenul împrumutului este nelimitat, creditorul având dreptul să ceară banii înapoi cu un preaviz de patru luni. Documentul a fost redactat în dublu exemplar, câte unul pentru fiecare dintre părți. În partea de jos sunt semnăturile olografe ale celor trei: Alice Rosetti, Vasile Grigoraș și preot Nicolae Procopie. În dreptul semnăturii preotului Nicolae Procopie este aplicată ștampila rotundă a Parohiei Sfântul Gheorghe din Tescani. Celelalte trei pagini ale documentului sunt albe. A fost pliat în patru. | Muzeul Național „George Enescu”, București                             | Cimec    |
|      | Invitație adresată de Casa Regală lui George Enescu de a participa la un dejun la Castelul Peleș Autor: Casa Regală a României | Datare: 29 octombrie 1898 Dimensiuni: L: 18 cm; La: 12 cm Material: carton | Invitație adresată de Casa Regală lui George Enescu de a participa la un dejun la Castelul Peleș. Dejunul urma să aibă loc în data de 29 octombrie 1898 ora 1 p.m. Invitația este scrisă și semnată de un locotenent-colonel, adjutant de serviciu. George Enescu era rugat să confirme participarea. Textul este tipărit pe o pagină, iar datele personalizate sunt completate cu scris de mână. | Muzeul Național „George Enescu”, București                             | Cimec    |
|      | Pașaport emis pe numele lui George Enescu Autor: Prefectura Poliției din București | Datare: 18 decembrie 1934 Dimensiuni: L: 16,5 cm; La: 9,5 cm Material: carton; hârtie | Pașaport aparținând lui George Enescu. Coperta albastră din carton are imprimată cu auriu, la mijloc Stema României. Deasupra acesteia este scris „REGATUL ROMÂNIEI” iar, în partea de jos „PAȘAPORT PENTRU STRĂINĂTATE/PASSEPORT A L ETRAGER”. Printr-un decupaj aflat în partea de sus a coperții se poate vedea numărul pașaportului: 118219. În interiorul coperții este capsată fotografia lui George Enescu cu semnătura olografă a acestuia. Sub fotografie se află ștampila Prefectului și semnătura olografă „(?) Stoenescu” pentru Prefect, care certifică faptul că semnătura și fotografia aparțin titularului pașaportului. Pe pagina a I-a este scris numele lui George Enescu și profesia de compozitor. Pe pagina a II-a sunt înscrise cu cerneală o serie de date personale pentru identificare. Atât datele tipărite cât și cele completate de mână sunt în română și în franceză. 11 din cele 28 de pagini ale pașaportului au ștampile de viză și timbre. Pe fiecare pagină este scris „ROMANIA” din decupaje rotunde mici. Era valabil pentru toate țările europene cu excepția Rusiei sovietice. | Muzeul Național „George Enescu”, București                             | Cimec    |
|      | Scrisoare de trimisă de Maria Enescu fiului ei George Enescu, la Paris unde urma Conservatorul Autor: Maria Enescu | Datare: 25 mai 1897 Dimensiuni: L: 17,4 cm; La: 11 cm Material: hârtie | Scrisoare pe trei pagini trimisă de Maria Enescu fiului ei George aflat la studii la Conservatorul din Paris. După ce descrie drumul parcurs de la Dorohoi la Mihăileni, Maria Enescu relatează despre situația culturilor agricole de la Cracalia și spune că îl așteaptă pe soțul ei care urmează să vină de la Ciripcăuți. Mama îi cere fiului informații privind examenele și își exprimă bucuria de a se revedea în vacanța de vară. La sfârșit semnează Marie Enescu. A fost pliată în două. | Muzeul Național „George Enescu”, București                             | Cimec    |
|      | Scrisoare de trimisă de Maria Enescu fiului ei George Enescu, la Paris unde urma Conservatorul Autor: Maria Enescu | Datare: 9 iunie 1897 Dimensiuni: L: 17,3 cm; La: 11 cm Material: hârtie | Scrisoare pe trei pagini trimisă din Mihăileni de Maria Enescu fiului ei George aflat la studii la Conservatorul din Paris. Mama îi scrie despre activitățile gospodărești din luna iunie și se plânge că nu a primit scrisori de la el și nici de la soț. Îi dorește sănătate și succes la „studiu și la compoziție și la examen”. În încheiere semnează cu inițialele numelui M.E. A fost pliată în două. | Muzeul Național „George Enescu”, București                             | Cimec    |
|      | Scrisoare de adresată de Maria și Costache Enescu fiului lor George Enescu, la Viena unde urma Conservatorul Autor: Maria Enescu; Costache Enescu | Datare: 12 aprilie 1894 Dimensiuni: L: 17,5 cm; La: 14,6 cm Material: hârtie | Scrisoare pe patru pagini trimisă de Maria și Costache Enescu fiului lor George aflat la studii la Conservatorul din Viena. Primele două pagini sunt scrise de Maria Enescu. Aceasta, după ce îi mulțumește pentru scrisoarea primită, îi dă vești de acasă și îl felicită cu ocazia sărbătorilor de Paști. La sfârșit, semnează Marie Enescu. Următoarele două pagini sunt scrise de Costache Enescu. El relatează despre starea vremii și despre amenajarea unui teren de cricket la Cracalia. În încheiere, îi transmite și el felicitări de Paști și semnează C. Enescu. A fost pliată în două. | Muzeul Național „George Enescu”, București                             | Cimec    |
|      | Scrisoare de adresată de Maria și Costache Enescu fiului lor George Enescu, la Viena unde urma Conservatorul Autor: Maria Enescu; Costache Enescu | Datare: 9 ianuarie 1893 Dimensiuni: L: 15,6 cm; La: 10 cm Material: hârtie | Scrisoare pe trei pagini trimisă de Maria Enescu și Costache Enescu fiului lor George care urma Conservatorul la Viena. Pe prima pagină este scrisoarea mamei, care îl felicită cu ocazia Anului Nou. Îi mai urează să fie sănătos, vesel și să susțină un strălucit concert. În încheiere, semnează Marie Enescu. Pe paginile trei și patru este scrisoarea tatălui, care îl înștiințează că a ajuns cu bine acasă și că toate în sunt în ordine. Apoi îi spune că este o iarnă deosebit de geroasă „cum nu se ține minte” și semnează „Tata”. Scrisoarea este însoțită de un plic inscripționat: „Monsieur Jos Hellmesberger Jun (pour Georges)/ Niebelungengasse 10 Wien”. Plicul are ștampila Poștei din Dorohoi și pe cea a Poștei din Viena cu data de 24 ianuarie. Timbrul a fost decupat. A fost pliată în două. | Muzeul Național „George Enescu”, București                             | Cimec    |
|      | Scrisoare de trimisă de Maria Enescu fiului ei George Enescu, la Paris unde urma Conservatorul Autor: Maria Enescu | Datare: 22 ianuarie 1895 Dimensiuni: L: 17,3 cm; La: 11 cm Material: hârtie | Scrisoare pe trei pagini trimisă de Maria Enescu fiului ei George aflat la studii la Conservatorul din Paris. Mama aflată la Mihăileni îi mulțumește fiului pentru scrisoarea primită și se bucură că este la Paris împreună cu „Tata”. Îi dă informații despre starea vremii și îi urează din toată inima să „fii sănătos vesel înțelept. Strălucit succes la studiu”. Scrisoarea este semnată olograf Marie Enescu. Pe prima pagină în dreapta sus sunt imprimate două fire de mărgăritar colorate. A fost pliată în două. | Muzeul Național „George Enescu”, București                             | Cimec    |
|      | Scrisoare de trimisă de Maria Enescu fiului ei George Enescu, la Paris unde urma Conservatorul Autor: Maria Enescu | Datare: 26 februarie 1895 Dimensiuni: L: 17,3 cm; La: 10 cm Material: hârtie | Scrisoare pe trei pagini trimisă de Maria Enescu fiului ei George aflat la studii la Conservatorul din Paris. Mama îi relatează despre preocupările ei zilnice, despre starea vremii și îl roagă insistent să aibă grijă de sănătatea lui. Îi mai spune că se bucură de revederea din vacanța care se apropie și roagă să-i transmită complimente doamnei Rolland. Maria Enescu îi spune că îi dorește „din toată inima să fii sănătos vesel înțelept strălucit succes la studiu”. În încheiere semnează olograf Marie Enescu. A fost pliată în două. | Muzeul Național „George Enescu”, București                             | Cimec    |
|      | Scrisoare trimisă de Maria Enescu și Costache Enescu fiului lor George, aflat la studii la Conservatorul din Paris Autor: Maria Enescu; Costache Enescu | Datare: 19 aprilie 1895 Dimensiuni: L: 17,3 cm; La: 10,6 cm Material: hârtie | Scrisoare pe trei pagini trimisă de Maria Enescu și Costache Enescu fiului lor George aflat la studii la Conservatorul din Paris. Pe prima pagină este scrisoarea mamei care îi spune că este ocupată cu treburile gospodărești și îi dă informații despre starea vremii de acasă. De asemenea îi transmite sărbători fericite de Paști și îi dorește multă sănătate. Maria Enescu îl roagă pe fiul ei să-i transmită felicitări doamnei Rolland. În încheiere semnează olograf Marie Enescu. Pe paginile doi și trei se află o foarte scurtă scrisoare a tatălui scrisă de-a latul paginilor. Îi spune că nu poate scrie mai mult deoarece este pe drum, îi dorește sănătate și semnează „Tata”. A fost pliată în două. | Muzeul Național „George Enescu”, București                             | Cimec    |
|      | Scrisoare trimisă de Maria Enescu și Costache Enescu fiului lor George, aflat la studii la Conservatorul din Paris Autor: Maria Enescu; Costache Enescu | Datare: 18 martie 1897 Dimensiuni: L: 17,3 cm; La: 11 cm Material: hârtie | Scrisoare pe trei pagini trimisă de Maria Enescu și Costache Enescu fiului lor George aflat la studii la Conservatorul din Paris. Pe prima pagină este scrisoarea mamei care folosește cerneală violet. Ea îl alintă numindu-l Cocuță și îi spune: „primește de la mine nenumărate Aplauze. Dorescu din toată inima să fii sănătos vesel înțelept strălucit succes la studiu și la compoziție.” Apoi roagă să-i transmită complimente doamnei Rolland, îi dă informații despre starea vremii și semnează olograf Marie Enescu. Pe paginile doi și trei se află scrisoarea tatălui care folosește cerneală neagră. Acesta îi cere fiului să-i trimită extrase din presa franceză „darea de seamă din toate ziarele pentru colecțiune”. Îl întreabă cum a petrecut cu domnul Dubois și îi dorește sănătate. În final semnează olograf „Tata”. A fost pliată în două. | Muzeul Național „George Enescu”, București                             | Cimec    |
|      | Scrisoare de trimisă de Maria Enescu fiului ei George Enescu, aflat la Paris Autor: Maria Enescu | Datare: 19 decembrie1907/ 1 ianuarie 1908 Dimensiuni: L: 17,5 cm; La: 10,9 cm Material: hârtie | Scrisoare pe patru pagini trimisă de Maria Enescu fiului ei George, aflat la Paris. Mama își exprimă sentimentele de dragoste pentru acesta, grija privind sănătatea lui și bucurie imensă pentru succesele repurtate. Îi urează apoi sărbători fericite cu ocazia Anului Nou și încheie semnând olograf Marie Enesco. Urmează un lung post scriptum în care se reiau ideile anterioare semnând apoi cu inițialele numelui M. E. A fost pliată în două. | Muzeul Național „George Enescu”, București                             | Cimec    |
|      | Scrisoare de trimisă de Costache Enescu fiului său George Enescu, aflat la Paris Autor: Costache Enescu | Datare: 7/20 mai 1901 Dimensiuni: L: 17,5 cm; La: 11 cm Material: hârtie filigran | Scrisoare pe patru pagini trimisă de Costache Enescu fiului său George, aflat la Paris. Tatăl își alintă fiul numindu-l „Jujacule” și îi dă vești de la Mihăileni, unde mama sa este sănătoasă. Îi mai relatează că s-a întâlnit cu prefectul Vasescu care a venit de la Paris, îi vorbește laudativ despre el. Continuă spunând că arendarea moșiei Liveni și campania agricolă îl împiedică să vină la Paris pentru a fi împreună. În încheiere îi transmite sănătate, voie bună și semnează: „Tata”. Urmează un post scriptum în care îi urează: „fă să fii chemat la Sinaia”. Scrisoarea este pe hârtie cu filigran „Victoria... Finestenglish Ivory Paper”. A fost pliată în două. | Muzeul Național „George Enescu”, București                             | Cimec    |
|      | Scrisoare de trimisă de Costache Enescu fiului său George Enescu Autor: Costache Enescu | Datare: 18 mai 1910 Dimensiuni: L: 17,5 cm; La: 11,1 cm Material: hârtie filigran | Scrisoare pe două pagini trimisă de Costache Enescu fiului său George. I se adresează cu „Mă băete” și îl anunță că se află de două zile la tratament la Govora, unde va sta până la 15 iunie. Adresa la care locuiește este vila Constanța-Marieta, Băile Govora. La post scriptum îi spune că împreună cu el se mai află popa Nicu, preoteasa Linca și băiatul cel mare al lui Tomaziu. Scrisoarea este semnată: „Tata”. Hârtia folosită are filigran „Automobil”, având și reprezentarea grafică a unui automobil. Două pagini sunt albe. A fost pliată în două. | Muzeul Național „George Enescu”, București                             | Cimec    |
|      | Scrisoare de trimisă de Maria Enescu fiului ei George Enescu Autor: Maria Enescu | Datare: 7/19 mai 1908 Dimensiuni: L: 17,5 cm; La: 11,2 cm Material: hârtie | Scrisoare pe trei pagini adresată de Maria Enescu fiului ei George. Îi dorește sănătate, fericire și veselie, alintându-l „Cocuță”. Îi spune că a primit cu „nespusă bucurie” telegrama de la el. De asemenea a primit și o scrisoare de la doamna Duca Brăiloiu care îi dă știri despre îmbunătățirea sănătății lui. Apoi îi transmite complimente de la toți amicii și de la doctorul „Calcăntraur”. După ce îl anunță că a fost vizitată de doamna Borgovan încheie cu „Amatale mamă Marie Enesco”. Urmează un post scriptum în care îi relatează despre starea vremii și semnează cu inițialele numelui: M.E. Hârtie cu filigran „Elisabeth Mill Ivor Paper” - „Paper London Manufacture”. A fost pliată în două. | Muzeul Național „George Enescu”, București                             | Cimec    |
|      | Scrisoare de trimisă de Maria Enescu fiului ei George Enescu Autor: Maria Enescu | Datare: 29 iunie/ 12 iulie 1908 Dimensiuni: L: 17,4 cm; La: 11,2 cm Material: hârtie | Scrisoare pe trei pagini trimisă de Maria Enescu fiului ei George. Mama îi urează sănătate și „multă ușurință la Studiu și Compoziție și la Concertile care ai să le dai cu strălucit succes”. Apoi îl anunță că a primit scrisoarea de la el și se bucură că se vor revedea în curând. Îi dorește un bun voiaj și încheie cu „Amatale mamă Marie Enesco”. La post scriptum adaugă informații despre starea vremii și despre vizita doamnei Borgovan care a venit de la Brăila. De asemenea îi scrie că i-a făcut o husă cu dantelă pentru vioară și semnează cu inițialele numelui: M.E. Hârtia este cu filigran „Elisabeth Mill Ivor Paper” - „Paper London Manufacture”. A fost pliată în două. Textul de pe prima pagină este decolorat. | Muzeul Național „George Enescu”, București                             | Cimec    |
|      | Scrisoare de trimisă de Costache Enescu fiului său George Enescu Autor: Costache Enescu | Datare: 13/26 februarie 1909 Dimensiuni: L: 19,7 cm; La: 12,7 cm Material: hârtie filigran | Scrisoare pe patru pagini trimisă de Costache Enescu fiului său George. După ce îi spune că el s-a vindecat complet și și-a reluat ocupațiile, îl anunță că mama sa este grav bolnavă și nu-i mai poate trimite scrisori. În continuare, după o delicată aluzie financiară îi relatează că trebuie să meargă la tratament într-o stațiune balneară, în perioada 15 mai -15 iunie și îl roagă să vină acasă în aceast interval pentru a avea grijă de moșie. În încheiere semnează: „Tata”. Este scrisă pe hârtie cu filigran „SAM”. A fost pliată în două. | Muzeul Național „George Enescu”, București                             | Cimec    |
|      | Scrisoare de trimisă de Fernand Gustave Halphen lui George Enescu Autor: Fernand Gustave Halphen | Datare: 17 februarie 1909 Dimensiuni: L: 13,8 cm; La: 9,4 cm Material: carton | Scrisoare pe o pagină adresată de compozitorul Fernand Gustave Halphen lui George Enescu prin care îl invită la dejun. Scrisoarea conține și două portative cu o melodie cu cinci măsuri în Sol major. În partea de jos se află semnătura olografă a lui Fernand Gustave Halphem. | Muzeul Național „George Enescu”, București                             | Cimec    |
|      | Scrisoare de trimisă de Maria Enescu fiului ei George Enescu, aflat la Paris Autor: Maria Enescu | Datare: 2 octombrie 1900 Dimensiuni: L: 17,4 cm; La: 11,2 cm Material: hârtie | Scrisoare pe trei pagini trimisă de Maria Enescu fiului ei George, aflat la Paris. Mama îi spune că a stat de vorbă cu doamna Giurgiovanu din Dorohoi, care i-a relatat că s-a întâlnit cu el la la Pavilionul României de la Paris. Apoi îi dă o serie de informații despre câteva cunoștințe și îl întreabă ce să-i trimită atunci când tatăl său va veni la Paris. Încheie semnând Marie Enescu. La post scriptum îl sfătuiește să fie mai rezervat în privința lui Costică Cosmovici care răstălmăcește o serie de lucruri și spune neadevăruri despre el. Apoi semnează cu inițialele numelui: M.E. | Muzeul Național „George Enescu”, București                             | Cimec    |
|      | Adresă oficială cu nr. 10.174/13 martie 1959, trimisă de către Pompiliu Macovei, consilier al Legației Republicii Populare Române în Franța, doamnei Adriénne Duquesnoy, fostă elevă a lui George Enescu Autor: Pompiliu Macovei                                                                 | Datare: 13 martie 1959 Dimensiuni: 21,8 x 21,2 cm; 1 filă Material: hârtie | Adresă oficială cuprinzând 1 filă, trimisă de către Pompiliu Macovei (consilier al Legației Republicii Populare Române în Franța), doamnei Adriénne Duquesnoy (fostă elevă a lui George Enescu) prin care acesta îi confirmă primirea fotografiei marelui compozitor George Enescu. În acest sens o informează că fotografia va fi trimisă Ministerului Culturii din România pentru a completa colecția fotografică a Muzeului „George Enescu‟ din București. Pe prima filă a documentului apar stema Statului român și antetul „LÉGATION DE LA RÉPUBLIQUE POPULAIRE ROUMAINE EN FRANCE 17, RUE BRÉMONTIER, PARIS – 17 TEL.: CARNOT 07-60‟. Se observă și ștampila de formă rotundă (culoare violet) „LEGAȚIA REPUBLICII POPULARE ROMÂNE. PARIS‟ cu stema Statului român. Semnătură olografă „P. Macovei”. | Muzeul Național „George Enescu”, București                             | Cimec    |
|      | Scrisoare trimisă de către Romeo Drăghici, director al Muzeului „George Enescu‟, doamnei Adriénne Duquesnoy, fostă elevă a lui George Enescu, București, 16 aprilie 1959 Autor: Romeo Drăghici                                                                                                   | Datare: 16 aprilie 1959 Dimensiuni: 30,5 x 23 cm; 1 filă Material: hârtie | Scrisoare cuprinzând 1 filă, trimisă de către Romeo Drăghici, director al Muzeului „George Enescu‟, doamnei Adriénne Duquesnoy (fostă elevă a lui George Enescu) prin care o înștiințează asupra primirii fotografiei marelui compozitor, expediată prin intermediul Legației Republicii Populare Române de la Paris. De asemenea directorul Muzeului „George Enescu‟ îi adresează mulțumiri pentru contribuția sa la îmbogățirea patrimoniului instituției culturale. Pe prima filă a documentului apare antetul „MUZEUL GEORGE ENESCU 141, CALEA VICTORIEI BUCUREȘTI‟. Se observă și ștampila de formă rotundă (culoare violet) „MUZEUL GEORGE ENESCU BUCUREȘTI‟. Semnătură olografă „Romeo Drăghici”. | Muzeul Național „George Enescu”, București                             | Cimec    |
|      | Scrisoare adresată Mariei Cantacuzino-Enescu de către Robert Bossy, Santiago de Chile, 26 mai 1955 Autor: Robert Bossy | Datare: 26 mai 1955 Dimensiuni: 27,3 x 21,2 cm; 1 filă (față - verso) Material: hârtie | Scrisoare cuprinzând 1 filă, trimisă de către Robert Bossy (fratele marelui diplomat Raoul Bossy), soției lui George Enescu, prin care își exprimă compasiunea față de trecerea în eternitate a marelui compozitor. Totodată expeditorul face câteva referiri la ceea a reprezentat George Enescu pentru umanitate dar și la prezența sa în Chile (unde s-a stabilit de peste un an). Pe prima filă a documentului apare antetul „CLUB DE LA UNION SANTIAGO‟. Semnătură olografă „Robert Bossy”. | Muzeul Național „George Enescu”, București                             | Cimec    |
|      | Scrisoare adresată compozitorului George Enescu de către Arthur Eugène Dandelot, secretarul general al Societății Muzicienilor din Franța, Paris, 5 iulie 1901 Autor: Arthur Eugène Dandelot | Datare: 5 iulie 1901 Dimensiuni: 20,4 x 13,1 cm; 1 filă (față - verso) Material: hârtie | Scrisoare cuprinzând 1 filă, trimisă de către Arthur Eugène Dandelot (1864 - 1943) – critic muzical francez și secretarul general al Societății Muzicienilor din Franța – lui George Enescu. Arthur Eugène Dandelot îi transmite marelui compozitor român statutul Societății Muzicienilor din Franța și buletinul de adeziune, invitându-l să devină membru al societății amintite. Pe prima filă a documentului apare antetul „SOCIÉTÉ des MUSICIENS DE FRANCE. SECRÉTARIAT GÉNÉRAL. 3, Rue du 29-Juillet PARIS (Ier)‟. Se observă și ștampila de formă rotundă (culoare roșie) „MUZEUL GEORGE ENESCU BUCUREȘTI‟. Apare și o ștampilă de formă dreptunghiulară (culoare violet): „Colecția Romeo Drăghici‟. Semnătură olografă „A. Dandelot”. | Muzeul Național „George Enescu”, București                             | Cimec    |
|      | Adresă oficială cu nr. 10/21 mai 1908 trimisă, compozitorului George Enescu de către Gheorghe Gh. Burghele, președinte al Societății „Ateneul Român din Dorohoi‟, precum și de către secretarul Societății, Dorohoi, 21 mai 1908 Autor: Gheorghe Gh. Burghele                                    | Datare: 21 mai 1908 Dimensiuni: 27,1 x 21 cm; 1 filă Material: hârtie | Document cuprinzând 1 filă, trimis de către Gheorghe Gh. Burghele (1848 - 1929) – președinte al Ateneului Român din Dorohoi – lui George Enescu. În text autorul îi transmite compozitorului George Enescu că a fost ales membru de onoare al Societății „Ateneul Român din Dorohoi‟ pentru „Serviciile ce ați adus și aduceți țărei pe terenul culturei naționale.‟ În scrisoare se menționează că mândria membrilor amintitei societății „este și mai mare cu cât acela care este serbătorit pretutindene, este unul din fii noștri‟. Pe prima filă a documentului apare antetul „Ateneul Român din Dorohoi‟. Se observă și ștampila de formă rotundă (culoare albastră) „MUZEUL GEORGE ENESCU BUCUREȘTI‟. Semnături olografe „G.G. Burghele” și „Ionescu”. Gheorghe Gh. Burghele (1848 - 1929), avocat și publicist român, primar al orașului Dorohoi (1896 - 1899) și membru fondator în anul 1899 a filialei din Dorohoi a Ateneului Român. | Muzeul Național „George Enescu”, București                             | Cimec    |
|      | Scrisoare adresată compozitorului George Enescu de către Mathieu Crickboom, membru al Comisiei Federației Profesorilor din Conservatoarele Regale din Belgia, Bruxelles, 15 septembrie 1924 Autor: Mathieu Crickboom                                                                             | Datare: 15 septembrie 1924 Dimensiuni: 28,2 x 22,2 cm; 4 file (față - verso) Material: hârtie | Scrisoare cuprinzând 4 file, trimisă de către Mathieu Crickboom, membru al Comisiei Federației Profesorilor din Conservatoarele Regale din Belgia, lui George Enescu. Autorul scrisorii îi solicită sprijinul marelui compozitor român în ceea ce privește demersurile Federației Profesorilor din Conservatoarele Regale din Belgia pentru unificarea programelor de învățământ muzical, cu accent pe programa educațională specifică claselor de vioară. Mathieu Crickboom îi aduce în atenție în document și un chestionar având ca scop stabilirea unui plan general de studii de vioară, cu propuneri de repertoriu pentru fiecare nivel al cursurilor (inferior, mediu și superior). Pe prima filă se observă ștampila de formă rotundă (culoare albastră) „MUZEUL GEORGE ENESCU BUCUREȘTI‟. Apare și o ștampilă de formă dreptunghiulară (culoare albastră): „Donația Romeo Drăghici‟. Nesemnată, dactilografiat numele „Mathieu Crickboom”. Mathieu Crickboom (1871 - 1947), violonist belgian, profesor al Conservatorului din Liège și al Conservatorului de la Bruxelles. | Muzeul Național „George Enescu”, București                             | Cimec    |
|      | Adresă oficială trimisă compozitorului George Enescu de către profesorul G. Danailloff, președinte al Societății „Prietenii Muzicii din Bulgaria‟, precum și de către secretarul organizației amintite, dr. I. Maléeff, Sofia, 20 februarie 1925 Autor: Gheorghe Danailloff                      | Datare: 20 februarie 1925 Dimensiuni: 28,4 x 22,2 cm; 2 file (față - verso) Material: hârtie | Adresă oficială cuprinzând 2 file, trimisă de către profesorul G. Danailloff, președinte al Societății „Prietenii Muzicii din Bulgaria‟, lui George Enescu. Semnatarii îl înștiințează pe compozitorul român că a fost constituită Societatea „Prietenii Muzicii din Bulgaria‟, obiectivul societății fiind acela al organizării unor concerte ale marilor personalități ale muzicii din Europa. În acest context, profesorul G. Danailloff îl învită pe George Enescu să ia în considerare posibilitatea de a susține o serie de concerte la Sofia, Societatea „Prietenii Muzicii din Bulgaria‟ angajându-se să-i ofere întregul sprijin și întreaga asistență. Semnături olografe „Prof. Gheorghe Danailloff” și „Dr. I. Maleeff”. Pe prima filă a documentului apare antetul „SOCIÉTÉ DES AMIS DE LA MUSIQUE EN BULGARIE.‟ Cuprinde și lista membrilor din domeniul muzical precum și personalități din alte medii de activitate. Se observă și ștampila de formă rotundă (culoare roșie) „MUZEUL GEORGE ENESCU BUCUREȘTI‟. Pe fila a doua apare ștampilă de formă dreptunghiulară (culoare albastră): „Donația Romeo Drăghici‟. | Muzeul Național „George Enescu”, București                             | Cimec    |
|      | Scrisoare adresată compozitorului George Enescu de către Constantin Photiadès, Paris, 16 ianuarie 1936 Autor: Constantin Photiadès | Datare: 16 ianuarie 1936 Dimensiuni: 14,3 x 11,1 cm; 1 filă (față - verso) Material: hârtie | Scrisoare cuprinzând 1 filă, adresată compozitorului George Enescu de către Constantin Photiadès care face referire la un concert care urma să fie organizat la Lausanne cu participarea Orchestrei Societății Romande de Radiofonie care „s-a oferit cu entuziasm să-l acompanieze în acea zi (?) pe maestrul George Enescu.‟ Din păcate, imposibilitatea a doi dintre protagoniști de a participa la eveniment, l-au determinat pe președintele Societății Romande de Radiofonie, G. Bonnard, să amâne concertul pentru toamna anului 1936. În scrisoare se face referire și la contesa Ana de Noailles (1876 - 1933), scriitoare și poetă franceză de origine română, între aceasta și George Enescu legându-se o prietenie durabilă. Semnătură olografă „Constantin Photiadès‟. | Muzeul Național „George Enescu”, București                             | Cimec    |
|      | Adresa oficială nr. 2724/31 octombrie 1936, trimisă compozitorului George Enescu de către Gheorghe Țițeica, secretar general al Academiei Române, București, 31 octombrie 1936 Autor: Gheorghe Țițeica                                                                                           | Datare: 31 octombrie 1936 Dimensiuni: 27 x 21 cm; 1 filă Material: hârtie | Scrisoare cuprinzând 1 filă, trimisă de către Gheorghe Țiițeica – secretar general al Academiei Române - lui George Enescu. Textul scrisorii face referire la manuscrisul „Însemnări critice asupra sistemului muzical de astăzi‟ de Nic. Ene, în vederea analizării și formulării unei opinii asupra valorii lucrării respective. Semnătură olografă „G. Țițeica‟. Pe prima filă se observă antetul „ACADEMIA ROMÂNĂ. București. Calea Victoriei, 125‟ și ștampila de formă rotundă (culoare albastră) „MUZEUL GEORGE ENESCU BUCUREȘTI‟. Apare și o ștampilă de formă dreptunghiulară (culoare albastră): „Donația Romeo Drăghici‟. Gheorghe Țițeica (1873 - 1939), matematician, membru al Academiei Române din 1913, vicepreședinte al forului științific începând cu anul 1928 iar din 1929 secretar general. | Muzeul Național „George Enescu”, București                             | Cimec    |
|      | Scrisoare adresată lui George Enescu de către Louise Carteret-Debaets, văduvă, fostă elevă și veche prietenă a compozitorului, Moulin de la Vergne, Charente Maritime (Franța), nedatată Autor: Louise Carteret-Debaets                                                                          | Dimensiuni: 27 x 21,1 cm; 1 filă (față - verso) Material: hârtie | Scrisoare cuprinzând 1 filă, trimisă de către Louise Carteret-Debaets lui George Enescu. Autoarea scrisorii face un scurt istoric al localității unde își are reședința. Rememorează participarea sa la concertele susținute de marele compozitor român la Paris, precum și lecțiile de vioară desfășurate de George Enescu, fiicele sale fiind eleve ale compozitorului. De asemenea își reamintește călătoria sa în Belgia și nu în ultimul rând prima reprezentație a operei „Oedip‟ din anul 1936. Semnătură olografă „Louise Carteret-Debaets”. | Muzeul Național „George Enescu”, București                             | Cimec    |
|      | Scrisoare adresată compozitorului George Enescu de către Adele Münniger, din partea Societății „Willmore and Powers‟, New York, 25 aprilie 1939 Autor: Adele Münniger | Datare: 25 aprilie 1939 Dimensiuni: 18,4 x 21,6 cm; 1 filă Material: hârtie | Scrisoare cuprinzând 1 filă, trimisă de către Adele Münniger (reprezentanta Societății „Willmore and Powers‟) lui George Enescu, prin care aceasta îl înștiințează că îi trimite copiile unor programe de concert în vederea corecturii. De asemenea, George Enescu este rugat să transmită numele editorilor compozițiilor care vor fi prezentate în cadrul concertului de muzică simfonică românească, susținut în data de 5 mai 1939 alături de Filarmonica din New York în cadrul Expoziției Universale din același oraș. Textul scrisorii mai face referire și la necesitatea pregătirii pentru acest concert care urma să fie transmis radiofonic. Repetițiile cu Filarmonica din New York urmau să aibă loc în data de 2 mai 1939 la Carnegie Hall și în data de 5 mai 1939 la Expoziția Universală din metropola americană. Semnătură olografă „Adele Münninger”. Pe prima filă apare antetul „ARTHUR WILLMORE. RHEA POWERS. WILLMORE AND POWERS. Concert Management 2 WEST 45TH STREET NEW YORK‟. | Muzeul Național „George Enescu”, București                             | Cimec    |
|      | Adresă oficială trimisă compozitorului George Enescu de către „Societatea Filarmonic-Simfonică din New York‟, New York, 4 mai 1939 Autor: Societatea Filarmonic-Simfonică din New York | Datare: 4 mai 1939 Dimensiuni: 27,9 x 21,6 cm; 1 filă Material: hârtie | Adresă oficială, cuprinzând 1 filă, trimisă compozitorului George Enescu de către „Societatea Filarmonic-Simfonică din New York‟, prin care marele compozitor român este înștiințat că solista Concertului pentru vioară și orchestră de Piotr Ilici Ceaikovski, susținut în zilele de 6 și 7 ianuarie 1940, va fi Erika Morini. Semnatarul documentului vine cu rugămintea ca George Enescu să își exprime acordul pentru a fi informată și solista. De asemenea reprezentantul Societății Filarmonic-Simfonice din New York își exprimă dorința de a discuta cu George Enescu despre programele Societății. Îi transmite omagiile sale doamnei Maria Cantacuzino-Enescu, soția compozitorului român. Semnătură olografă indescifrabilă. Pe prima filă apare antetul „THE PHILARMONIC-SYMPHONY SOCIETY OF NEW YORK. Founded 1842. STEINWAY BUILDING, 113 WEST FIFTY-SEVENTH STREET NEW YORK‟. | Muzeul Național „George Enescu”, București                             | Cimec    |
|      | Scrisoare adresată de către compozitorul George Enescu unui muzician ilustru din Franța (destinatar necunoscut), București, 14 aprilie 1945 Autor: George Enescu | Datare: 14 aprilie 1945 Dimensiuni: 29,2 x 20,6 cm; 1 filă Material: hârtie | Scrisoare cuprinzând 1 filă, trimisă de către compozitorul George Enescu unui muzician ilustru din Franța (destinatar necunoscut). În textul scrisorii George Enescu îl recomandă pe compozitorul și profesorul român Constantin Derussi (1908 – 1971) unui muzician ilustru din Franța, vechi prieten al marelui compozitor român. Semnătură olografă „Georges Enesco”. | Muzeul Național „George Enescu”, București                             | Cimec    |
|      | Scrisoare adresată compozitorului George Enescu de către compozitorul și etnomuzicologul maghiar Kodály Zoltan (1882 - 1967), Budapesta, 12 martie 1946 Autor: Kodály Zoltan | Datare: 12 martie 1946 Dimensiuni: 19,7 x 14,4 cm; 3 file Material: hârtie | Scrisoare cuprinzând 3 file, trimisă compozitorului George Enescu de către compozitorul și etnomuzicologul maghiar Kodály Zoltan (1882 - 1967). Compozitorul maghiar îi transmite lui George Enescu că a fost anunțat de către un deputat român în ceea ce privește invitația participării la un concert (?). Kodály Zoltan îl informează pe George Enescu că pe 15 martie 1946 va dirija în cadrul programului organizat cu prilejul Zilei naționale a Ungariei, totodată fiind implicat în realizarea unei lucrări muzicale a cărei premieră urma să fie prezentată în ziua de 1 mai 1946. Autorul scrisorii se referă și la decesul prematur al compozitorului și pianistului maghiar Béla Bartók (1881 - 1945), cel care a lăsat moștenire în manuscris o serie de creații muzicale inedite, printre care și culegeri de folclor românesc. Compozitorul maghiar își exprimă speranța că va putea asculta în România, pe versuri românești, piesa „Cantata‟, realizată de Béla Bartók. Semnătură olografă „Z. Kodály”. | Muzeul Național „George Enescu”, București                             | Cimec    |
|      | Scrisoare adresată compozitorului George Enescu de către Marcel de Valmalète, directorul Biroului de Concerte „Marcel de Valmalète‟, Paris, 22 mai 1947 Autor: Marcel de Valmalète | Datare: 22 mai 1947 Dimensiuni: 19,7 x 14,4 cm; 1 filă Material: hârtie | Scrisoare cuprinzând 1 filă, adresată compozitorului George Enescu de către Marcel de Valmalète, directorul Biroului de Concerte „Marcel de Valmalète‟. Autorul scrisorii îi trimite lui George Enescu copia scrisorii lui M. Svirsky (?) din New York. În textul scrisorii se face referire la organizarea unor recitaluri de sonate în parteneriat cu marele compozitor român. M. Svirsky îi transmite că are alte proiecte în care este implicat până la sfârșitul lunii ianuarie a anului 1948, exprimându-și speranța realizării unei colaborări cu George Enescu în primăvara anului 1948. Urmează să îi scrie și acestuia pentru a-l anunța. Semnătură olografă „M. de Valmalète”. Pe prima filă se observă antetul „BUREAU DE CONCERTS MARCEL DE VALMALÈTE 45-47, Rue La Boëtie (Maison Gaveau) PARIS-VIIIe‟ și ștampila de formă rotundă (culoare albastră) „MUZEUL GEORGE ENESCU BUCUREȘTI‟. | Muzeul Național „George Enescu”, București                             | Cimec    |
|      | Scrisoare adresată compozitorului George Enescu de către Charles Kiesgen, directorul Biroului Internațional de Concerte „Charles Kiesgen‟, Paris, 13 octombrie 1947 Autor: Charles Kiesgen | Datare: 13 octombrie 1947 Dimensiuni: 13,4 x 20,9 cm; 1 filă Material: hârtie | Scrisoare cuprinzând 1 filă, adresată compozitorului George Enescu de către Charles Kiesgen, directorul Biroului Internațional de Concerte „Charles Kiesgen‟, prin care acesta îi aduce la cunoștiință despre concertul caritabil pe care îl va susține Dinu Lipatti la Theatre des Champs Elysees din Paris. De asemenea, autorul scrisorii îi adresează lui George Enescu rugămintea de a populariza concertul care va fi susținut în sprijinul copiilor nevoiași din România și care va cuprinde creații ale lui Frederic Chopin. Semnătură olografă „Charles Kiesgen”. Pe prima filă se observă antetul „BUREAU INTERNATIONAL DE CONCERTS CHARLES KIESGEN 252, FAUBOURG SAINT-HONORÉ PARIS-VIIIe‟ și ștampila de formă rotundă (culoare albastră) „MUZEUL GEORGE ENESCU BUCUREȘTI‟. | Muzeul Național „George Enescu”, București                             | Cimec    |
|      | Adresa oficială nr. 2479/3 noiembrie 1947, trimisă compozitorului George Enescu de către Pierre Capdevielle, șeful Serviciului Muzică de Cameră din cadrul Radiodifuziunii Franceze, Paris, 3 noiembrie 1947 Autor: Pierre Capdevielle                                                           | Datare: 3 noiembrie 1947 Dimensiuni: 26,9 x 20,7 cm; 1 filă Material: hârtie | Adresă oficială cuprinzând 1 filă, trimisă compozitorului George Enescu de către Pierre Capdevielle, șeful Serviciului Muzică de Cameră din cadrul Radiodifuziunii Franceze. Autorul documentului face referire la un concert în cadrul căruia au fost interpretate creații enesciene. Pierre Capdevielle își exprimă gratitudinea și admirația pentru faptul că marele compozitor român a participat la concertul care a reprezentat o lecție și un mare exemplu pentru muzicieni. Semnătură olografă „Pierre Capdevielle”. Pe prima filă se observă antetul „MINISTÈRE DE L’INFORMATION RADIODIFFUSION FRANÇAISE MUSIQUE DE CHAMBRE RÉPUBLIQUE FRANÇAISE ‟ și ștampila de formă rotundă (culoare albastră) „MUZEUL GEORGE ENESCU BUCUREȘTI‟. | Muzeul Național „George Enescu”, București                             | Cimec    |
|      | Scrisoare adresată compozitorului George Enescu de către colecționarul de timbre Robert Brown, Newcastle, 12 mai 1948 Autor: Robert Brown | Datare: 12 mai 1948 Dimensiuni: 28 x 21,5 cm; 1 filă Material: hârtie | Scrisoare cuprinzând 1 filă, trimisă compozitorului George Enescu de către Robert Brown, colecționar de timbre reprezentând o serie de personalități din întreaga lume, mărci poștale semnate de acestea. Autorul scrisorii îl roagă pe George Enescu să-i semneze pe un timbru din colecția proprie, în care este reprezentat compozitorul român. Semnătură olografă „Robert Brown”. | Muzeul Național „George Enescu”, București                             | Cimec    |
|      | Scrisoare adresată compozitorului George Enescu de către Marcel Gaveau, proprietarul unei societăți care realiza piane și clavecine, Paris, 9 iunie 1948 Autor: Marcel Gaveau | Datare: 9 iunie 1948 Dimensiuni: 27 x 21 cm; 1 filă Material: hârtie | Scrisoare cuprinzând 1 filă, trimisă compozitorului George Enescu de către Marcel Gaveau, proprietarul unei societății care realiza piane și clavecine. Autorul se referă la un concert care urma să se desfășoare în ziua de 25 iunie 1948 în Sala Gaveau din Paris, exprimându-și bucuria participării lui George Enescu. Marcel Gaveau menționează că se află în faza de editare a unei broșuri despre Sala Gaveau și care va cuprinde referiri la personalitățile de excepție care s-au făcut auzite în acel spațiu, incluzând în mod evident referiri și la George Enescu. Semnătură olografă „Marcel Gaveau”. Pe prima filă se observă antetul „GAVEAU PARIS GAVEAU & CIE SIÈGE SOCIAL 45 & 47, RUE LA BOËTIE PARIS‟. Gaveau a fost o societate care realiza piane și clavecine. Firma a fost fondată de către Joseph Gaveau (1824 - 1903). Fiul său, Etienne Gaveau (1872 - 1943) a pus bazele unei noi fabrici și a unei săli de concerte în 1907. În respectiva sală George Enescu a concertat adeseori. Marcel și André, fiii lui Etienne Gaveau, au continuat afacerile firmei. În 1960 firma a fuzionat cu societatea concurentă „Erard‟, rezultând compania „Gaveau-Erard‟. | Muzeul Național „George Enescu”, București                             | Cimec    |
|      | Scrisoare trimisă de Zoe Bengescu lui George Enescu Autor: Zoe Bengescu | Datare: 8/22 iulie 1910 Dimensiuni: L: 21,7 cm; La: 13,7 cm Material: hârtie filigran | Scrisoare pe două pagini trimisă de Zoe Bengescu lui George Enescu. Zoe Bengescu, care era domnișoară de onoare a reginei Elisabeta, îi spune că suverana a primit cu bucurie scrisoarea trimisă de el. Îi sugerează apoi, că reginei care este în convalescență i-ar face o deosebită plăcere ca el să concerteze la întoarcerea în țară. În această idee îi aduce la cunoștință că orchestra lui Dinicu este deja la Sinaia. Scrisoarea este semnată olograf: „Zoe Bengesco”. Textul în franceză este dactilografiat. Hârtia are filigran: „MAIL MILL”. În partea dreaptă sus se află antetul Casei Regale a Reginei României. A fost pliată în două. | Muzeul Național „George Enescu”, București                             | Cimec    |
|      | Scrisoare adresată de George Enescu lui Edmond Fleg Autor: George Enescu | Datare: 28 martie 1910 Dimensiuni: L: 17,6 cm; La: 13,3 cm Material: hârtie | Scrisoare pe trei pagini, în limba franceză, adresată de George Enescu lui Edmond Fleg. Scrisoarea începe cu „Dragă prietene” după care muzicianul român spune că regretă din toată inima că nu a putut participa la premiera piesei și îi urează „un mare triumf”. Apoi George Enescu îl anunță că se întoarce la Paris la 25 aprilie. Scrisoarea are chenar negru și este trimisă din Dorohoi. Fila I-a prezintă o ruptură (20 mm). Fila a II-a are o ruptură (15 mm) și îi lipsește un mic fragment. A fost pliată în două. Este semnată olograf: „Georges Enesco”. A fost pliată în două. | Muzeul Național „George Enescu”, București                             | Cimec    |
|      | Scrisoare adresată de George Enescu lui Edmond Fleg Autor: George Enescu | Datare: 5 august 1931 Dimensiuni: L: 17,2 cm; La: 10,7 cm Material: hârtie | Scrisoare pe patru pagini adresată de George Enescu lui Edmond Fleg, prin care îl invită la o petrecere, sâmbătă seara. Petrecerea va avea loc în vila „Les Cytises”, la Bellevue, lângă Paris. Edmond Fleg (Flegenheimer) scriitor, filosof, romancier, eseist și om de teatru este autorul libretului operei „Oedip”. Scrisoarea este în limba franceză și semnată olograf: „Georges Enesco”. Este menționată adresa lui George Enescu: „Paris 26 Rue de Clichy”. A fost pliată în două. | Muzeul Național „George Enescu”, București                             | Cimec    |
|      | Scrisoare adresată de Georges Koff și Valdo Barbey lui George Enescu Autor: Georges Koff; Valdo Barbey | Datare: 31 mai 1910 Dimensiuni: L: 17,0 cm; La: 12,3 cm Material: hârtie albastră | Scrisoare trimisă de Georges Koff și Valdo Barbey lui George Enescu. În prima pagină Georges Koff îl elogiază pe George Enescu pentru un concert susținut la Paris ca violonist. Încă de la început acesta spune: „octavele dumneavoastră fulminante... vă asigură integral supremația virtuozului”. În continuare se vorbește despre „radioasa hegemonie a arcușului” numindu-l demiurg. Pagina se încheie cu alte aprecieri laudative la adresa talentului interpretativ al lui George Enescu. În încheiere semnează: „Koff”. În pagina a II-a a scrisorii Valdo spune: „Ați fost cu adevărat încununat cu lauri ieri seară, creând transcendentul”. Urmează apoi alte elaborate elogii și în încheiere semnează: „Valdo”. Textul scrisorii este în limba franceză. A fost pliată în două. | Muzeul Național „George Enescu”, București                             | Cimec    |
|      | Carte poștală trimisă de pe front de C. Rusovici lui George Enescu Autor: Rusovici C. | Datare: 6 ianuarie 1918 Dimensiuni: L: 13,7 cm; La: 8,8 cm Material: carton | Carte poștală trimisă de pe front de C. Rusevici lui George Enescu. Pe avers autorul scrie câteva rânduri în care spune că a ales această modalitate de trimitere a unei compoziții muzicale „pentru a exprima prin conținutul ei ceea ce simt pentru Dumneavoastră”. Pe revers se află un fragment muzical intitulat „Un salut Țărei iubite” care este dedicat maestrului George Enescu. C. Rusevici era pe frontul de la Bacău, fiind încadrat în regimentul de infanterie 55/67. Scrisoarea este semnată olograf: „C. Rusevici”. Cartea poștală este emisă la Iași în anul 1917. Pe avers, în partea dreaptă sus este imprimată Stema României, iar în stânga sus este imprimat un vultur și cifra regelui Ferdinand. Are ștampila Poștei din Bacău și ștampila Poștei din Iași. | Muzeul Național „George Enescu”, București                             | Cimec    |
|      | Scrisoare prin care George Enescu îl recomandă pe Jean Bobescu în vederea ocupării unui post Autor: George Enescu | Datare: septembrie 1918 Dimensiuni: L: 12,3 cm; La: 9,6 cm Material: carton; hârtie | Scrisoare pe două pagini prin care George Enescu îl recomandă pe Jean Bobescu în vederea ocupării unui post de dirijor la Operă sau la Conservator. George Enescu îl caracterizează pe acesta drept „un muzician de mare valoare” care are „calități incontestabile”. Scrisoarea are semnătura olografă a lui George Enescu și este pliată în interiorul unei coperți de carton. Este redactată la Iași, în timpul refugiului. | Muzeul Național „George Enescu”, București                             | Cimec    |
|      | Scrisoare trimisă de Costache Enescu fiului său George Enescu Autor: Costache Enescu | Dimensiuni: L: 17,4 cm; La: 11 cm Material: hârtie | Scrisoare pe patru pagini trimisă de Costache Enescu fiului său George. Tatăl începe scrisoarea cu: „Mă Băete” și îi relatează despre inundațiile care au avut loc în nordul Moldovei. Daunele cele mai mari au fost aduse de „ploile mocnite care s-au ținut lanț șase săptămâni”. Mai spune că în unele locuri recolta „a încolțit în clăi”. În continuare Costache Enescu relatează că el a reușit să nu aibă pagube și că „nu înregistrez nici-o daună atât la Cracalia cât și la Șendriceni”. În încheiere îi solicită vești, îi urează sănătate și semnează: „Tata”. A fost pliată în două. | Muzeul Național „George Enescu”, București                             | Cimec    |
|      | Scrisoare de felicitare trimisă de Enrico di San Martino lui George Enescu Autor: Enrico di San Martino | Datare: 31 mai 1908 Dimensiuni: L: 35 cm; La: 21 cm Material: hârtie | Scrisoare de felicitare trimisă de Enrico di San Martino lui George Enescu. Enrico di San Martino președintel al Academiei „Santa Cecilia” trimite această scrisoare în urma dispoziției primite de la Regina Mamă (Margherita de Savoia) care asistase la concertul susținut de George Enescu la „Santa Cecilia”. Marele muzician român este lăudat pentru: „bella esecuzione muzicale da Lei fatta...” Scrisoarea este dactilografiată pe o pagină care are antetul Academiei „Santa Cecilia” și este semnată olograf: „San Martino”. În dreapta jos de jos este scrisă adresa lui George Enescu: „16 Rue de Bruxelles – Paris”. A fost pliată în patru. | Muzeul Național „George Enescu”, București                             | Cimec    |
|      | Scrisoare de trimisă de Maria Enescu fiului ei George Enescu Autor: Maria Enescu | Datare: 7 noiembrie 1900 Dimensiuni: L: 17,6 cm; La: 11,1 cm Material: hârtie | Scrisoare pe trei pagini trimisă de Maria Enescu fiului ei George. Mama îl numește „Cocuță” și este bucuroasă că fiul ei este sănătos și binedispus. Îi mulțumește pentru fotografiile trimise și îi urează succes în luna decembrie când va urma să cânte la „Colonne”. Apoi îi dorește: „din toată inima să fii deplin sănătos vesel voinic, înțelept ...”. În încheiere semnează: „Marie Enescu”. La post scriptum îl întreabă dacă și-a dat jos mustățile, îi dă câteva știri din Mihăileni și semnează cu inițialele: „ME”. A fost pliată în două. | Muzeul Național „George Enescu”, București                             | Cimec    |
|      | Scrisoare trimisă de Nicolae Petrescu-Comnen lui George Enescu Autor: Nicolae Petrescu-Comnen | Datare: decembrie 1900 (?) Dimensiuni: L: 17,7 cm; La: 13,3 cm Material: hârtie | Scrisoare pe o pagină trimisă de Directorul Cercului Român din Paris Nicolae Petrescu-Comnen lui George Enescu prin care îl anunța că Cercul va organiza serbarea de Anul Nou pe data de 13 ianuarie (1901) la „Hotel des societes savantes”. Serbarea va fi patronată de prințesa Bibescu, de doamna Grigore Ghica și de doamna Olănescu. Va avea loc și un concert la care vor participa o serie de artiști români. Petrescu-Comnen îl roagă insistent pe George Enescu să binevoiască a participa „încântându-ne câteva minute cu al Dv. arcuș maestru”. Scrisoarea care nu este datată se încheie cu semnătura olografă: N. Petresco-Comnene”. A fost pliată în două. | Muzeul Național „George Enescu”, București                             | Cimec    |
|      | Scrisoare adresată de Maria, Costache și Tinca Enescu lui George Enescu Autor: Maria, Costache și Tinca Enescu | Datare: 11 decembrie 1889 Dimensiuni: L: 17,8 cm; La: 11,5 cm Material: hârtie filigran | Scrisoare pe patru pagini trimisă de Maria Enescu, Costache Enescu și Tinca Enescu lui George Enescu aflat la studii la Conservatorul din Viena. Primele două pagini sunt scrise de Maria Enescu. Aceasta îi spune că a primit scrisoarea trimisă de el la 8 decembrie. Mama este bucuroasă că este studios, cuminte și vesel. Apoi îl întreabă cum stă cu sănătatea și îl roagă să transmită complimlimente doamnei Cedre. În încheiere semnează olograf: „Marie Enescu”. Urmează pe pagina a III-a scrisoarea tatălui. Acesta i se adresează cu: „Jorjacule”. El scrie că a călătorit cu bine (de la Viena) și că acasă toate sunt în regulă. Transmite și el complimente doamnei Cedre și semnează: „Tata”. Pagina a IV-a este scrisă de Tinca care îi spune că este bucuroasă că totdeauna: „îmi scrii și mie câte ceva și mi faci câte o figură (desen) așa de frumoasă”. În încheiere semnează olograf: „Tinca”. Scrisoarea este trimisă din Liveni pe hârtie cu filigran: „ORIGINAL MARGARET MILL”. A fost pliată în două. | Muzeul Național „George Enescu”, București                             | Cimec    |
|      | Scrisoare trimisă de Costache Enescu fiului său George Enescu Autor: Costache Enescu | Datare: 7 iunie 1901 Dimensiuni: L: 20,5 cm; La: 12,7 cm Material: hârtie filigran | Scrisoare pe patru pagini trimisă de Costache Enescu fiului său George. Tatăl care i se adreseză cu: „Jurjacule” îl roagă ca atunci când va pleca de la Paris la Bayreuth să-i scrie și dacă va sta mai mult acolo să-i trimită adresa. Apoi vrea să știe când vine în țară și dacă are vești de la Suverană. Mai spune că mama este la băi și se întoarce pe la 20 iulie. Tatăl îi dă știri despre starea vremii și despre noua recoltă. În încheiere îi transmite sănătate și semnează: „Tata”. Hârtia este cu filigran: „THE ORIGINALE IVORY PAPER”. A fost pliată în două. | Muzeul Național „George Enescu”, București                             | Cimec    |
|      | Scrisoare adresată de George Enescu lui Edmond Fleg Autor: George Enescu | Datare: 26 septembrie 1933 Dimensiuni: L: 19,4 cm; La: 12,1 cm Material: hârtie filigran | Scrisoare pe patru pagini, în franceză, trimisă de George Enescu lui Edmond Feg. Muzicianul român îi mulțumește lui Edmond Fleg pentru scrisoare și îi spune că așteaptă actele trei și patru ale libretului operei „Oedip”, pentru bun de tipar. Apoi îi scrie că va veni în Franța la începutul lunii decembrie și că a renunțat la turneul din America. În încheiere semnează olograf: „Georges Enesco”. Scrisoarea este pe hârtie cu filigran: „Royal ...?”. A fost pliată în două. | Muzeul Național „George Enescu”, București                             | Cimec    |
|      | Scrisoare trimisă de Jean Bobescu lui George Enescu Autor: Jean Bobescu | Datare: 5 decembrie 1931 Dimensiuni: L: 17,1 cm; La: 14,5 cm Material: hârtie filigran | Scrisoare pe două pagini trimisă de Jean Bobescu lui George Enescu. Jean Bobescu i se adreseză cu „Mult Iubite Maestre” și îi spune că îi pare rău că nu poate participa la sărbătorirea acestuia deoarece are de susținut un concert simfonic la Arad. Concertul a fost aranjat cu mult timp înainte de societatea filarmonică din acel oraș. În încheiere îi urează: „Să trăiești Dragă Maestre, Mulți ani, pentru cinstea țării noastre”, după care urmează semnătura olografă: „Jean Bobescu”. Scrisoarea este trimisă din Cluj, scrisă pe hârtie cu filigran. A fost pliată în două. | Muzeul Național „George Enescu”, București                             | Cimec    |
|      | Scrisoare trimisă de George Enescu lui Ionel Perlea Autor: George Enescu | Datare: 27 noiembrie 1931 Dimensiuni: L: 19,5 cm; La: 14,5 cm Material: hârtie | Scrisoare pe două pagini trimisă de George Enescu lui Ionel Perlea. George Enescu îl felicită pe acesta pentru „sonata de piano, atât de arhitecturală”. Apoi îl încurajează spunându-i că trebuie să învingă obstacolele, geloziile și bârfele. Îi mai urează: „Curaj! Și la muncă rodnică pentru gloria Domnului!” În încheiere semnează olograf: „George Enescu”. Scrisoarea este deteriorată și lipită în zonele pliate. | Muzeul Național „George Enescu”, București                             | Cimec    |
|      | Scrisoare trimisă de George Enescu lui G. Ciudin Autor: George Enescu | Datare: 7 mai 1934 Dimensiuni: 19,5 x 12 cm Material: hârtie filigran | Scrisoare pe o pagină trimisă de George Enescu lui G. Ciudin care îi administra moșiile. George Enescu îl întreabă dacă a mai rămas ceva de vânzare din pământurile moștenite în județul Dorohoi, în condițiile în care prețurile sunt bune. Apoi adaugă că atunci când vor începe ploile prețurile vor scădea din nou. În încheiere semnează olograf: „George Enescu”. Pe pagina a II-a se află o dedicație a profesorului D. Furtună prin care acesta face cadou această scrisoare lui C. Radinschi. Dedicația este semnată olograf: „D. Furtună” și este datată 14 mai 1955. Scrisoarea are filigran „Royal Superfine”. | Muzeul Național „George Enescu”, București                             | Cimec    |
|      | Carte de vizită aparținând lui Armand Ferte trimisă maestrului George Enescu Autor: Armand Ferte | Datare: 20 februarie 1935 Dimensiuni: 6,3 x 8,5 cm Material: carton | Carte de vizită trimisă lui George Enescu de Armand Ferte, profesor la Conservatorul din Paris. Pe cartea de vizită el îi scrie, în franceză, lui George Enescu rugându-l să o asculte pe domnișoara Mackssman. Aceasta: „cântă remarcabil Toccata Dumneavoastră” și este o „tânără artistă, de mare viitor”. În încheiere semnează olograf: „A. Ferte”. | Muzeul Național „George Enescu”, București                             | Cimec    |
|      | Scrisoare trimisă de George Enescu lui Edmond Fleg Autor: George Enescu | Datare: 7 februarie 1935 Dimensiuni: 17,2 x 10,8 cm Material: hârtie | Scrisoare pe trei pagini, în franceză, trimisă de George Enescu lui Edmond Fleg. Muzicianul român îi spune că așteaptă cu bucurie dineul din 14 februarie la care speră să fie prezent și Bloch. Apoi îi scrie că va avea loc o repetiție în data de 12 februarie, la ora 10 la pianistul (Henri) Lauth, a cărui adresă o comunică în continuare. În încheiere semnează olograf: „Georges Enesco”, după care la post scriptum îi vorbește despre cele două afișe trimise pentru „Sonata a III-a” pe care o va interpreta la „Annale” în data de 14 februarie. | Muzeul Național „George Enescu”, București                             | Cimec    |
|      | Telegramă de felicitare trimisă maestrului George Enescu de Camelia Șerbu, directoarea Liceului de Fete din Dorohoi Autor: Camelia Șerbu | Datare: 17 octombrie 1931 Dimensiuni: 14,5 x 25 cm Material: hârtie | Telegramă de felicitare trimisă lui George Enescu, cu ocazia împlinirii vârstei de 50 de ani de Camelia Șerbu, directoarea Liceului de Fete din Dorohoi. Directoarea transmite în numele profesoarelor și al elevelor acestui liceu următorul mesaj: „celui mai mare artist român viață lungă și ascensiune continuă pe drumul gloriei”. Textul este scris de mână pe un formular tipizat. Este semnat: „Directoare Camelia Șerbu”. Are ștampila Oficiului Poștal din Dorohoi. | Muzeul Național „George Enescu”, București                             | Cimec    |
|      | Scrisoare de felicitare cu prilejul Anului Nou trimisă maestrului George Enescu de Dimitrie Gusti Autor: Dimitrie Gusti | Datare: 1 ianuarie 1945 Dimensiuni: 20,9 x 13,3 cm Material: hârtie | Scrisoare de felicitare cu prilejul Anului Nou, trimisă de Dimitrie Gusti lui George Enescu. Scrisoarea începe cu: „Scumpe și Ilustre Coleg”, după care îi transmite: „sincere și calde urări pentru un senin, liniștit și bun an nou”. Apoi Dimitrie Gusti își exprimă speranța că anul care vine va fi bun pentru țară și: „prielnic pentru marile noastre creații ce se revarsă glorios asupra Țării”. În încheiere semnează olograf: „D. Gusti”. Textul scrisorii este pe o pagină și are antetul Academiei Române. | Muzeul Național „George Enescu”, București                             | Cimec    |
|      | Invitație adresată maestrului George Enescu de Președintele Asociației Prietenii „Națiunilor Unite” (din România) Autor: Președintele Asociației Prietenii „Națiunilor Unite” (din România) | Datare: februarie 1945 Dimensiuni: 9,6 x 14,5 cm Material: carton | Invitație adresată de Președintele Asociației „Prietenii Națiunilor Unite” (din România) lui George Enescu. Marele muzician era invitat să participe la reuniunea acestei asociații care urma să aibă loc în data de 22 februarie 1945, la sediul din București, strada Victor Emanuel nr. 36. Invitația este pe un formular tipizat, numele lui George Enescu și adresa sunt dactilografiate, iar data este scrisă de mână. Documentul nu este semnat și nu are înscris numele președintelui asociației. | Muzeul Național „George Enescu”, București                             | Cimec    |
|      | Scrisoare trimisă de preotul Ion Enescu către nepotul său, George Enescu Autor: Ion Enescu | Datare: 25 noiembrie 1941 Dimensiuni: 19,3 x 15,1 cm Material: hârtie | Scrisoare pe o pagină trimisă de preotul Ion Enescu către nepotul său George Enescu. Unchiul îi mulțumește pentru cadoul trimis prin Ciudin și îi urează ca: „Dumnezeu să vă țină pe amândoi sănătoși până la adânci bătrâneți”. După ce transmite salutări soției încheie semnând olograf: „I. Enescu”. La post scriptum spune că scrie foarte greu deoarece are 80 de ani. Scrisoarea este însoțită de un plic pe care este adresa din București a lui George Enescu: strada Lahovary nr. 1. Pe avers sunt două timbre cu regele Mihai, cu ștampila Poștei din Dorohoi și ștampila dreptunghiulară a Cenzurii din aceeași localitate. Pe revers sunt două ștampile poștale, una având data de 29 noiembrie și alta data de 30 noiembrie 1941. | Muzeul Național „George Enescu”, București                             | Cimec    |
|      | Carte poștală trimisă de Olimpia Teodoru lui George Enescu Autor: Olimpia Teodoru | Datare: 25 aprilie 1944 Dimensiuni: 15,1 x 10,5 cm Material: carton | Carte poștală adresată de Olimpia Teodoru lui George Enescu. Aceasta îi scrie că îi va trimite ultimul exemplar disponibil din volumul ei de poezii intitulat Câmpii Bățene”. De asemenea prin Henri Trembinski care pleacă la Sinaia, îi va trimite volumul „Tapia” în care se află și o poezie închinată marelui muzician, precum și romanul „Cununa Tinereții”. În încheiere aceasta îl felicită cu ocazia zilei onomastice și semnează olograf: „Olimpia Teodoru”. Pe avers sunt aplicate patru timbre cu regele Mihai, un timbru imprimat, cinci ștampile poștale și o ștampilă a cenzurii. | Muzeul Național „George Enescu”, București                             | Cimec    |
|      | Scrisoare trimisă de Onisifor Ghibu din lagărul de la Caracal către George Enescu Autor: Onisifor Ghibu | Datare: 11 iunie 1945 Dimensiuni: 20,9 x 14,7 cm Material: hârtie dictando | Scrisoare pe două pagini trimisă de Onisifor Ghibu din lagărul de deținuți politici de la Caracal către George Enescu. Onisifor Ghibu îi scrie că printre deținuții din acel lagăr l-a remarcat pe tânărul bariton Vasile Mușat. Acesta a fost arestat ca „legionar”, fără a se fi găsit dovezi contra lui. Totuși dacă cumva ar fi fost vinovat el a „plătit vinovăția cu vârf și îndesat. E păcat ca pentru lucruri mărunte să se piardă un talent atât de rar de artist”. După ce îi spune că a făcut de atâtea ori în viață fapte pe care alții nu au reușit să la facă, Onisifor Ghibu face apel la marele muzician să intervină la Ministerul de Interne pentru eliberarea acestui tânăr spunând că „veți face țării un mare serviciu”. În încheiere semnează olograf: „Onisifor Ghibu”. Textul este scris pe o foaie de caiet dictando. | Muzeul Național „George Enescu”, București                             | Cimec    |
|      | Scrisoare trimisă de Aram Haciaturian lui George Enescu Autor: Aram Haciaturian | Datare: aprilie 1946 Dimensiuni: 29,4 x 21,3 cm Material: hârtie | Scrisoare pe o pagină, în engleză, trimisă de Aram Haciaturian lui George Enescu. Compozitorul armean își exprimă admirația față de felul în care George Enescu a interpretat Bach și Chausson în concertele susținute în luna aprilie la Moscova. Apoi Haciaturian îl felicită pentru modul în care i-a interpretat concertul. El spune: „A învăța la vârsta Dumneavoastră respectabilă un nou mare concert înseamnă întradevăr o muncă eroică”. Ca urmare el crede că mulți tineri muzicieni vor urma exemplul lui George Enescu. Apoi îi spune că are intenția de a scrie o nouă compoziție pentru vioară și orchestră. În încheiere își exprimă speranța că vor mai avea noi întâlniri creatoare și semnează olograf: „Aram Haciaturian”. | Muzeul Național „George Enescu”, București                             | Cimec    |
|      | Brevet prin care Președintele Republicii Franceze conferă lui George Enescu Ordinul Național al „Legiunii de Onoare” în grad de Comandor Autor: Cancelaria Ordinului Național al „,Legiunii de Onoare”                                                                                           | Datare: 2 aprilie 1936 Dimensiuni: L: 51 cm; La: 34 cm Material: carton | Brevet prin care Președintele Republicii Franceze conferă lui George Enescu Ordinul Național al „Legiunii de Onoare” în grad de Comandor. Conferirea acestei înalte distincții lui George Enescu „cetățean român, compozitor și artist violonist” a fost decretată în data de 31 martie 1936 de Marele Cancelar al Ordinului Național al „Legiunii de Onoare”. Textul este tipărit, iar datele personalizate sunt adăugate cu scris de mână. În partea stângă jos se află semnătura olografă a generalului Charles Nollet Mare Cancelar al Ordinului Național al „Legiunii de Onoare”. În partea dreaptă jos se află semnătura olografă a șefului Biroului 1 și timbrul sec al Marii Cancelarii a „Legiunii de Onoare”. În partea de sus, la mijloc este reprezentată decorația „Legiunii de Onoare”. Documentul este redactat în franceză și are un chenar cu motive vegetale. | Muzeul Național „George Enescu”, București                             | Cimec    |
|      | Manuscris cuprinzând un mesaj de bun rămas scris de Maria Cantacuzino George Enescu către echipajul vaporului „Ardealul” Autor: Maria Cantacuzino George Enescu | Datare: 4 octombrie 1946 Dimensiuni: L: 27,3 cm; La: 20,7 cm Material: hârtie | Scrisoare de bun rămas către echipajul vaporului „Ardealul”. Este scrisă de Maria Cantacuzino George Enescu, semnată de aceasta și de George Enescu, precum și de Voica (?) și Corneliu Bedițeanu. Semnatarii mulțumesc echipajului acestui vapor pentru grija și atenția cu care au fost înconjurați în timpul voiajului pe Mediterana și Atlantic în drum spre New York. Scrisoarea este însoțită de plicul care o conținea. Prezintă două mici perforații în dreapta sus, mai multe pete și o mică ruptură în stânga jos. A fost pliată în patru. | Muzeul Național „George Enescu”, București                             | Cimec    |
|      | Manuscris în care autorul (George Enescu) își cere scuze pentru întârzierea trimiterii unei fotografii Autor: George Enescu | Datare: 18 iunie 1943 Dimensiuni: L: 16,5 cm; La: 14,6 cm Material: hârtie | Scrisoare pe trei pagini trimisă la 18 iunie 1943 de George Enescu violonistului (Silvio) Florescu, în care își cere scuze pentru netrimiterea unei fotografii. George Enescu spune că nu mai are nici un portret rămas și că „prezența în fața obiectivului (este) un sport ce nu mai e de vârsta mea”. Îi mai scrie de asemenea că îi pare rău că nu s-au întâlnit la Cernăuți cu ocazia concertului pe care l-a susținut în acel oraș. Scrisoarea prezintă o pată maron pe pagina a treia. A fost pliată în patru. | Muzeul Național „George Enescu”, București                             | Cimec    |
|      | Manuscris în care autorul (George Enescu) stabilește unele colaborări în probleme muzicale Autor: George Enescu | Datare: 23 aprilie 1916 Dimensiuni: L: 21 cm; La: 13,5 cm Material: hârtie filigran | Scrisoare pe patru pagini trimisă la 23 aprilie 1916 de George Enescu lui (Dumitru Georgescu) Kiriac, în care îl anunță că îi va face o vizită pentru a discuta problema unei reprezentații muzicale care trebuie amânată din cauza lui Vrăbiescu. Scrisoarea este semnată de George Enescu, are antetul Societății Corale Române „Carmen”, ștampila acesteia și o altă ștampilă cu anul 1906. Hârtie cu filigran „Universel”. Pe pagina a patra prezintă o dungă verticală maron, rezultată în urma dezlipirii de pe un suport. | Muzeul Național „George Enescu”, București                             | Cimec    |
|      | Manuscris în care autorul (George Enescu) solicită reprogramarea a unui concert Autor: George Enescu | Datare: 6 noiembrie 1921 Dimensiuni: L: 25,8 cm; La: 18,5 cm Material: hârtie | Scrisoare pe patru pagini trimisă la 6 noiembrie 1921 de George Enescu lui Dumitru Georgescu Kiriac. Autorul scrisorii îi solicită prietenului său ajutor pentru reprogramarea concertului pe care urma să-l susțină cu Filarmonica în data de 25 decembrie 1921. George Enescu propune data de 31 decembrie sau 1 ianuarie, deoarece data inițială îl va face să-și întrerupă lucrul cu șase zile înainte de termenul ce și-l fixase. În finalul scrisorii îi comunică lui Kiriac că totuși îl lasă pe acesta să decidă data susținerii concertului. Hârtia este patinată și prezintă mici pete. A fost pliată în patru. Pe ultima pagină prezintă o dungă verticală maron, rezultată în urma dezlipirii de pe un suport. | Muzeul Național „George Enescu”, București                             | Cimec    |
|      | Manuscris în care autorul (George Enescu) solicită sprijin pentru problemele de la Tescani Autor: George Enescu | Datare: 30 septembrie 1945 Dimensiuni: L: 19 cm; La: 14 cm Material: hârtie | Scrisoare pe trei pagini trimisă la 30 septembrie 1945 de George Enescu consilierului Râpeanu de la Ministerul de Justiție. Autorul solicită primirea în audiență a omului său de încredere de la Tescani, Toma Niculescu, pentru a-i „demasca pe inițiatorii exceselor comise acolo”. Scrisoarea este trimisă din vila Luminiș de la Sinaia și este semnată de George Enescu. Fiecare pagină este perforată în două locuri. A fost pliată în patru. | Muzeul Național „George Enescu”, București                             | Cimec    |
|      | Manuscris. Corespondență între mama lui George Enescu și fiul ei aflat la studii Autor: Maria Enescu | Datare: 12 ianuarie 1895 Dimensiuni: L: 17,4 cm; La: 11,2 cm Material: hârtie | Scrisoare pe patru pagini trimisă la 12 ianuarie 1895 de Maria Enescu fiului ei aflat la studii. Mama își exprimă bucuria că este deja la Conservator și îi cere amănunte despre felul în care s-a instalat. De asemenea îi dă mai multe sfaturi privind studiul și îi trimite informații de la Mihăileni. Scrisoarea prezintă o ruptură de circa 10 mm în partea superioară, la mijloc. A fost pliată în patru. Este semnată „Marie Enescu”. | Muzeul Național „George Enescu”, București                             | Cimec    |
|      | Scrisoare trimisă de Jean Duport lui George Enescu Autor: Jean Duport | Datare: 31 ianuarie 1951 Dimensiuni: 27 x 21 cm Material: hârtie filigran | Scrisoare pe o pagină, dactilografiată, în franceză, trimisă de Jean Duport lui George Enescu. Expeditorul îi spune că reprezentantul lui Devy Erlih i-a scris întrebându-l dacă Maestrul nu ar dori să susțină o seară de sonate pentru vioară și pian la Paris în sala „Gaveau”, la Geneva în sala Conservatorului și eventual la Zurich așa cum a făcut cu J. Thibaud în urmă cu doi ani. Apoi îi comunică onorariul și îl roagă să-i răspundă. În încheiere îi transmite omagiile sale și semnează olograf „J. Duport”. La post scriptum spune că alătură partitura lucrării lui Casella trimisă de Boyd Neel. Pe marginea textului George Enescu a scris cu cerneală neagră „rep” (răspuns). Scrisoarea are antetul „Bureau de Concerts Marcel de Valmalete” și este pe hârtie cu filigran: „EXTRA STRONG”. | Muzeul Național „George Enescu”, București                             | Cimec    |
|      | Scrisoare trimisă de Mihai Constantinescu lui George Enescu Autor: Mihai Constantinescu | Datare: 7 februarie 1951 Dimensiuni: 24,4 x 21 cm Material: hârtie filigran | Scrisoare dactilografiată, pe o pagină, în franceză, adresată de Mihai Constantinescu lui George Enescu. Autorul îi scrie că a primit scrisorea din 4 februarie și că nu a existat intenția de a-l invita pe Menuhin la festivitățile „Centenarului”. Totodată condițiile puse de Maestru sunt acceptate. Apoi spune că a primit o scrisoare de la București în care se anunță decesul după o grea suferință a lui Constantin Nottara. După ce îi transmite omagiile sale semnează olograf „M. Constantinesco”. Scrisoarea este adnotată de George Enescu care a scris cu cerneală „rep” (răspuns). Pagina are antetul: „Fetes du Centenaire de la Societe des Auteurs, Compositeurs et Editeurs de Musique”. Hârtie cu filigran „LUX ALFA VOIRON”. Scrisoarea este parțial deteriorată. Colțul din dreapta jos are un decupaj de 86x30 mm. A fost pliată în patru. | Muzeul Național „George Enescu”, București                             | Cimec    |
|      | Scrisoare trimisă de Jean Duport lui George Enescu Autor: Jean Duport | Datare: 12 februarie 1951 Dimensiuni: 27 x 21 cm Material: hârtie filigran | Scrisoare pe o pagină, dactilografiată, în franceză, adresată de Jean Duport lui George Enescu. Autorul îi scrie despre noile propuneri ale lui Devi Erlih în legătură cu concertele preconizate a avea loc. Devy Erlih sugerează organizarea a două concerte unul la Amsterdam și altul la Geneva. Dacă rezultatele financiare ale acestora vor fi bune este proiectat un concert la Paris în sala „Gaveau” cu plata a 50.000 de franci. Apoi ar putea fi organizate concerte în provincie în aceleași condiții ca la Amsterdam și Geneva adică plata a 50.000 de franci și rambursarea cheltuielilor de transport. În încheiere spune că așteaptă deciziile Maestrului privind schimbările propuse și semnează olograf „J. Duport”. La post scriptum îi comunică că îi trimite contractul pentru Douai pentru a-l semna și a-l înapoia. Scrisoarea este adnotată de George Enescu care scris cu cerneală „rep” (răspuns). Scrisoarea are antetul „Bureau de Concerts Marcel de Valmalete” și este pe hârtie cu filigran: „EXTRA STRONG”. A fost pliată în patru. | Muzeul Național „George Enescu”, București                             | Cimec    |
|      | Scrisoare trimisă de Jean Duport lui George Enescu Autor: Jean Duport | Datare: 17 februarie 1951 Dimensiuni: 27 x 21 cm Material: hârtie filigran | Scrisoare pe două pagini, dactilografiată, în franceză, adresată de Jean Duport lui George Enescu. Autorul scrisorii îi trimite programele propuse de domnișoara Palmer pentru concertele pe care urmează să le susțină la Londra cu „Boyd Neel Orchestra”. Maestrul va dirija lucrări de Bach, Mozart, Casella, Bartok, solist fiind pianistul Solomon. Ulterior îi vor fi trimise și programele concertelor cu „B.B.C. Symphony Orchestra”. În continuare îi scrie despre „Academia Chigiana” și despre invitația contelui Chigi de a ține cursurile de interpretare muzicală ale acestei academii în luna august. Apoi relatează despre concertul Lipatti de la Besancon din 7 septembrie și despre cursurile de interpretare de la Bryanston, care ar putea fi la sfârșitul lunii iulie, după concertul din cadrul festivalului de la Colchester. În încheiere semnează olograf „J. Duport”. Pe pagina I-a George Enescu a scris cu cerneală neagră „rep” (răspuns). Scrisoarea are antetul „Bureau de Concerts Marcel de Valmalete” și este pe hârtie cu filigran: „EXTRA STRONG”. A fost pliată în patru. | Muzeul Național „George Enescu”, București                             | Cimec    |
|      | Scrisoare trimisă de Jean Duport lui George Enescu Autor: Jean Duport | Datare: 28 februarie 1951 Dimensiuni: 26,8 x 21 cm Material: hârtie filigran | Scrisoare pe două pagini, dactilografiată, în franceză, adresată de Jean Duport lui George Enescu. Autorul scrisorii se referă la programele concertelor din 7 și 8 aprilie pe care George Enescu le va susține la Londra. În legătură cu acest subiect se vorbește de Miron Grindea (1909-1995) și de domnul Simpson. Apoi îi spune că a primit o scrisoare de la domnul Aubert (președintele Societății Simfonice din Douai) privind detaliile cazării maestrului român în acea localitate. Îi mai scrie că s-a întâlnit cu președintele Comitetului Festivalului de la Besancon pentru a stabili programul. Sunt preferate lucrări de Enescu, Lipatti și Bartok. Sub egida festivalului se va organiza un concurs intenațional pentru tinerii dirijori, George Enescu urmând a face parte din juriu. În încheiere maestrul este informat că nu mai poate participa la cursurile de vară de la Bryanston datorită unor modificări de program. Scrisoarea este semnată olograf „J. Duport”. Textul este în franceză, pe hârtie cu antet „Bureau de Concerts Marcel de Valmalete” și cu filigran: „EXTRA STRONG”. A fost pliată în patru. | Muzeul Național „George Enescu”, București                             | Cimec    |
|      | Scrisoare trimisă de Jean Duport lui George Enescu Autor: Jean Duport | Datare: 9 aprilie 1951 Dimensiuni: 27 x 21 cm Material: hârtie filigran | Scrisoare pe o pagină, dactilografiată, în franceză, adresată de Jean Duport lui George Enescu. Expeditorul, secretar general al „Bureau de Concerts Marcel de Valmalete” își exprimă speranța că sejurul de la Londra nu l-a obosit prea tare. Apoi spune că ar dori să aibă o discuție cu reprezentantul Festivalului de la Besancon despre programul manifestării. În prima parte va fi un program Enescu, iar în a doua va fi un program Lipatti. Referitor la acesta din urmă George Enescu ar urma să dirijeze „Simfonia concertantă pentru două piane” cu soliștii doamna Lipatti și Bela Liki. În ceea ce privește programul Enescu acesta va avea libera alegere, sugerându-i-se că în anul 1948 a dirijat „Suita a II-a pentru ochestră” și „Rapsodia în la major”. În așteptarea răspunsului îi transmite lui și „Prințesei” cele mai cordiale complimente. La post scriptum îi cere maestrului noile numere ale pașapoartelor. Scrisoarea este semnată olograf „J. Duport”. Pe marginea textului George Enescu a scris cu cerneală „rep” (răspuns). Scrisoarea are antetul „Bureau de Concerts Marcel de Valmalete” și este pe hârtie cu filigran: „EXTRA STRONG”. A fost pliată în patru. | Muzeul Național „George Enescu”, București                             | Cimec    |
|      | Scrisoare trimisă de Jean Duport lui George Enescu Autor: Jean Duport | Datare: 26 aprilie 1951 Dimensiuni: 27 x 21 cm Material: hârtie filigran | Scrisoare pe o pagină, dactilografiată, în franceză, adresată de Jean Duport lui George Enescu. Expeditorul, secretar general al „Bureau de Concerts Marcel de Valmalete” îi relatează lui George Enescu despre un schimb valutar. Apoi îi spune că îi trimite contractul pentru concertele pe care urmează să le dirijeze în data de 1 și de 3 august la Paris. Programul cuprinde Concertele Brandemburgice de Bach. Duport îl roagă pe George Enescu ca după ce semnează contractul să i-l retrimită. În încheiere îi transmite „Expresia sentimentelor devoțiunii noastre”. Scrisoarea este semnată olograf „J. Duport”, are antetul „Bureau de Concerts Marcel de Valmalete” și este pe hârtie cu filigran: „EXTRA STRONG”. În textul dactilografiat, în dreptul pasajului cu schimbul valutar, sunt două însemnări scrise cu cerneală de George Enescu: „rep” (răspuns) și „formule adoptee” (formulă adoptată). A fost pliată în patru. | Muzeul Național „George Enescu”, București                             | Cimec    |
|      | Scrisoare trimisă de Bernard Gavoty către prințesa Maria Cantacuzino Enescu Autor: Bernard Gavoty | Datare: 26 aprilie 1951 Dimensiuni: 27 x 21 cm Material: hârtie | Scrisoare pe o pagină, dactilografiată, în franceză, trimisă de Bernard Gavoty prințesei Maria Cantacuzino Enescu. Acesta îi spune că a primit documentele necesare pregătirii interviurilor cu George Enescu. În încheiere scrie: „Prințesă să primiți expresia celor mai respectuoase omagii”. Sub textul dactilografiat este scris cu cerneală: „Al vostru amic fidel, vai foarte puțin astral”. Alături se află semnătura olografă „B. Gavody”. Este o lucrare bilingvă, jubiliară, apărută în Anul Internațional George Enescu. A fost pliată în patru. | Muzeul Național „George Enescu”, București                             | Cimec    |
|      | Scrisoare trimisă de Nicolas Nabokov către Maria Cantacuzino Enescu Autor: Nicolas Nabokov | Datare: 20 noiembrie 1954 Dimensiuni: 25,3 x 20,2 cm Material: hârtie filigran | Scrisoare pe două pagini, în franceză, trimisă de Nicolas Nabokov către Maria Cantacuzino Enescu. Nabokov (1903-1978) compozitor american de origină rusă) i se adresează cu „Cher Princesse”. El o anunță că va lipsi din Franța 10-15 zile deoarece va pleca în India. În continuare spune că va încerca împreună cu Julius Fleischmann și cu Charles Munch să-l ajute pe George Enescu, care era bolnav. Nabokov o roagă ca în perioada în care va lipsi să nu întreprindă nici o măsură fără să se consulte cu trezorierul Pierre Bolosney care îi stă la dispoziție. Când se va întoarce din India va pune la punct aceste proiecte. În încheiere transmite multă sănătate, le dorește tot binele din lume și semnează olograf „Nicolas Nabokov”. Rândurile referitoare la Bolosney sunt subliniate cu roșu. Hârtie cu filigran „EXTRA STRONG”. A fost pliată în opt. | Muzeul Național „George Enescu”, București                             | Cimec    |
|      | Scrisoare trimisă de Costache Enescu fiului său George Autor: Costache Enescu | Datare: 20 iunie 1897 Dimensiuni: 17,2 x 11 cm Material: hârtie filigran | Scrisoare pe două pagini trimisă de Costache Enescu fiului său George aflat la Paris. Tatăl i se adresează cu „Jujacule” și îi spune că a primit o scrisoare de la prințesa Bibescu și alta de la J. Massenet (profesorul de compoziție al lui George Enescu în primul an de studiu la Paris). Apoi îl sfătuiește să rămână la Paris pentru a participa la concursul de fugă și contrapunct. De asemenea îi spune că nu va putea concura la vioară din cauza accidentului la mâna stângă. În încheiere îi urează sănătate și semnează „Tata”. La post scriptum transmite complimente doamnelor (probabil doamnei și domnișoarei Rolland la care locuia). | Muzeul Național „George Enescu”, București                             | Cimec    |
|      | Scrisoare trimisă de Costache Enescu fiului său George Autor: Costache Enescu | Dimensiuni: 20,5 x 17 cm Material: hârtie filigran | Scrisoare pe două pagini trimisă de Costache Enescu fiului său George aflat la Paris. Tatăl îi cere să semneze o procură pe care să o legalizeze la Legația României. Actul care se referea la moșia Liveni trebuia trimis înapoi în România în plic recomandat. În scrisoare mai spune că va pleca la băi și îi cere fiului să-i trimită noutăți despre el. În încheiere semnează „Tata”. Hârtie cu filigran: „S.S. BUȘTENI”. A fost pliată în patru. | Muzeul Național „George Enescu”, București                             | Cimec    |
|      | Carte de vizită aparținând lui Irving Schwerke cu însemnări făcute de George Enescu Autor: Irving Schwerke | Datare: 1/4 sec. XX Dimensiuni: 9,5 x 5,5 cm Material: carton | Carte de vizită aparținând lui Irving Schwerke cu adresa sa din Paris. Pe față și pe verso sunt o serie de însemnări făcute cu creionul, în franceză de George Enescu. Se pot distinge numele lui Boskoff (George) 1882-1960, muzician colaborator al lui Enescu; Enoch (Georges) editor francez; Ghiga - arhitect; Dalcroze (Emile Jaques) 1865-1950 - compozitor; Schapira (Max ?); Feuillard (Louis) 1872-1941 muzician. Pe cartea de vizită este scrisă cu cerneală roșie adresa lui Irving Schwerke: „22 rue Copernic”. | Muzeul Național „George Enescu”, București                             | Cimec    |
|      | Scrisoare trimisă de Costache Enescu fiului său George Autor: Costache Enescu | Datare: 28 septembrie 1911 Dimensiuni: 17,4 x 11,2 cm Material: hârtie filigran | Scrisoare pe două pagini trimisă de Costache Enescu fiului său George aflat la Paris. Tatăl i se adresează cu „Mă băete” și îi spune că i-a trimis pașaportul, în care din greșeală este trecut ca an de naștere 1880 în loc de 1881. Apoi îl anunță că domnul Cantar nu are pălării de in. În încheiere îi urează sănătate și semnează „Tata”. Hârtie cu filigran „ROYAL IVORY PAPER”. A fost pliată în două. | Muzeul Național „George Enescu”, București                             | Cimec    |
|      | Telegramă trimisă de Docan la Paris prin care anunță decesul lui Costache Enescu Autor: Docan | Datare: 26 decembrie 1919 Dimensiuni: 23 x 12,5 cm Material: hârtie | Telegramă adresată Legației române din Paris pentru a comunica lui George Enescu decesul tatălui său, la Dorohoi, în data de 21 decembrie împreună cu condoleanțe. Telegrama redactată în franceză este semnată de Docan. Textul este dactilografiat pe un formular tipizat și are ștampila Telegrafului Central din Paris cu data de 26 decembrie 1919. A fost pliată în patru. | Muzeul Național „George Enescu”, București                             | Cimec    |
|      | Scrisoare trimisă de doamna Ef. Cernea lui George Enescu Autor: Ef. Cernea | Datare: 11 noiembrie 1930 Dimensiuni: 34 x 21 cm Material: hârtie | Scrisoare de 7 pagini, trimisă de doamna Ef. Cernea lui George Enescu. Autoarea, o admiratoare a lui George Enescu, este profesoară de muzică și locuiește în Bârlad. Ea spune că a compus cântece pentru copii și îl roagă pe maestru să preia fragmente din acestea cu care să compună coruri pentru tineret. În continuare aceasta îi scrie că: „sunteți admirat și iubit de toți, dar este nevoie să fiți cunoscut de toată suflarea românească”. Autoarea scrisorii îl elogiază pentru operele sale geniale: „Sonate, Suite, Symphoines, Rapsodii, Poema Română...”. Apoi este evocat anul 1916 când George Enescu „a cutreierat spitalele alinând cu sunetele sfinte răni usturătoare”. În noiembrie 1930 George Enescu s-a aflat la Bârlad și a concertat în Sala Teatrului. Scrisoarea continuă până la sfârșit cu numeroase alte elogii aduse marelui muzician. Pe pagina a 7-a care este nescrisă, în colțul din stânga jos este semnătura olografă „Ef. Cernea” și adresa „I. C. Brătianu 11”. Paginile au fost pliate în patru. | Muzeul Național „George Enescu”, București                             | Cimec    |
|      | Société Des Auteurs, Compositeurs et Éditeurs de Musique” (Societatea Autorilor, Compozitorilor și Editorilor de Muzică) din Franța Autor: Societatea Autorilor, Compozitorilor și Editorilor de Muzică din Franța                                                                               | Datare: 10 aprilie 1902 Dimensiuni: L: 59 cm; La: 44 cm Material: carton | Diplomă de primire în „Societatea Autorilor, Compozitorilor și Editorilor de Muzică” din Franța, acordată lui George Enescu la 10 aprilie 1902. Are un text tipărit completat cu scris de mână, din care reiese că George Enescu - compozitor, a fost admis în această Societate prin decizia Sindicatului. În dreapta jos se află semnătura secretarului. „Societatea Autorilor, Compozitorilor și Editorilor de Muzică” (SACEM) este o organizație civilă care gestionează drepturile autorilor și care s-a înființat la jumătatea secolului XIX. Diploma este realizată în stil Art Nouveau și este decorată cu o compoziție amplă în care apar două personaje feminine drapate. Un personaj redat în picioare reprezintă muza „Poeziei”, iar cel de al doilea așezat și cântând la lăută reprezintă muza „Muzicii”. În partea stângă jos sunt reprezentate trei portrete ale unor autori celebri în epocă. | Muzeul Național „George Enescu”, București                             | Cimec    |
|      | Arts-Sciences-Lettres, Société d´Éducation et d´Encouragement (Arte-Știință-Litere, Societate de Educație și Încurajare) din Paris Autor: Arte-Știință-Litere, Societate de Educație și Încurajare din Paris                                                                                     | Datare: 29 martie 1931 Dimensiuni: L: 55 cm; La: 43 cm Material: carton | Diploma medaliei de onoare - aur – oferită de Societatea Arte-Științe-Litere, aflată sub patronajul Ministrului Instrucției Publice și Artelor Frumoase, lui George Enescu la 29 martie 1931. Diploma are un text tipărit completat cu scris de mână din care reiese că a fost acordată lui „George Enescu, celebru compozitor de muzică și violonist virtuoz român”, ofițer al Legiunii de Onoare. Are semnătura Președintelui Societății, a Secretarului general, precum și ștampila Societății. Diploma are un chenar lat, compus din frunze de laur peste care sunt suprapuse simboluri ale artelor și științelor. În partea de sus a chenarului, la mijloc este scris: „Onoare și recunoștință oamenilor de valoare”. | Muzeul Național „George Enescu”, București                             | Cimec    |
|      | Act de vânzare - cumpărare | Datare: 1751 aprilie 2 Descoperit: Șuici Dimensiuni: Î = 30cm La = 21cm Material: hârtie; cerneală | Document românesc în alfabet chirilic prin care Pârvu fiul lui Stroe Șuiceanu îi vinde vărului său Ion sân Pârvu logofăt partea sa din moșia din Șuici. Actul a fost scris de popa Leonte ot Șuici. Martori: Ion sân Enache, Radu sân Stanciul, popa Preda, Stroe ot Șuici. Cumpărat de la descendenții familiei Șuiceanu. | Muzeul Național de Istorie a României, București                       | Cimec    |
|      | Zapis de alegere a hotarelor unei moșii | Datare: 1701 iunie f.z. Descoperit: București Dimensiuni: Î = 32,5cm La = 21,5cm Material: hârtie; cerneală; scriere | Document românesc în alfabet chirilic prin care Constantin Brâncoveanu, domnul Țării Românești, numește doisprezece boieri care să aleagă părțile de moșie moștenite de Matei postelnic, fiul lui Gligore logofăt Grădișteanu de cele ale lui Barbu pisar, Pârvul logofăt și Badea pisar din satul Șuicii de pe Topolog, județul Argeș de cele cumpărate de bunicul și părinții lui Matei postelnic de la Preda sutaș cu frtații săi. Cei doisprezece boieri au dat moșia pe din două - de la valea Podeanilor la cârciumă, în sus, să țină Matei postenic, iar Preda sutaș cu frații în jos. Dar, pentru că hotarul trecea printr-un șezut de casă și moară cu vad al lui Stroe, fratele lui Preda sutaș, cei trei i-au dat lui Matei pentru acest loc o delniță cu toată partea de moșie din hotarul Vălenilor și o delniță mică ce o cumpăraseră de la Fărcășani, din funia lui Preda. Semnează: Grigore, Barbu Lerescu, Costandin din Rucsănești, Costandin Peatice din Cărpeniș, Stanciu din Corbeni, Barbu. Cumpărat de la descendenții familiei Șuiceanu. | Muzeul Național de Istorie a României, București                       | Cimec    |
|      | Document de hotărnicie | Datare: 1744 mai 10 Descoperit: Șuici Dimensiuni: Î = 32cm La = 21,5cm Material: hârtie; cerneală; scriere | Document românesc în alfabet chirilic prin care 12 boieri conduși de Radu mare portar aleg și hotărnicesc moșia din Șuici la cererea lui kir Neofit mitropolitul pentru jupaneasa Chiajna Grădișteanca, prin vechilul său, Mihu dascălul, și de moșnenii din Șuici pe Topolog. Moșia a fost hotărnicită pe baza zapiselor pe care le-au avut cele două părți. Marori: mai mulți dar, se descifrează o singură semnătură, cea a lui Șerban Lerescu. Cumpărate de la descendenții familiei Șuiceanu. Mici rupturi pe margine și crăpături ale hârtiei. Cumpărate de la descendenții familiei Șuiceanu. | Muzeul Național de Istorie a României, București                       | Cimec    |
|      | Act de vânzare - cumpărare | Datare: 1765 aprilie 23 Descoperit: Șuici Dimensiuni: Î = 17cm La = 12cm Material: hârtie; cerneală, scriere manuală | Document românesc în alfabet chirilic prin care Costandin Untaru îi vinde lui Ion boier Șuiceanu moșia Robanu aflată în dealul Cărpenișului cu 8 taleri, cumpărată de socrul lui Barbu, dându-i și toate actele moșiei. Martori: Radu sa..., Grigore Br..., Matei Bar..., Dumitru Ba... . Cumpărată de la descendenții familiei Șuiceanu. | Muzeul Național de Istorie a României, București                       | Cimec    |
|      | Diplomă de licență în drept- Nicolae Raicoviceanu. Autor: Lit. Carol Gobl-sor.i.st.Rasidescu-București. | Datare: 17 septembrie 1909 Școală: Lit. Carol Gobl-sor.i.st.Rasidescu-Bucure?ti. Descoperit: București. Dimensiuni: Î = 33,5cm; La = 36,5cm Material: carton; cerneală tipografică; cerneală neagră, tipărire; scriere manuală | Diplomă de licență în drept a lui Nicolae Raicoviceanu emisă de Ministerul Instrucțiunii și Culturii prin Universitatea București. Diploma a fost dată după ce ministrul secretar de stat din Departamentul Instrucției și al Cultelor a văzut certificatul de aptitudine nr. 12 din 1905 prin care se acorda Licența cu 4 bile albe și1 roșie lui Raicoviceanu Nicolae. Are ștampile și semnăturile ministrului secretar de stat, al decanului, rectorului și a lui Raicoviceanu. De jur împrejur sunt ștampile de legalizare și traducere, pe anul 1909, din România și Franța | Muzeul Național de Istorie a României, București                       | Cimec    |
|      | Brevet semnat de regele Carol I de numire a lui Constantin Enescu ca membru al Ordinului ,,Steaua României” în grad de Cavaler Autor: Ministerul Afacerilor Străine, Cancelaria Ordinelor | Datare: 6 martie 1898 Dimensiuni: L : 338 mm; l : 223 mm Material: Carton cu filigran | Brevet prin care regele Carol I îl numește pe Constantin Enescu „agricultor din comuna Cordăreni județul Dorohoi” membru al Ordinului „Steaua României” în grad de Cavaler. Distincția a fost acordată tatălui lui George Enescu în urma raportului ministrului Afacerilor Străine, Cancelar al Ordinelor. Prin Decret regal Constantin Enescu avea dreptul să poarte însemnele civile. Ministrul Afacerilor Străine, Cancelar al Ordinelor este însărcinat cu aducerea la îndeplinire a Decretului. Textul este tipărit, iar datele personalizate sunt completate cu scris de mână. Brevetul este semnat de regele Carol I și de Dimitrie A. Sturdza în calitate de ministru al Afacerilor Străine, Cancelar al Ordinelor, care era în același timp și președinte al Consiliului de Miniștri. În stânga jos este semnătura olografă a secretarului general al Departamentului Afacerilor Străine. Documentul are două numere de înregistrare administrativă: raportul ministrului Afacerilor Stăine, Cancelar al Ordinelor cu numărul 4370 și Decretul de conferire cu numărul 823. În partea de jos este aplicat timbrul sec al Ministerului. Cartonul folosit la redactre este cu filigran „I. S. H. KENT”. Textul brevetului este pe prima pagină, alte trei pagini fiind albe. A fost pliat în două. | Muzeul Național „George Enescu”, București                             | Cimec    |
|      | Brevet pentru „Medalia Jubiliară Carol I” conferit lui George Enescu Autor: Ministerul Afacerilor Străine, Cancelaria Ordinelor | Datare: 1 ianuarie 1906 Dimensiuni: L: 292 mm; l: 234 mm Material: Carton | Brevet pentru „Medalia Jubiliară Carol I” conferit violonistului George Enescu, cu ocazia aniversării la 10 mai 1906 a 40 de ani de domnie a regelui Carol I. Brevetul a fost acordat conform Decretului Regal nr. 5384 din 28 decembrie 1905 publicat în Monitorul Oficial nr. 218 din 1 ianuarie 1906. El a fost înmânat titularului de mareșalul Curții Regale. Textul este tipărit, iar datele personalizate sunt completate cu scris de mână. În partea dreaptă jos se află ștampila Ministerului Afacerilor Străine, Cancelaria Ordinelor cu semnătura olografă a unui director, iar în partea stângă este semnătura olografă a generalului Priboianu, mareșal al Curții regale. Brevetul are chenar cu motive geometrice. A fost tipărit la „Imprimeria Statului”. A fost pliat în patru. | Muzeul Național „George Enescu”, București                             | Cimec    |
|      | Brevet semnat de regele Carol al II-lea prin care se conferă Ordinul „Meritul Cultural” în grad de Cavaler clasa I lui George Enescu Autor: Ministerul Instrucțiunii, Cultelor și Artelor | Datare: 22 septembrie 1931 Dimensiuni: L: 340 mm; l: 210 mm Material: Carton | Brevet prin care regele Carol al II-lea conferă Ordinul „Meritul Cultural” în grad de Cavaler, clasa I-a, lui George Enescu. Distincția a fost acordată pentru „Muzică”. Textul este tipărit, iar datele personalizate sunt completate cu scris de mână. Are semnătura olografă a regelui Carol al II-lea și a lui Nicolae Iorga ministru secretar de stat la Departamentul Instrucțiunii, Cultelor și Artelor, care era în același timp și președinte al Consiliului de Miniștri. În partea superioară, la mijloc se află stema mijlocie a Regatului României. În partea de jos este aplicat timbrul sec al Ministerului. Documentul are două numere de înregistrare administrativă: Decretul de conferire a Ordinului cu numărul 3214/1931 și numărul Brevetului care este 71. A fost tipărit la „Imprimeria Națională”. | Muzeul Național „George Enescu”, București                             | Cimec    |
|      | Brevet prin care regele Mihai numește membru al Ordinului „Meritul Cultural” în grad de Comandor pe George Enescu Autor: Ministerul Culturii Naționale și al Cultelor | Datare: 1 februarie 1943 Dimensiuni: L: 345 mm; l: 240 mm Material: Carton | Brevet prin care regele Mihai numește ca membru al Ordinului „Meritul Cultural” în grad de comandor pe George Enescu, membru al Academiei Române. Această distincție a fost conferită pentru serviciile aduse în domeniul artei, în urma raportului redactat de ministrul secretar de stat la Departamentul Culturii Naționale și al Cultelor. Textul este tipărit, iar datele personale sunt completate cu scris de mână. Brevetul are semnătura regelui Mihai și semnătura olografă a lui Ion Petrovici, ministru secretar de stat la Departamentul Culturii Naționale și al Cultelor. În partea dreaptă sus este aplicat timbrul sec cu stema României. Numărul Decretului de conferire a Ordinului este 248. Documentul a fost tipărit la „Imprimeria Națională”. | Muzeul Național „George Enescu”, București                             | Cimec    |
|      | Brevet semnat de regele Carol al II-lea prin care George Enescu este numit Ofițer al însemnului onorific „Pentru Merit” Autor: Casa M. S. Regelui | Datare: 8 iunie 1931 Dimensiuni: L: 309 mm; l: 198 mm Material: Carton | Brevet prin care regele Carol al II-lea îl numește pe George Enescu Ofițer al însemnului onorific „Pentru Merit”. Textul este tipărit, iar datele personalizate sunt completate cu scris de mână. Brevetul este emis la București la 8 iunie 1931 și are semnătura olografă a regelui Carol al II-lea. Distincția a fost acordată „ca semn al recunoștinței Noastre pentru faptele de înaltă cultură”. În partea de sus este stema regală. Are numărul de înregistrare administrativă 04. Hârtia folosită este cu filigran „Original Phoenix”. În partea superioară, la mijloc prezintă o ruptură de 40 mm. A fost pliat de mai multe ori. | Muzeul Național „George Enescu”, București                             | Cimec    |
|      | Titulescu către N. Raicoviceanu | Datare: 14 noiembrie 1924 Descoperit: Fran?a. Dimensiuni: I=276 mm; LA=205 mm; Material: Hârtie dictando, cerneală neagră, manuscris                                                                                           | Scrisoare manuscris a lui Nicolae Titulescu către avocatul și procuratorul său N. Raicovicianu, trimisă din Cap Ferrat în 14 noiembrie 1924. Textul scris cu cerneală neagră, pe două pagini, se referă la o problemă financiară: vânzarea vilei Ghyca din București pentru 6 milioane lei sau închirierea ei cu 350.000 lei. El spune că are încredere în moneda românească dar ar dori ca o eventuală chirie să-i aducă 350 lire, pentru că trăiește în Anglia iar suma era un pic mai mare decât leafa șoferului său din Londra. Recomandă ca prețul chiriei să fie în lei căci ar fi un semn de neîncredere în moneda țării dacă ar cere plata în monedă străină. Scrisoarea este semnată și datată iar cele 2 file sunt prinse cu o agrafă metalică pe care scrie: Paris (pe față) și Ormo (pe revers). Hârtia are urme de pliere. | Muzeul Național de Istorie a României, București                       | Cimec    |
|      | Nicolae Titulescu către Nicolae Raicoviceanu | Datare: 4 iulie 1925 Descoperit: Geneva. Dimensiuni: I=275 mm; LA=205 mm; Material: Hârtie, cerneală, manuscris | Scrisoare manuscris pe 8 file, trimisă de Nicolae Titulescu prietenului și procuratorului său Nicolae Raicovicianu, la 4 iulie 1925, din Geneva. Conține date referitoare la procesul pe care îl avea România în problema coloniștilor unguri dar și la situația financiară din țară a lui Titulescu. Rezultă că reușise să amâne procesul pentru septembrie și să aranjeze pentru o soluție favorabilă care să țină seama de interesele naționale ale României. Problemele personale se referă la vânzarea unor imobile pentru plata unor datorii, la repararea cavoului mamei sale și a casei din Titulești. Plicul are trei timbre franțuzești și ștampile pe față și verso; scrisoarea a fost expediată de Savel Rădulescu de la Riviera Palace, Nice. Scrisoarea prezintă forme de degradare: urme de pliere cu ruperea hârtiei. Plicul are pete și este rupt în partea de sus. | Muzeul Național de Istorie a României, București                       | Cimec    |
|      | N. Titulescu către N. Raicoviceanu | Datare: 14 martie 1925 Descoperit: Paris. Dimensiuni: I=279 mm; LA=205 mm Material: Hârtie, cerneală neagră, manuscris | Scrisoare manuscris însoțită de un plic cu antetul hotelului Chatham Paris a fost trimisă de Nicolae Titulescu avocatului Raicoviceanu, în 14 martie 1925. Pe 3 file tip dictando, Titulescu face referiri la procesul declanșat de conflictul României cu Germania în chestiunea biletelor Băncii Naționale. Germania a oferit niște sume pe acele bilete, refuzate de România pentru că erau prea mici, dar statul german a spus că nu are nimic de plată peste Planul Dawes (reparații de război). Titulescu califica această atitudine drept un furt deghizat. Plicul nu are timbre; are adresa destinatarului. Hârtia prezintă rupturi pe urma de pliere și colțul din stânga jos îndoit. | Muzeul Național de Istorie a României, București                       | Cimec    |
|      | N. Titulescu către N. Raicoviceanu | Datare: 1924 Descoperit: Anglia Dimensiuni: I=257 mm; LA=202 mm Material: Hârtie cu filigan: Manufacture Brand Lion, cerneală, manuscris                                                                                       | Scrisoarea manuscris a lui Nicolae Titulescu către N. Raicovicianu, prietenul și procuratorul său, nu este datată dar problema datoriilor la Banca Blank face posibilă datarea (1924). Cele 7 pagini conțin următoarele detalii: scăderea cu 30% a leului a dus la prăbușirea schimbului și s-a trezit cu milioane de lei datorie; îi cere procuratorului său să vândă un loc cu trei milioane și casele Ghyca cu cinci milioane și să achite totul în lei; cu chiria casei din Kisseleff nr. 29 să achite datoria la Banca Moldovei iar cu restul să cumpere rente românești. La Londra shilingul avea jumătate din valoarea de dinainte de război. Deci cei 14000 de shilingi lunar făceau 7000 lei, dinainte de război. La București cheltuia mai mult iar la Londra cu ce îi dătea statul nu ajungeau banii. Concluzia era că în străinătate trăia din capitalul său. Hârtia prezintă urme de pliere. | Muzeul Național de Istorie a României, București                       | Cimec    |
|      | Textul discursului ministrului turc Tevfik Rușdi Bey | Datare: 15 octombrie 1933 Descoperit: Ankara. Dimensiuni: I=295 mm; LA=212 mm; Material: Hârtie cu filigran: Wellington Extra Strong, dactilografiere                                                                          | Textul discursului lui Tevfik Rușdi Bey, ministrul Afacerilor Străine al Turciei, susținut pe 15 octombrie 1933 la dineul oferit în onoarea ministrului român Nicolae Titulescu, aflat în vizită în Turcia. Textul dactilografiat pe 3 file, în limba franceză, a fost transmis prin telefon de Legația României din Ankara și face referiri la contribuția lui Titulescu la cauza păcii, la dezarmare și la definirea agresorului sau la aderarea la pactul Briand-Kellog. Vizita la Ankara era considerată că va servi la consolidarea prieteniei turco-română. Fără forme evidente de degradare. | Muzeul Național de Istorie a României, București                       | Cimec    |
|      | Programul ceremonialului vizitei lui Ferdinand și a Mariei la Guildhall London | Datare: 13 mai 1924 Descoperit: Londra. Dimensiuni: I=339 mm; LA=214 mm Material: Hârtie, cerneală tipografică, tipărire | Programul cu ceremonialul vizitei regelui și reginei României la Guidhall London în 13 mai 1924 este tipărit pe trei pagini în limba engleză. Ferdinand și Maria soseau la ora 13 întâmpinați de sunetul fanfarei de trompete și de Lordul Primar al Londrei și soția sa dar și de Prințul de Weles și membrii familiei regale. În sala Bibliotecii Primăriei Regelui Ferdinand i se va înmâna mesajul orașului Londra, într-o cutie din aur. Urmau dejunul și discursurile. Urme de pliere și rupturi. | Muzeul Național de Istorie a României, București                       | Cimec    |
|      | Procură - N. Titulescu | Datare: 4 iunie 1918 Descoperit: România Dimensiuni: I=340 mm; LA=210 mm Material: Hârtie, dactilografiere | Procură, copie dactilografiată, dată de N. Titulescu în 4 iunie 1918, la Iași, prin care dă depline puteri să-l reprezinte în țară și străinătate, următorilor avocați: N. Raicoviceanu, S. Silberman și N. Otescu. Toate comunicările judiciare și extrajudiciare se făceau la procuratorul S. Silberman din București. De asemenea, toți procuratorii aveau drepturi fie pe averea personală a lui N. Titulescu, fie pe averea soției asupra căreia avea drepturile soțului dotal. Textul este pe trei pagini (2 file) și amintește că procura a fost autentificată la Tribunalul Iași, secția a III-a la nr. 1798 din 4 iunie 1918. Pe prima pagină, cu cerneală scrie ” Dosar 7/1925 Trib. Ilfov. Hârtia prezintă pete și o îndoitură în colțul din dreapta jos. | Muzeul Național de Istorie a României, București                       | Cimec    |
|      | Scrisoare | Datare: 1940 Descoperit: România Dimensiuni: I=340 mm; LA=210 mm Material: Dactilografiere, hârtie | Scrisoarea dactilografiată având textul pe o pagină și jumătate (2 file) conține comunicarea făcută de Nicolae Raicoviceanu procuratorul lui Nicolae Titulescu, către Comisia pentru Verificarea Averilor Înalților Demnitari. Acesta anunță că Titulescu se afla de mai mulți ani în străinătate, în ultima perioadă fiind la Cannes, și că întâmpină unele greutăți în procurarea actelor și informațiilor despre averea sa pentru că unele se aflau în alte țări. Declarația sa va fi depusă la termen la Legația României de la Vichy, până la 26 octombrie 1940. Nu este semnată și datată. Fără forme evidente de degradare. | Muzeul Național de Istorie a României, București                       | Cimec    |
|      | Copie declarație de avere N. Titulescu | Datare: octombrie 1940 Descoperit: România Dimensiuni: I=271 mm; LA=210 mm Material: hârtie cu filigran: The Best Paper-J- Annonay, dactilografiere                                                                            | Documentul – copie cu adnotări și corecturi, referitoare la averea lui Nicolae Titulescu, activă și pasivă, dinainte de 1930, conform legilor din 7 și 23 septembrie 1940 privind verificarea averii înalților demnitari, are 15 pagini dactilografiate pe hârtie cu filigran the Best paper- J- Annonnay). Documentul prezintă: Activul și pasivul lui Nicolae Titulescu la 20 octombrie 1932; Activul și pasivul la 29 august 1936 când a părăsit guvernul; Situația patrimonială la 1916; Situația patrimonială azi (1940); Situația patrimonială a familiei lui N. Titulescu la ieșirea din guvern și astăzi (1940). Declarația de avere îi este adresată președintelui Comisiei pentru verificarea averii înalților demnitari. Hârtia este deteriorată în partea stângă (găuri de prindere cu ac). | Muzeul Național de Istorie a României, București                       | Cimec    |
|      | Scrisoare de înștiințare | Datare: 4 mai 1931 Descoperit: Bucure?ti. Dimensiuni: I=380 mm; LA=210 mm Material: Hârtie, cerneală, dactilografiere | Scrisoare prin care avocatul și consilierul juridic al Ministerului Afacerilor Străine, Nicolae Raicoviceanu este anunțat că este delegat să ia parte, ca expert juridic la Conferința româno-maghiară de la Sibiu în chestiunea Fundației Gojdu. Delegația română urma să aibă o consfătuire prealabilă în ziua de 6 mai, la Mitropolia Sibiu iar pe 7 mai era întâlnirea cu delegația maghiară. Textul a fost dactilografiat pe prima pagină a unui formular oficial de două file; pe reversul celei de a doua filă sunt făcute adnotări cu cerneală neagră. Documentul are antetul Ministerului Afacerilor de Externe, Direcțiunea economică; pe prima pagină are semnătura cu cerneală a lui Savel Rădulescu și ștampila ministerului, de asemenea, semnătura unui director. Hârtia a fost pliată în patru, este îngălbenită și are pete. | Muzeul Național de Istorie a României, București                       | Cimec    |
|      | Scrisoare de înștiințare | Datare: 22 iulie 1933 Descoperit: România. Dimensiuni: I=330 mm; LA=210 mm Material: Hârtie, cerneală, dactilografiere | Scrisoare dactilografiată pe un formular oficial de 2 file, datată 22 iulie 1933, prin care avocatul Nicolae Raicoviceanu membru în Diviziunea Juridică din Ministerul Afacerilor Străine este înștiințat de ministrul subsecretar de stat Savel Rădulescu că din 9 iunie 1933 Diviziunea se va numi Consiliu Juridic. În același timp Raicoviceanu și ceilalți membri ai Consiliului Juridic se vor numi consilieri juridici asimilați ca rang și retribuție cu miniștri plenipotențiari cls. I. Documentul este semnat cu cerneală albastră de Savel Rădulescu și de un alt director; are antetul Ministerului Afacerilor Străine Direcțiunea Personalului nr. 30543. Hârtia are marginile zdrențuite; rupturi cu pierderi de material; îngălbenită. | Muzeul Național de Istorie a României, București                       | Cimec    |
|      | Adeverință - scutire de rechiziție a locuinței | Datare: 29 martie 1947 Descoperit: Bucure?ti. Dimensiuni: I=330 mm; LA=210 mm Material: Hârtie, cerneală, dactilografiere. | Adeverință dactilografiată pe un formular oficial, din 29 martie 1947, emisă de Ministerul Afacerilor Străine, Direcțiunea Personalului, prin care se adeverește că Raicoviceanu Nicolae fiind consilier în Consiliul Juridic al ministerului, cu rang de Ministru Plenipotențiar este scutit de rechiziția locuinței. În calitatea pe care o avea, Raicoviceanu executa lucrări cu caracter confidențial la domiciliul său din Str. Gen. Berthelot nr. 43. Are ștampila Ministerului Afacerilor Străine, semnătura cu cerneală a lui Em. Popescu Consul General Director Adjunct și a șefului Diviziunii Personalului, M. Lupașcu. Există mai multe urme de pliere cu ruperea hârtiei, îndoituri; pete galbene și de murdărie. | Muzeul Național de Istorie a României, București                       | Cimec    |
|      | Invitație - N. Raicoviceanu la recepția pentru suveranii României de la Guildhall London | Datare: 13 mai 1924 Descoperit: Londra. Material: Carton, cerneală, tipărire, manuscris | Invitația lui Nicolae Raicoviceanu, la dejunul oferit pentru suveranii României de Consiliul Primăriei din Londra, la 13 mai 1924, are textul în limba engleză, pe un carton bleu, cu o dungă roșie oblică. În text se specifică nr. 104 al legitimației, numele, ora de prezentare, toaletele obligatorii pentru domni și doamne. Cu cerneală este scris în limba franceză: Monsieur N. Raicoviceanu. În partea dreaptă este semnătura lui Chaiman. Central, în partea de sus este stema timbrată a orașului Londra. Fără forme evidente de degradare. | Muzeul Național de Istorie a României, București                       | Cimec    |
|      | Plan cu aranjamentul meselor la recepția de la Guildhall London. | Datare: 13 mai 1924 Descoperit: Londra. Dimensiuni: I=312 mm; LA=500 mm; Material: Hârtie, tipărire | Planul detaliat al sălii privind aranjarea meselor și a locurilor invitaților, cu ocazia recepției date pentru Regele și Regina României în 13 mai 1924 al Guildhall London i-a fost oferit lui Nicolae Raicoviceanu care avea locul 22 la Masa nr. 1. În dreapta jos este semnătura pentru-City surveyor Guldhall, E. C. Are urme de pliere, murdărie și îngălbenire. | Muzeul Național de Istorie a României, București                       | Cimec    |
|      | Nicolae Iorga către profesorul Teodor Gilcescu | Datare: 1 ianuarie 1937 Descoperit: București Dimensiuni: I=201 mm; LA=125 mm; Material: Hârtie, cerneală, creion, Manuscris                                                                                                   | Scrisoarea-răspuns trimisă de Nicolae Iorga, la 1 ianuarie 1937, profesorului Teodor Gilcescu, directorul Liceului ”Tudor Vladimirescu” din Tg-Jiu, a fost scrisă cu cerneală neagră pe două file. Pe prima filă sunt câteva rânduri prin care N. Iorga își dă acceptul pentru reproducerea a tot ce dorea profesorul. Pe fila a doua este un text despre Tudor Vladimirescu despre care spune că a fost un urmaș al acelor boieri și boiernași olteni care au fost și tovarășii lui Litovoi, Bărbat, și Matei Voievod din Brâncoveni. Ambele texte sunt semnate. Pe prima pagină, cu creionul, scrie că scrisoarea a fost adresată profesorului Gilcescu. Hârtia are urme de pliere, pete. | Muzeul Național de Istorie a României, București                       | Cimec    |
|      | Pașaport diplomatic - Victor Iamandi | Datare: 7 februarie 1930 Descoperit: România. Dimensiuni: I=148 mm; LA=110 mm; Material: Hârtie, carton pânzat, cerneală, tipărire, lipire, ștanțare, manuscris                                                                | Pașaportul diplomatic bilingv, român-francez, Nr. 623, Seria A, emis la 7 februarie 1930, pe numele lui Victor Iamandi, Ministru de Justiție, conține 80 pagini, cu vize pe pe paginile 4, 5, 7, 9, și o fotografie sepia. Coperțile sunt îmbrăcate în vinil de culoare maron și inscripționate cu auriu: Royaume de Roumanie, stema regatului; Passeport diplomatique. În partea de jos coperta este decupată și pe fond alb, cu tuș negru scrie ”Son Excellence Monsieur Victor Iamandi”. În interior, sub fotografie este semnătura lui Iamandi, cu cerneală verde și mai jos a lui Ghe. Grigorcea secretarul general al Ministerului Afacerilor Străine. Pașaportul era valabil până în 7 februarie 1940. Desprins la cotor, în interior. | Muzeul Național de Istorie a României, București                       | Cimec    |
|      | Notă informativă- Valeriu Pop | Datare: 10 iulie 1941 Descoperit: București. Dimensiuni: I=297 mm; LA=208 mm; Material: Hârtie, dactilografiere. | Nota informativă secretă. Anexa nr. 58 întitulată „Cu privire la nulitatea Arbitrajului de la Viena”, semnată de Valeriu Pop, la 10 iulie 1941 este o copie având corecturile autorului. Pe o pagină și jumătate dactilografiată, Valeriu Pop spune că la 30 august 1940 protocolul de acceptare al arbitrajului a fost semnat numai de Mihail Manoilescu deși acceptul trebuia dat în mod colectiv. De asemenea, arbitrajul nu a fost ratificat și publicat în Monitorul Oficial, de aceea consideră că s-a creat o stare de fapt și nu una de drept astfel, pe viitor, se poate invoca nevalabilitatea arbitrajului. Hârtie îngălbenită și urme de pliere. | Muzeul Național de Istorie a României, București                       | Cimec    |
|      | Comunicatul Consiliului Permanent al Micii Înțelegeri | Datare: 14 septembrie 1934 Descoperit: Geneva. Dimensiuni: I=298 mm; LA=210 mm; Material: Hârtie cu filigran ”Machine a ecrire Pont de Claix”, dactilografiere.                                                                | Comunicatul Consiliului Permanent al Micii Înțelegeri, dat la Geneva în 14 septembrie 1934 se referă la ședințele care s-au ținut în zilele de 13 și 14 septembrie 1934 sub președinția lui Nicolae Titulescu. Textul în limba franceză, dactilografiat pe două file, se referă la: admiterea URSS la SDN, la Pactul Oriental, Chestiunea minorităților, problemele Europei Centrale și raportul Micii Înțelegeri cu Italia. Se considera că Mica Înțelegere practica relații amicale cu toate țările și o apropiere față de Franța și Italia. Hârtia are urme de pliere în zona centrală. | Muzeul Național de Istorie a României, București                       | Cimec    |
|      | Diplomă de licență în drept | Datare: 13 iunie 1925. Școală: Lito. Cartea Românească S.A. Bucure?ti. Descoperit: Iași. Dimensiuni: I=315 mm; LA=353 mm Material: Hârtie, cerneală, tuș, tipărire, manuscris.                                                 | Diplomă de licență în drept, Nr. 2481 eliberată de Ministerul Instructiunii si al Cultelor, Universitatea din Iasi, pe numele lui Stratulat Gheorghe, în 13 iunie 1925. Numele lui Stratulat Gheorghe este completat cu tuș negru iar semnăturile ministrului Secretar de stat, directorului învățământului secundar și superior și al decanului A. C. Cuza sunt cu cerneală neagră; rectorul universității a semnat cu cerneală albastră. De asemenea, mai sunt două ștampile ale universității și rectoratului dar și un timbru sec. Prezintă mai multe urme de pliere și rupturi ale hârtiei central și pe margini. | Muzeul Național de Istorie a României, București                       | Cimec    |
|      | Jurământ- ajutor de judecător | Datare: 24 mai 1920. Descoperit: Hârșova. Dimensiuni: I=339 mm; LA=208 mm Material: Hârtie, cerneală neagră | Manuscris-copie conținând pe o pagină jurământul de ajutor de judecător Stratulat Gheorghe, la Judecătoria Ocolului Rural Hârșova, Judetul Constanța și Procesul-Verbal al sedinței din 24 mai 1920. La ședința respectivă au asistat judecătorul C.P. Bucicov și grefierul Gh. Ionescu care au confirmat că George I. Stratulat a depus jurământul conform art. 77 din legea de organizare judecătorească. Pe revers s-a notat că documentul a fost trimis ministerului cu adresa nr. 4576 din 25 mai 1920. Textul a fost scris în întregime cu cerneală neagră. Hârtie cu urme de pliere, îngălbenită. Marginea din stânga este îndoită. | Muzeul Național de Istorie a României, București                       | Cimec    |
|      | Scrisoare Societatea Astronomică din Franța. | Datare: 27 aprilie 1923. Descoperit: Paris. Dimensiuni: I=206 mm; LA=134 mm; Material: Hârtie, cerneală, manuscris | Scrisoare manuscris trimisă de Leroy, trezorierul Societății Astronomice din Franța, magistratului Gheorghe I. Stratulat din București, la 27 aprilie 1923. Textul în limba franceză este scris cu cerneală neagră pe o pagină. În colțul din stânga are antetul Societății Astronomice din Franța. Scrisoarea se referă la prezentarea lui Stratulat în sedința din 2 mai 1923 a Societătii; achitarea cotizației de 15 franci la care se adaugă 5 franci, taxa de înscriere. În schimbul acestei sume va primi în mod gratuit si Buletinul Societății pe anii 1923 și 1924. Fără forme evidente de degradare. | Muzeul Național de Istorie a României, București                       | Cimec    |
|      | Foaie calificativă | Datare: 1920. Descoperit: România. Dimensiuni: I=340 mm; LA=208 mm Material: Hârtie, cerneală, manuscris. | Foaie calificativă-manuscris a ofițerului în rezervă, sublocotenent Stratulat Gheorghe, eliberată de Curtea Marțială a C2 Armată unde acesta a activat în calitate de grefier la Cabinetul de instrucție la Secția I-a, în perioada 7 iunie 1919-31 martie 1920. Textul este scris cu cerneală neagră pe două pagini și este însoțit de o copie, din epoca respectivă, scrisă cu cerneală verde, probabil din cauza deteriorării primului document, și se referă la propunerea de înaintare a lui Stratulat Gheorghe la gradul de locotenet în rezervă. Este semnat de Prim comisar Regal lt.colonel Al Vlădescu și adjutant sublt. Popescu. Hârtia este îngălbenită, friabilă; are urme de pliere, rupturi pe margini. | Muzeul Național de Istorie a României, București                       | Cimec    |
|      | Viză diplomatică - Legația Regală a Ungariei | Datare: 11 iulie 1936 Descoperit: Bucure?ti. Dimensiuni: I=351 mm; LA=238 mm Material: Hârtie, cerneală, tipărire, dactilografiere                                                                                             | Formular tipizat nr. 155/936 al Legației Maghiare de la București prin care s-a acordat viză diplomatică lui Nicolae Raicoviceanu consilier juridic la Ministerul Afacerilor Străine din România, în 11 iulie 1936. Are ștampila Legației Regale a Ungariei și semnătura cu cerneală neagră a reprezentantului Legației. Documentul prezintă urme de pliere. | Muzeul Național de Istorie a României, București                       | Cimec    |
|      | Toast ținut de Nicolae Filipescu Autor: Nicolae Filipescu | Datare: 1911 Dimensiuni: L: 17,7 cm; La: 11,2 cm Material: hârtie filigran | Documentul constituie textul toastului rostit în limba franceză de Nicolae Filipescu, în iulie 1911, în onoarea generalului japonez Nogi Maresuke. Acesta era considerat un erou al luptelor de la Port Artur. Omagiind personalitatea oaspetelui japonez Nicolae Filipescu spune că acesta a cunoscut toate bucuriile pe care le poate visa un ofițer: „emoțiile unei bătălii indecise, exaltarea victoriei și aclamațiile unui popor”. Filigran: „IMPERIAL MILL PAPER”. | Muzeul Național de Istorie a României, București                       | Cimec    |
|      | Scrisoare trimisă de Nicolae Filipescu Autor: Nicolae Filipescu | Datare: 1912 Dimensiuni: L: 18,2 cm; La: 13,6 cm Material: hârtie | Scrisoare pe trei pagini trimisă din străinătate, în vara anului 1912, de Nicolae Filipescu lui Timoleon Pisani. În scrisoare se fac câteva considerații care trebuiau avute în vedere de ziarul Epoca, atunci când va trata problema alegerii noului rector al Universității din București. Nicolae Filipescu se situează de partea ministrului conservator al Instrucțiunii și Cultelor contra profesorilor nemulțumiți de alegere. Este semnată de Nicolae Filipescu. | Muzeul Național de Istorie a României, București                       | Cimec    |
|      | Scrisoare trimisă de Nicolae Filipescu Autor: Nicolae Filipescu | Datare: 15 august (1913) Dimensiuni: L: 17,6 cm; La: 13,7 cm Material: hârtie | Scrisoare pe șase pagini trimisă din străinătate, la 15 august (1913), de Nicolae Filipescu lui Timoleon Pisani. Autorul îi recomandă acestuia să citească un articol din revista franceză L’Illustration. În articol se vorbește laudativ despre armata română în timpul celui de-al II-lea război balcanic. În scrisoare sunt criticate acțiunile lui Take Ionescu din timpul războiului. Acesta este considerat „amoral”. Filipescu îi cere lui Pisani să scoată o broșură în care să publice un discurs considerat „rușinos” rostit de Take Ionescu la Caracal. Este semnată de Nicolae Filipescu. | Muzeul Național de Istorie a României, București                       | Cimec    |
|      | Scrisoare trimisă de Nicolae Filipescu | Datare: 18 august (1909 ?) Descoperit: București. Dimensiuni: L=149 mm; LA=111 mm Material: Hârtie cu filigran, cerneală, scris de mână.                                                                                       | Scrisoare pe 3 pagini trimisă de Nicolae Filipescu, la 18 august (probabil anul 1909), lui Timoleon Pisani. Autorul face referire la un studiu publicat de C. Stere în „Viața Românescă”. Nicolae Filipescu nu este de acord cu conținutul studiului, recomandând inițierea unei „polemici ceva mai prelungite”. Scrisoarea este semnată N. Filipescu. Hârtie cu filigran: linii verticale paralele. Scrisoarea păstrează caracteristicile inițiale. | Muzeul Național de Istorie a României, București                       | Cimec    |
|      | Scrisoare trimisă de Nicolae Filipescu | Datare: 14 august (1909 ?) Descoperit: București. Dimensiuni: L=179 mm; LA=113 mm Material: Hârtie cu filigran, cerneală, scris de mână.                                                                                       | Scrisoare pe trei pagini trimisă de Nicolae Filipescu la 14 august (probabil anul 1909), din străinătate, lui Timoleon Pisani. Autorul își exprimă mirarea pentru faptul că ziarul „Adevărul” îl apără acum pe C. Stere, în timp ce în anul 1907, atunci când acesta era prefect de Iași îl critica pentru aceleași lucruri. Este semnată de Nicolae Filipescu. Hârtie cu filigran: „RENAGE,s MILL BANKNOTE PAPER”. Scrisoarea este pliată în două și are câteva îndoituri. | Muzeul Național de Istorie a României, București                       | Cimec    |
|      | Scrisoare trimisă de Nicolae Filipescu | Datare: 17 august 1909 Descoperit: București. Dimensiuni: L=149 mm; LA=111 mm Material: Hârtie cu filigran, cărbune, scris de mână.                                                                                            | Scrisoare pe patru pagini trimisă de Nicolae Filipescu lui Timoleon Pisani la 17 august 1909. A fost expediată probabil din localitatea Weisser Hirsch. Nicolae Filipescu este interesat de legislația privitoare la încurajarea micii industrii și îl roagă pe Pisani să caute un traducător din limba maghiară, deoarece dorește traducerea textului unei broșuri. De asemenea se fac aprecieri caustice la adresa liberalilor, care conform „generoșilor” se împart în „gheșeftari și în oameni cu idei sau cu sticleți”. Brătianu are sarcina să țină împreună aceste două grupări. Este semnată de Nicolae Filipescu. Scrisoarea păstrează caracteristicile inițiale. Este pliată în două. | Muzeul Național de Istorie a României, București                       | Cimec    |
|      | Scrisoare trimisă de Maria N. Filipescu | Datare: 17 iunie 1911 Descoperit: București. Dimensiuni: L=180 mm; LA=136 mm Material: Hârtie, cerneală, scris de mână. | Scrisoare pe trei pagini, trimisă din Pașcani la 17 iunie 1911 de Maria Filipescu (soția lui Nicolae Filipescu) lui Timoleon Pisani. Maria Filipescu îl roagă pe acesta să facă demersurile necesare în vederea obținerii unui bilet de tren gratuit dus-întors pe relația București-Brăila. Biletul era necesar unei persoane nevoiașe căreia Maria Filipescu îi plătea cazarea și tratamentul la Lacul Sărat. Este semnată Maria N. Filipescu. Scrisoarea prezintă câteva mici îndoituri și pete. Este pliată în două. | Muzeul Național de Istorie a României, București                       | Cimec    |
|      | Scrisoare trimisă de Nicolae Filipescu | Datare: Iulie 1911 Descoperit: București. Dimensiuni: L=177 mm; LA=113 mm Material: Hârtie cu filigran, cerneală, scris de mână.                                                                                               | Scrisoare pe o pagină, trimisă de Nicolae Filipescu lui Timoleon Pisani prin care îi cere să publice în ziarul ”Epoca”, traducerea toastului ținut de el în seara precedentă, în cinstea generalului japonez Nogi Maresuke. Filipescu sugerează ca eventual toastul să fie publicat și în „l, Independance roumaine”. Este semnată de Nicolae Filipescu. Filigran: ”...PAPER...,”. Scrisoarea prezintă două mici îndoituri și câteva pete. Este pliată în două. | Muzeul Național de Istorie a României, București                       | Cimec    |
|      | Scrisoare trimisă de Nicolae Filipescu | Datare: 1900- 1916 Descoperit: București. Dimensiuni: L=177 mm; LA=112 mm Material: Hârtie cu filigran, cerneală, scris de mână.                                                                                               | Scrisoare pe o pagină, nedatată (probabil anul 1911), trimisă de Nicolae Filipescu lui Timoleon Pisani în care se referă la un articol din ziarul „Epoca”. Articolul care făcea referire la persoana lui Nicolae Filipescu este caracterizat de acesta drept ”fără miez”. Este semnată: N. Filipescu. Filigran: „IMPERIAL MILL IVORY PAPER”. Scrisoarea își păstrează integritatea și caracteristicile inițiale. Câteva pete de cerneală. Este pliată în două. | Muzeul Național de Istorie a României, București                       | Cimec    |
|      | Scrisoare trimisă de Nicolae Filipescu | Datare: 30 iulie 1911 Descoperit: București. Dimensiuni: L=174 mm; LA=113 mm Material: Hârtie cu filigran, cerneală, scris de mână.                                                                                            | Scrisoare recomandată trimisă de Nicolae Filipescu lui Timoleon Pisani, din stațiunea balneoclimaterică Tobelbad - Austria la 30 iulie 1911. Nicolae Filipescu îl anunță de întoarcerea în țară, pe la Predeal și de oprirea la Sinaia. El îi solicită lui Pisani o serie de servicii și face mențiuni despre noile uniforme militare care au fost deja aprobate de regele Carol I. Are două pagini și este semnată de Nicolae Filipescu. Alături de scisoare este un fragment din plicul cu care a fost trimisă. Scrisoarea își păstrează integritatea și caracteristicile inițiale. Din plic se mai păstrează un fragment. | Muzeul Național de Istorie a României, București                       | Cimec    |
|      | Anunț pentru ziarul ”Epoca” | Datare: Ianuarie 1912 Descoperit: București. Dimensiuni: L=170 mm; LA=105 mm Material: Hârtie cu filigran, cerneală, scris de mână.                                                                                            | Anunț pentru ziarul „Epoca” scris de mână de către Nicolae Filipescu. Textul trebuia să aibă litere aldine mari și se referea la Nicolae Filipescu ministrul de Război în exercițiu. În această calitate el a ordonat la 8 ianuarie 1912 reprimarea unei manifestații antiguvernamentale organizate de liberali și takiști (conservatori). Fiind calificat în zilele următoare de presa opoziționistă drept ”asasin” Nicolae Filipescu își dă demisia și cere regelui să-l trimită în judecată la Curtea de Casație. Regele refuză cererea și respinge demisia. Documentul prezintă o mică ruptură și câteva îndoituri. | Muzeul Național de Istorie a României, București                       | Cimec    |
|      | Permis de liberă circulație pe CFR al lui Nicolae Iorga | Datare: 1934 Descoperit: România Dimensiuni: I=120 mm; LA=68 mm Material: Hârtie, carton, piele, hârtie fotografică, cerneală Tipărire, tăbăcire, imprimare                                                                    | Carte de liberă circulație pe CFR aparținând în calitate de parlamentar lui N. Iorga, senator de drept; permisul are coperți din piele, imprimate cu litere aurii, în partea superioară însemnul CFR (o roată de tren cu două aripi); în interior documentul are următoare specificație: seria E nr. 0453, clasa I-a, distanța în kilometri 3000, costul 42 360 lei, valabil pe toate liniile CFR de la 1 ianuarie 1934 până la revocare și numele cu cerneală; poartă fotografia alb-negru a destinatarului văzut din față, Nicolae Iorga purtând colanul Ordinul Ferdinand; la cotor se vede o gaură (probabil de glonț). Hârtia este îngălbenită; cerneală decolorată; fotografia dezlipită. La cotor este o gaură. | Muzeul Național de Istorie a României, București                       | Cimec    |
|      | Abonament Nicolae Iorga pe liniile de navigație fluvială română | Datare: 1939 Descoperit: România Dimensiuni: I=75 mm; LA=110 mm Material: Carton Tipărire | Abonament pe toate liniile de navigație fluvială română, eliberat în 1939, nr. 248, clasa I-a pe numele senatorului Nicolae Iorga. În partea dreaptă este un timbru sec cu legenda circulară: Navigația Fluvială Română și stema României, în mijloc. Deasupra este o ancoră și inițialele N.F.R. Central, în partea de sus, cu litere roșii, scrie „Navigațiunea Fluvială Română”. Pe spatele abonamentului se află însemnări în creion ale lui Nicolae Iorga; legitimația se afla în portofelul lui Nicolae Iorga, purtat de savant în momentul asasinării sale în noaptea de 27/28 noiembrie 1940; are o o gaură-lateral stânga-posibil urmă de glonț. Prezintă pete și o gaură fără pierdere de material. | Muzeul Național de Istorie a României, București                       | Cimec    |
|      | Permis de intrare la Biblioteca Națională din Paris pe numele Nicole Iorga | Datare: 1936 Descoperit: Paris Dimensiuni: I=88 mm; LA=114 mm Material: Carton, tuș, hârtie fotografică, metal. Tipărire, fotografiere, manuscris.                                                                             | Permisul de intrare la Biblioteca Națională din Paris având viza anuală pe anul 1936, i-a aparținut lui Nicolae Iorga. În partea stângă are o fotografie alb- negru prinsă în colțuri cu cleme metalice; peste ea a fost aplicată o ștampilă roșie. Cu tuș negru au fost completate: profesia, titlurile și adresa din Paris. Pe spatele permisului este viza anuală pe anul 1936 și instrucțiuni pentru cititori și câteva însemnări ale lui Iorga, cu creionul. Lateral stânga prezintă o gaură (posibil urmă de glonț). Lateral stânga are o gaură. | Muzeul Național de Istorie a României, București                       | Cimec    |
|      | Filă cu versuri scrise de Nicolae Iorga | Datare: Deceniile III- IV ale secolului al XX-lea Descoperit: România. Dimensiuni: I=129 mm; LA=200 mm Material: Hârtie, creion. Manuscris                                                                                     | Manuscris – versuri (două strofe), fără titlu, scrise cu creionul de Nicolae Iorga și nedatate. Primul volum de poezii al lui N. Iorga a apărut în 1893; pe parcursul vieții sale au fost publicate în total 5 volume. Ultimul volum: ”Toate poeziile lui N. Iorga”, I-II, a apărut la Vălenii de Munte în 1939-1940. Alte poezii au fost publicate în diferite reviste. Prezintă forme evidente de degradare: hârtie îngălbenită, ruptă, pliată, șifonată. | Muzeul Național de Istorie a României, București                       | Cimec    |
|      | Scrisoare de pe front | Datare: 14 februarie 1945 Descoperit: Cehoslovacia. Dimensiuni: I=175 mm; LA=206 mm Material: Hârtie, cerneală. Manuscris | Scrisoare trimisă de căpitanul T.R. Pană Ivan de pe frontul din Cehoslovacia, secretarul companiei comandă din Reg. 19 Infanterie prin care mama soldatului Petru Ștefan este anunțată de decesul fiului ei care fusese soldat-ordonanță la Slt. Pârvănescu. Soldatul Petru Ștefan a căzut la datorie în ziua de 12 februarie 1945 în luptele de la luptele de la Brezneo-Cehoslovacia. În același timp mama este anunțată că i se va retrimite ultima scrisoare pe care ea o trimisese fiului. Scrisoarea este scrisă cu cerneală pe o jumătate de pagină de caiet, este datată 14 februarie 1945 și semnată. În partea de sus are o ștampilă roșie a Bibliotecii Muzeului Militar. Hârtia este pliată în mai multe locuri, ruptă, pătată; cerneala decolorată. | Muzeul Național de Istorie a României, București                       | Cimec    |
|      | Manuscris Mihail Sadoveanu- Prefață la ”Hanul Ancuței” | Datare: 1953 Descoperit: România Dimensiuni: I= 195 mm; LA=115 mm Material: Hârtie, cerneală. Manuscris | Manuscris cu cerneală albastră, pe două file, din prefața la “Hanul Ancuței“, pentru ediția (din 1953) în limba franceză. Prima pagină conține un text în care Mihail Sadoveanu povestește că Hanul Ancuței a existat în realitate și că dacă mama sa nu i-ar fi povestit despre împrejurimi oamenii de odinioară totul ar fi fost uitat. De aceea cărticica scrisă cu un sfert de veac în urmă (1928) va aminti altor oameni de locurile din apropiere de Roman. A doua filă conține două note de subsol și încă două rânduri pe avers. Fără forme evidente de degradare. | Muzeul Național de Istorie a României, București                       | Cimec    |
|      | Scrisoare J. C. Blondel | Datare: 10 ianuarie 1934 Descoperit: Vence. Franța. Dimensiuni: I=269 mm; LA=210 mm Material: Hârtie Manuscris | Scrisoare cu plic, trimisă lui Nicolae Titulescu de Jean Camille Blondel fostul ambasador al Franței în România în perioada 1907-1916. Scrisoarea are 2 pagini mss. cu cerneală neagră, în limba franceză și a fost trimisă pe 10 ianuarie din Vence Mas de l Ora. Fostul ambasador în România îl felicită pe Titulescu pentru numirea sa ca Ministru al Afacerilor Străine și crede că va aduce guvernului și regelui cele mai avizate servicii. De asemenea, își amintește de zilele când discuta cu Titulescu la Capșa probleme juridice. Plicul are 2 timbre franțuzești și ștampilele Poștei din Vence. Hârtia prezintă urme de pliere. | Muzeul Național de Istorie a României, București                       | Cimec    |
|      | Carnet școlar - Ștefănescu Sabba | Datare: 1917 - 1919 Descoperit: Paris. Dimensiuni: I=244mm; LA=188 mm Material: Hârtie, carton, mătase, cerneală. Tipărire, manuscris                                                                                          | Livret școlar pe numele Ștefănescu Sabba, cu situația școlară a elevului, de la liceul St. Louis din Paris-Secția Științe, pe anii 1917-1919. Conține 6 file tipărite și manuscris în limba franceză. Pe prima filă, cu cerneală neagră, sunt completate numele, locul și data nașterii. Pe fila a doua sunt dispoziții referitoare la livretul școlar urmat de rezultatele examenelor. Pe filele 5 și 6 este situația la clasa de matematică pe anul 1919. Coperțile cartonate, sunt îmbrăcate cu mătase gri. Pe prima copertă apare scris ”Libraire Vuibert”. Hârtia este îngălbenită, cerneala decolorată; pe coperți sunt urme de scriere cu creionul. | Muzeul Național de Istorie a României, București                       | Cimec    |
|      | Diplomă de membru al Societății Astronomice a Franței | Datare: 14 iunie 1923 Descoperit: Franța. Material: Hârtie, tuș. Tipărire, manuscris | Diplomă de membru titular al Societății Astronomice a Franței, acordată în ședința din 13 iunie 1923 lui Gheorghe Stratulat; pe o pagină tipărită în limba franceză sunt completate cu tuș negru numele lui Stratulat, semnăturile secretarului societății Flammarion și al președintelui - prințul Bonaparte și data de 14 iunie 1923. Textul este încadrat de un chenar liniar cu ghirlande de flori în colțurile de sus; central este o medalie avers/revers suprapuse între ramuri de lauri. Era medalia Societății creată de celebrul artist francez Alphee Dubois. Hârtia prezintă rupturi pe margini. | Muzeul Național de Istorie a României, București                       | Cimec    |
|      | Invitație Crucea Roșie Franceză | Datare: 16 februarie 1939 Descoperit: Paris Dimensiuni: I=113 mm; LA=174 mm Material: Hârtie, cerneală Tipărire, manuscris | Invitație a Președintelui Crucii Roșii Franceze, Marquis de Lillers, trimisă ambasadorului României în Franța, Gheorghe Tătărescu, cu ocazia comemorării, la Biserica Notre Dame din Paris, a soldaților marinari și infirmieri francezi morți pentru patrie. În ziua de 23 februarie 1939 va avea loc serviciul religios susținut de cardinalul Verdier, arhiepiscop al Parisului. În partea dreaptă cucerneală neagră scrie: ”16 II 1939. Se deleagă col. Teodorini” și semnătura lui Tătărescu. Prezintă urme de pliere. | Muzeul Național de Istorie a României, București                       | Cimec    |
|      | Memoriu Eugen Cernătescu | Datare: 1944- 1945 Descoperit: România. Dimensiuni: I=296 mm; LA=210 mm Material: Hârtie Dactilografiere | Momoriul de activitate în Franța al secretarului cultural al României al Legației României la Lyon, Eugen Cernătescu, conține 3 file dactilografiate și se referă la contactul cu personalitățile cultural-artistice refugiate de la Paris și la activitățile Legației în perioada 25 septembrie-14 februarie 1943. Împreună cu Elena Văcărescu și Mircea Vulcănescu au fost organizate schimburi muzicale radiofonice, festivaluri și expoziții. De asemenea, s-a acționat pentru punerea în valoare a prezenței românești în opera celebrului pictor Henri Matisse cu care Cernătescu era în strânse relații de prietenie. A fost rechemat de Antonescu. La 11 noiembrie 1943 trupele germane au intrat în Lyon. Prezintă rupturi pe margini; hârtia este friabilă. | Muzeul Național de Istorie a României, București                       | Cimec    |
|      | Act de acuzare în Procesul Partidului Național Țărănesc | Datare: 23 octombrie 1947 Descoperit: România. Dimensiuni: I= 294 mm; LA=207 mm Material: Hârtie Dactilografiere | Prima pagină din Raportul introductiv al actului de acuzare susținut la Procesul Partidului Național Țărănesc de col. magistrat Georgescu Alexandru, Prim Procuror al Tribunalului Militar al Regiunii Militare în 23 octombrie 1947. Cei 19 acuzați: Iuliu Maniu, Ion Mihalache, Nicolae Penescu, Nicolae Carandino, Ilie Lazăr, Grigore Niculescu Buzești, Grigore Gafencu, Alexandru Cretzeanu, Constantin Vișoianu, Victor Rădulescu Pogoneanu, Emil Oprișan, Florin Roiu, Emil Lăzărescu, Camil Demetrescu, Vasile Serdici, Radu Niculescu Buzești, Ion Mocsony-Styrcea, Col. Ștefan Stoica, Lt. col. Dumitru Stătescu erau considerați dușmani ai poporului, slugi ale capitalismului, complotiști împotriva statului etc. Textul care cuprinde și începutul capitolului VIII este o copie făcută pentru Grigore Gafencu care se afla în exil în momentul procesului. Hârtia prezintă rupturi pe margini. | Muzeul Național de Istorie a României, București                       | Cimec    |
|      | Moțiunea „Tinerimea Național Liberală” | Datare: 8 februarie 1931 Descoperit: România. Dimensiuni: I= 336 mm; LA=210 mm Material: Hârtie cu filigran” St. Mary Cray Kent”, tuș. Manuscris                                                                               | Moțiunea „Tinerimea liberală” adresată lui I. G. Duca cu ocazia alegerii acestuia în funcția de președinte al PNL, are 3 file: 1 pagină, cu text din care rezultă că în data de 8 februarie 1931 s-a ținut o ședință solemnă unde a fost aclamată alegerea unanimă a președintelui I. G. Duca; restul paginilor conțin semnăturile tinerimii liberale. Textul este manuscris cu tuș negru și semnat de Ion Pillat. Printre alte semnături sunt cele ale lui Mircea Djuvara, Popovici Andrei, etc. Pe fila a treia, stânga jos scrie I.C. Filitti. Filele au fost prinse cu ață albă, ultima fiind desprinsă. Hârtia este îngălbenită, pătată, ultima filă s-a desprins. | Muzeul Național de Istorie a României, București                       | Cimec    |
|      | Scrisoare: Valer Pop către Constantin Paraschivescu-Bălăceanu. | Datare: 6 ianuarie 1958 Descoperit: București. Dimensiuni: l=191 mm; LA=145 mm Material: Hârtie, cerneală. Manuscris | Scrisoare adresată de Valeriu Pop, avocat, fost ministru, lui Constantin Paraschivescu- Bălăceanu, avocat, Președintele Asociației Juriștilor din R.P.R. referitor la misiunea care a avut-o la Viena în 1940 și la atitudinea sa de a refuza semnarea arbitrajului. El explică, mai departe, că gestul său a influențat favorabil Conferința de Pace de la Paris căci Ungaria nu a putut invoca consimțământul valabil al României pentru cedarea Ardealului de Nord. Pentru cunoașterea reală a celor petrecute la Viena îi trimite copia unui act confidențial de atunci; o filă mss. cu cerneală albastră, datat București, 6 ianuarie 1958 și semnat: ”Valer Pop, avocat pensionar, fost demnitar.” | Muzeul Național de Istorie a României, București                       | Cimec    |
|      | Manuscris- Maruca Enescu despre George Enescu. | Datare: A doua jumătate a secolului al XX-lea. Descoperit: Franța. Dimensiuni: I=270 mm; LA=224mm Material: Hârtie cu filigran ”Original Writing Paper”, cerneală, manuscris                                                   | Manuscris pe 4 file de bloc-notes, scris în limba franceză, de Maruca Enescu despre George Enescu, intitulat: ” Portrait Souse du Passe”. Pe fila 4 are scris cu creion roșu ”note1”. Nu este semnat și datat. Fragmentul face parte din manuscrisul memoriilor publicate la Paris, în 1955 de Maruca Enescu. De asemenea, acest fragment apare tradus în 2000 de Elena Bulai în lucrarea: ” Umbre și lumini. Amintirile unei prințese moldave”, Onești, 2000. | Muzeul Național de Istorie a României, București                       | Cimec    |
|      | Manuscris Maruca Enescu. | Datare: Deceniul VI al secolului al XX-lea. Descoperit: Fran?a. Dimensiuni: I=270mm; LA=224 mm Material: Hârtie cu filigran” Original Writing Paper”,cerneală, creion roșu, manuscris                                          | Manuscris în limba franceză, având 2 file, scrise cu ceneală albastră având paragrafele: „Flots et Cieux”, ”Aigle au Albatros”, ”Le Cygne”,” Decor”scrise de Maruca Enescu, referitoare la George Enescu. Pe prima pagină are o adnotare cu creion roșu. Fragmentele acestea au fost inserate într-o carte cuprinzând memoriile ei, publicată la Paris, în 1955. Un exemplar al acestei lucrări a fost tradus de Elena Bulai și publicat în 2000 sub titlul: ”Umbre și lumini. Amintirile unei prințese moldave.” | Muzeul Național de Istorie a României, București                       | Cimec    |
|      | Telegramă trimisă lui Nicolae Titulescu la moartea regelui Alexandru al Jugoslaviei | Datare: 11 octombrie 1934. Descoperit: România. Dimensiuni: I=145mm; LA=250mm Material: Hârtie Dactilografiere | Telegramă de condoleanțe, formular tipizat, dactilografiat adresat lui Nicolae Titulescu, Ministru de Externe al României, la moartea regelui Alexandru al Jugoslaviei; a fost trimisă de Uniunea Foștilor Voluntari Români la 11 octombrie 1934. Uniunea îl roagă pe Titulescu să permită participarea unei delegații alcătuită din trei membri, la Belgrad, la înmormântarea regelui Alexandru, comandantul și protectorul voluntarilor jugoslavi care au luptat alături de români în luptele din Dobrogea, din timpul primului război mondial. | Muzeul Național de Istorie a României, București                       | Cimec    |
|      | Scrisoare -Societatea Elenă Amicii Păcii către Nicolae Titulescu. | Datare: 3 mai 1934 Descoperit: Atena. Dimensiuni: I=280 mm; LA=216 mm Material: Hârtie, cerneală. Dactilorafiere, manuscris.                                                                                                   | Scrisoare dactilografiată în limba franceză, pe trei file, cu plic, trimisă lui Nicolae Titulescu de Societatea Elenă Amicii Păcii, Grupul elenic al Conferinței Balcanice în 3 mai 1934. Toate cele trei file au antetul în limba greacă și limba franceză. Scrisoarea reclamă intervenția lui Titulescu în reglementarea problemei legate de exercitarea profesiei de agent sau furnizor de vapoare de către greci. Reclamă măsura prin care întreprinzătorii și birourile srăine în România au fost obligate să admită în personalul lor români în proporție de 85%. Este semnată olograf de A Papanastasiou. Plicul are trei timbre grecești și trei ștampile și antetul societății. | Muzeul Național de Istorie a României, București                       | Cimec    |
|      | Scrisoare - Ambasadorul României în Ungaria către Nicolae Titulescu. | Datare: 21 mai 1934 Descoperit: Budapesta. Dimensiuni: I=265 mm; LA=200mm Material: Hârtie. Dactilografiere. | Scrisoare dactilografiată pe două file, cu plic, trimisă lui Nicolae Titulescu de Grigorcea, reprezentantul Legației Regale a României în Ungaria. Reclamă faptul decizia B.N.R. și a Ministerului de Externe de a se plăti apuntamentele în valuta țării în care se află Legația, și nu în franci francezi, ca până atunci, dezavantajează Legațiunile din Europa Centrală; iar unele Legații vor fi plătite în valuta forte pentru că aceea este moneda din țara respectivă. El cere ajutorul lui Titulescu să intervină pentru a rămâne în vigoare vechile dispoziții. Este semnată olograf cu cerneală neagră. Pe prima filă este stema Regatului și titulatura Legaței; acestea apar și pe spatele plicului | Muzeul Național de Istorie a României, București                       | Cimec    |
|      | Scrisoare cu plic trimisă lui Nicolae Titulescu. | Datare: 29 ianuarie 1934 Descoperit: România. Dimensiuni: I=212 mm; LA=172 mm Material: Hârtie, cerneală. Dactilografiere, manuscris.                                                                                          | Scrisoare cu plic trimisă lui Nicolae Titulescu de Comitetul pentru volumul omagial” Dr. Ed. Benes și Mica Înțelegere”. Pe 4 pagini dactilografiate în limba franceză comitetul, alcătuit din: B. Tcholok Antitch -ministrul Yugoslaviei la București, Savel Rădulescu- subsecretar de stat la Ministerul Afacerilor Străine-președinte, Eugen Filotti ministru plenipotențiar-secretar, Jan Seba ministrul Cehoslovaciei la București, solicită lui Titulescu un articol și o fotografie pentru publicarea volumului omagial dedicat activității lui Ed. Benes, la împlinirea vârstei de 50 ani. Este semnat cu cerneală de membrii Comitetului, este datat și are antetul în limba română, sârbă și cehă. Plicul are pe verso are un timbru sec cu stema Cehoslovaciei și inscripție cehă | Muzeul Național de Istorie a României, București                       | Cimec    |
|      | Programul reuniunii Consiliului Antantei Balcanice, octombrie 1934 | Datare: 26 octombrie- 1 noiembrie 1934. Descoperit: Ankara. Dimensiuni: I=320 mm, LA=216 mm Material: Hârtie Dactilografiat | Programul a fost stabilit cu ocazia reuniunii Consiliului Antantei Balcanice la Ankara, în perioada 26 octombrie- 1 noiembrie 1934. Este dactilografiat în limba franceză, pe 5 pagini, de către Ministerul Afacerilor Străine din Republica Turcă. Pe prima pagină este programul vizitelor ce urmau a fi făcute de Nicolae Titulescu; pe pagina a doua -programul ministrului de externe al Greciei Maximos și al ministrului economiei Pesmazoglou; pe pagina a treia -programul ministrului adjunct de externe al Jugolaviei. Pe paginile 4 și 5 este programul comun. Coperțile sunt din hârtie albă. | Muzeul Național de Istorie a României, București                       | Cimec    |
|      | Scrisoare trimisă de Nicolae Filipescu lui Timeon Pisani Autor: Filipescu, Nicolae | Datare: 15 august 1900 Dimensiuni: lungime = 17,5 cm; lățime = 11,3 cm Material: hârtie | Documentul este o scrisoare pe care Nicolae Filipescu i-o trimite de la Paris, la 15 august 1900, lui Timeon Pisani și prin care îl anunță pe acesta din urmă că îi cedează proprietatea asuprea ziarului „Epoca”, cu toate drepturile și îndatoririle care decurg din aceasta. Singura condiție pusă de Nicolae Filipescu este ca noul proprietar să păstreze linia politică a partidului conservator și fidelitate față de conducere. Este scrisă pe două pagini și poartă semnătura lui Nicolae Filipescu. Cedarea s-a făcut în condițiile în care Nicolae Filipescu urma să ocupe postul de ministru al Domeniilor în noul guvern conservator condus de Petre P. Carp. | Muzeul Național de Istorie a României, București                       | Cimec    |
|      | Scrisoare trimisă de Nicolae Filipescu lui Timoleon Pisani Autor: Filipescu, Nicolae | Datare: 1905 Dimensiuni: lungime = 17,5 cm; lățime = 11,1 cm Material: hârtie; hârtie cu filigran | Documentul este o scrisoare pe care Nicolae Filipescu i-o trimite lui Timeon Pisani, directorul ziarului conservator Epoca. Autorul îi cere lui Pisani să afle cu discreție firele unei afaceri necurate din justiție. În această afacere era implicat ministrul conservator de Justiție, Alexandru Bădărău. Ministrul Bădărău numise ca procuror la Buzău o persoană dată în judecată pentru bătaie chiar de tribunalul acelui oraș. Scrisoarea este semnată de Nicoale Filipescu. Pe ultima pagină sunt câteva notițe scrise cu creionul. Decorul cu filigran reprezintă un trunchi de copac în secțiune longitudinală. | Muzeul Național de Istorie a României, București                       | Cimec    |
|      | Scrisoare trimisă de Nicolae Filipescu lui Timoleon Pisani Autor: Filipescu, Nicolae | Datare: 1905 Dimensiuni: lungime = 17,9 cm; lățime = 11,2 cm Material: hârtie; hârtie cu filigran | Documentul este o scrisoare pe care Nicolae Filipescu i-o trimite lui Timeon Pisani, directorul ziarului conservator Epoca. În scrisoare se face referire la sosirea în țară a lui Tache Ionescu. Acesta a fost chemat probabil de ministrul de Justiție, Alexandru Bădărău, pentru a-l ajuta în susținerea în fața regelui a listei cu propuneri pentru numirile la Curtea de Casație. Se mai adaugă și faptul că și primul ministru Gheorghe Cantacuzino are o listă diferită de cea lui Bădărău. În continuare se face referire la polemica cu ziarul „Adevărul”. Scrisoarea este semnată de Nicolae Filipescu. Hârtia este cu filigran fiind decorată cu linii verticale paralele. | Muzeul Național de Istorie a României, București                       | Cimec    |
|      | Notiță scrisă de Nicolae Filipescu Autor: Filipescu, Nicolae | Datare: 1905 Dimensiuni: lungime = 17,5 cm; lățime = 10 cm Material: hârtie; hârtie cu filigran | Documentul este o notiță de două pagini scrisă de Nicolae Filipescu, probabil în anul 1905. Autorul se referă cu indignare la atitudinea lui Take Ionescu. Cel din urmă a apostrofat un grup de deputați care l-au aplaudat pe Alexandru Marghiloman după discursul patriotic al acestuia legat de problema macedoneană. Notița este scrisă în tren de Nicolae Filipescu. | Muzeul Național de Istorie a României, București                       | Cimec    |
|      | Scrisoare trimisă de Nicolae Filipescu lui Timoleon Filipescu Autor: Filipescu, Nicolae | Datare: 1905 Dimensiuni: lungime = 17,5 cm; lățime = 10 cm Material: hârtie; hârtie cu filigran | Documentul este o scrisoare pe care Nicolae Filipescu o trimite lui Timoleon Pisani, directorul ziarului conservator „Epoca”. Autorul își exprimă revolta față de starea precară a armatei și față de o nouă amânare a manevrelor militare. Se menționează că ofițerii sunt extrem de nemulțumiți de această situație. În continuare îi sunt transmise lui Pisani o serie de indicații privind atitudinea pe care ziarul „Epoca” trebuie să o adopte în polemica cu „Adevărul”. Scrisoarea este semnată de Nicolae Filipescu. Hârtia este filigranată fiind decorată cu un trunchi de copac în secțiune longitudinală. | Muzeul Național de Istorie a României, București                       | Cimec    |
|      | Scrisoare trimisă de Nicolae Filipescu lui Timoleon Filipescu Autor: Filipescu, Nicolae | Datare: 3/16 septembrie 1905 Dimensiuni: lungime = 17,5 cm; lățime = 11,2 cm Material: hârtie; hârtie cu filigran | Documentul este o scrisoare pe care Nicolae Filipescu o trimite lui Timoleon Pisani, directorul ziarului conservator „Epoca”. Autorul își exprimă regretul pentru că l-a nedreptățit pe ziaristul Mihai Papamihailopol. Pisani este rugat să aibă grijă ca ziarul „Epoca” să țină cont de acest lucru. Scrisoarea este însoțită de un mic plic în care a fost expediată și care are ștampila oficiilor poștale din Sinaia și din București. Este semnată de Nicoale Filipescu. Hârtia este filigranată și decorată cu un trunchi de copac în secțiune longitudinală. | Muzeul Național de Istorie a României, București                       | Cimec    |
|      | Scrisoare trimisă de Nicolae Filipescu lui Timoleon Filipescu Autor: Filipescu, Nicolae | Datare: 3 septembrie 1905 Dimensiuni: lungime = 17,5 cm; lățime = 11,1 cm Material: hârtie; hârtie cu filigran | Documentul este o scrisoare pe care Nicolae Filipescu o trimite lui Timoleon Pisani, directorul ziarului conservator „Epoca”. Autorul îi solicită lui Pisani să procure partiturile operetelor „Niniche”, „Mam’zellee Nitouche” și „Lili”. Este semnată de Nicolae Filipescu. Hârtia este filigranată fiind decorată cu un trunchi de copac în secțiune longitudinală. | Muzeul Național de Istorie a României, București                       | Cimec    |
|      | Scrisoare Chaim S. Schor către Gheorghe Mârzescu | Datare: 1 ianuarie 1921 Descoperit: București. Dimensiuni: I=267 mm, LA=206 mm Material: Hârtie dictando cu filigran, cerneală neagră. Dactilografiere, manuscris                                                              | Scrisoarea dactilografiată pe o pagină, trimisă la Iași, în 1 ianuarie 1921, lui Gheorghe Mârzescu, de către Prim-Rabinul din București Chaim S. Schor, conține felicitări și urări de bine cu ocazia Anului Nou. În colțul din stânga este antetul Prim-Rabinului Chaim S. Schor. Semnătura rabinului este cu cerneală neagră. În partea de jos este inscripționat cu cerneală neagră: ”Excelenței Sale Domnului Gh. Mârzescu. Fost Mârzescu etc. Iași”. În colțul din stânga este tipărit: 12339 Socec. Hârtia prezintă urme de pliere. | Muzeul Național de Istorie a României, București                       | Cimec    |
|      | Scrisoare Nicolae Titulescu către Nicolae Raicoviceanu | Datare: 11 iunie 1919 Descoperit: Fran?a. Dimensiuni: I=197 mm; LA=127 mm Material: Hârtie, cerneală neagră. Manuscris. | Scrisoarea lui Nicolae Titulescu către avocatul Nicolae Raicoviceanu are 6 pagini manuscris, pe hârtie de culoare gri cu antet NT pe fiecare filă; este datată 11 iunie 1919 și semnată. Conține aprecieri despre șederea de 1 an, la Paris și de convingerea că a putut fi de folos țării dar și de constatarea că românii sunt puțin cunoscuți în străinătate și că la Conferința de pace s-au făcut greșeli. Are o referire și la prețul expropierii moșiei sale și este de părere ca suprafața respectivă să fie dată în dijmă celor mai săraci țărani ca să aibă și ei un profit, nu numai arendașii. Hârtie pliată pe mijloc fără alte forme de degradare. | Muzeul Național de Istorie a României, București                       | Cimec    |
|      | Scrisoarea lui Nicolae Titulescu către Nicolae Raicoviceanu | Datare: 18 iunie 1919 Descoperit: Londra. Dimensiuni: I=197 mm; LA=127 mm Material: Hârtie, cerneală neagră. Manuscris | Scrisoarea lui Nicolae Titulescu către Nicolae Raicoviceanu are 8 pagini manuscris cu cerneală neagră, și antet NT; pe ultima pagină scrie Londra 18 iunie (fără an) și semnătura lui Titulescu. Se referă la Take Ionescu care va pleca pe 20 iunie în țară și dorește ca acesta să fie ajutat deoarece este unul din cele 3-4 capete luminate din politica externă mondială. Take Ionescu a propus un arbitru amical în locul Conferinței, în chestiunea Banatului. Titulescu este de părere că România trebuie să depindă cât mai puțin de alții și credea în dezvoltarea economiei naționale. Hârtie cu urme de pliere fără alte forme de degradare. | Muzeul Național de Istorie a României, București                       | Cimec    |
|      | Scrisoare Nicolae Titulescu către Nicolae Raicoviceanu. | Datare: 30 martie 1920 Descoperit: Paris. Dimensiuni: I=207; LA=136 mm Material: Hârtie, cerneală albastră; Manuscris | Scrisoarea manuscris trimisă de Nicolae Titulescu lui Nicolae Raicovicianu are 22 pagini și antetul ”Hotel Chatham Paris” în colțul din stânga. Conține mai multe capitole, numerotate de la A la F, explicate printr-un P.S. El se referă la situația cursurilor de la Facultatea de drept; acceptul pentru funcția de ambasador la Londra; problema păcii după război și părerea că nimeni nu se gândește la statele mici. De asemenea a aflat că 600 milioane bonuri de valori românești sunt la samsari. Într-un alt capitol ”Diverse” dă indicații pentru succesiunea Burcă. Plicul are antetul hotelului și adresa lui Raicoviceanu. Hârtia are urme de pliere pe mijloc și două perforații pe latura de sus a fiecărei pagini; plicul are forme evidente de degradare: rupturi și pierderi de material, perforații. | Muzeul Național de Istorie a României, București                       | Cimec    |
|      | Scrisoare Nicolae Titulescu către Nicolae Raicoviceanu | Datare: 10 aprilie 1923 Descoperit: Monte Carlo. Dimensiuni: I=181 mm; LA=148 mm Material: Hârtie, cerneală neagră. Manuscris                                                                                                  | Scrisoarea manuscris adresată de Nicolae Titulescu lui Nicolae Raicovicianu, de la hotelul ”Riviera Palace” Monte Carlo în 10 aprilie 1923, are 4 pagini mss., și un plic. Hârtia de culoare gri are antetul ”Riviera Palace. Monte Carlo”; textul este scris cu cerneală neagră; semnătura și datarea sunt pe ultima pagină. Titulescu îl anunță că va pleca la Geneva pentru a apăra România în chestiunea exproprierilor ungurilor din Transilvania, la Liga Națiunilor. Plicul are adresa, în limba franceză, a avocatului Nicolae Raicoviceanu din București; pe spate este un sigiliu în ceară roșie cu inițialele AP. Scrisoarea prezintă urme de pliere; plicul are o porțiune decupată, pe față. | Muzeul Național de Istorie a României, București                       | Cimec    |
|      | Scrisoare Nicolae Titulescu către Nicolae Raicoviceanu | Datare: 8 ianuarie 1923 Descoperit: Londra. Dimensiuni: I=256 mm; LA=202 mm Material: Hârtie galbenă cu filigran, cerneală neagră, ceară. Manuscris                                                                            | Scrisoarea manuscris a lui Nicolae Titulescu către N. Raicovicianu, are 8 pagini și plic cu două sigilii în ceară roșie ale Legației române din Londra. Este datată 8 ianuarie 1923 și semnată pe ultima pagină. În text Titulescu îi spune lui Raicoviceanu că preferă să lucreze în diplomație și pentru că a avut experiențe dureroase în politica internă (cu referire la Take Ionescu). Răspunde și criticilor din țară referitoare la cheltuielile sale: nu avea decât 160000 lei anual, ca orice alt ministru plenipotențiar casa I; la Legația din Londra din cei 700de lire îi rămân 200 de lire pentru primiri și veselă. Plicul are timbre englezești, ștampile și 2 sigilii în ceară roșie ale Legației din Londra și stema Regatului. Scrisoarea are urme de pliere în două locuri; plicul are pete. | Muzeul Național de Istorie a României, București                       | Cimec    |
|      | Scrisoarea lui Nicolae Titulescu către Nicolae Raicoviceanu | Datare: 19 noiembrie 1924 Descoperit: Cap Ferrat, Franța. Dimensiuni: I=275 mm; LA=201 mm Material: Hârtie dictando, cerneală neagră. Manuscris.                                                                               | Scrisoarea lui Nicolae Titulescu către Nicolae. Raicovicianu are 1 pagină manuscris, scrisă cu cerneală neagră și datată, 19 noiembrie 1924, Cap Ferrat. Îl anunță că va pleca la Paris, la hotel Chatam pentru câteva conversații politice. Avea trei invitații la Sorbona unde va conferenția despre Societatea Națiunilor, prezidate de Briand. De asemenea, îl ruga pe Raicoviceanu să intervină pentru primirea apuntamentelor pe lunile octombrie și noiembrie.Fără forme evidente de degradare. | Muzeul Național de Istorie a României, București                       | Cimec    |
|      | Scrisoare Nicolae Titulescu către Nicolae Raicoviceanu | Datare: 3 decembrie 1924 Descoperit: Paris. Dimensiuni: I=276 mm; LA=206 mm Material: Hârtie dictando, cerneală neagră, ceară albastră Manuscris                                                                               | Scrisoarea lui Nicolae Titulescu către Nicolae Raicovicianu are 1 filă, cu o pagină text. Conține referiri la primirea de către Legație a banilor pentru vizita regală și deplasările la Liga Națiunilor; neplata salariilor a chiriei și a taxelor consulare, pe luna octombrie; pe 6 decembrie va fi la Londra deși a fost chemat și la Roma. Plicul alb are: 2 timbre poștale, antetul Hotel Chatham Paris și adresa lui Raicoviceanu. Pe spate este numele expeditorului: Alexandra Falcoyanu, 5 Washington, Paris; ștampilă și sigiliul în ceară albastră cu monograma NT. Hârtia prezintă urme de pliere; fără forme evidente de degradare. | Muzeul Național de Istorie a României, București                       | Cimec    |
|      | Adresă a Casei Centrale a Împroprietăririi, Direcția Creditului Ipotecar | Datare: 1927 Descoperit: România Dimensiuni: I=330 mm; LA=211 mm Material: Hârtie, cerneală neagră. Tipărire, manuscris. | Adresa Direcției Creditului Ipotecar Olt nr. 3604, către Prim-Președintele Tribunalului Olt, în legătură cu exproprierea moșiei Titulești are 2 pagini tipizate (Formularul 16 bis). Conform hotărârii Comisiei Județene de Expropriere Olt nr. 283/24 iunie 1926 s-a expropriat definitiv 38 ha, 6000 mp care au aparținut Ecaterinei N. Titulescu (a doua expropriere după moșia Ungureni-Bazaroaia). Prin decizia comisiei din 1 noiembrie 1922 prețul de expropriere era de 2240 lei/ha sau suma de 86464 lei pe întreaga suprafață. Plata se făcea cu recipisa nr. 25518/1927 a Casei de Depuneri și Consemnațiuni. Este semnată de ministrul I. Eustațiu și de alți doi funcționari. Hârtie îngălbenită cu urme de pliere. | Muzeul Național de Istorie a României, București                       | Cimec    |
|      | Adresă a Casei Centrale a Împroprietăririi, Direcțiunea Creditului Ipotecar | Datare: 1929 Descoperit: România Dimensiuni: I=330 mm; LA=211 mm Material: Hârtie, cerneală neagră. Tipărire, manuscris | Adresa Direcției Creditului Ipotecar Olt nr. 25026/ 1929, către Prim-Președintele Tribunalului Olt în legătură cu exproprierea moșiei Titulești, a familiei Titulescu, are 2 pagini tipizate (Formularul 16 bis). Conform hotărârii Comisiei Județene de Expropriere nr. 296 din 21 sepembrie 1926 s-a expropriat o suprafață de 63 ha, 6000 mp de la Nicolae Titulescu (era a doua expropriere după moșia Ungureni-Bazaroaia), pentru suma de 2720 lei/ha sau 172992 pe întreaga suprafață. Plata se făcea cu recipisa 4058/1929 a Casei de Depuneri și Consemnațiuni. Renta de 5% poartă cupoanele de 1 mai 1926. Este semnată de Minstrul I. Eustațiu și de alți doi funcționari, cu cerneală neagră. Hârtie îngălbenită cu urme de pliere; fără alte forme evidente de degradare. | Muzeul Național de Istorie a României, București                       | Cimec    |
|      | Corespondență Prințul Carol către Sextil Pușcariu Autor: Prințul Carol | Datare: 1 iunie 1922 Dimensiuni: L: 274 mm; La: 210 mm Material: hârtie | Scrisoarea prințului moștenitor Carol către Sextil Pușcariu, 1 iunie 1922, se referă la numirea profesorului ca membru și președinte al comisiei Muzeului Etnografic din Ardeal. Muzeul urma să fie înființat la Cluj de „Fundația Culturală Principele Carol”. Din comisia de organizare mai făceau parte: Al. Lapedatu, G. Vâlsan, Em. Panaitescu și Vuia. De la toți Principele Carol cere propuneri pentru cumpărarea colecției Orosz, localul muzeului și modalități de organizare. Textul are o pagină dactilografiată cu semnătura „Carol Principele României” și antetul Fundațiunea Culturală Principele Carol. | Muzeul Național de Istorie a României, București                       | Cimec    |
|      | Manifestul Partidului Național Țărănesc către țară Autor: Iuliu Maniu | Datare: 1931 Dimensiuni: L: 635 mm; La: 440 mm Material: hârtie | „Manifestul Partidului Național Țărănesc către țară”, apărut cu ocazia alegerilor parlamentare din 1931 are textul semnat de Iuliu Maniu, pe trei coloane. Conținutul se referă la guvernările țărăniste, începând cu 1928 și se trec în revistă reformele de aceste guvernări. Pe verso, cu creionul sunt socotite județele cu situația electorală în timpul alegerilor parlamentare. | Muzeul Național de Istorie a României, București                       | Cimec    |
|      | Telegramă trimisă de generalul Friessner Autor: Friessner | Datare: 24 august 1944 Dimensiuni: L: 295 mm; La: 205 mm Material: hârtie | Traducerea în limba română a telegramei trimisă de generalul de Armată și Comandantul Grupului de Armată Ucraina de Sud Friessner, către generalul Gerstenberg, comandantul aviației germane în România, spre știința Generalului German pe lângă Comandamentul de Căpetenie al Armatei Române, Comandamentul Etapelor Ucraina de Sud, Flota Aero 4, Amiralul Marea Neagră, Ministrul Germaniei, trimisă la 24 august 1944, ora 01,55, cu ordinul lui Hitler de arestare a camarilei trădătoare, reprimarea revoltei, formarea unui nou guvern în România prezidat de un general germanofil. Textul este dactilografiat. Telegrama în limba germană are o semnătură cu cerneală neagră. | Muzeul Național de Istorie a României, București                       | Cimec    |
|      | Afișul color al filmului „Trenul fantomă”, | Datare: 1933 Dimensiuni: L: 990 mm; La: 700 mm Material: hârtie | Afișul color al filmului „Trenul fantomă”, care a rulat pe marile ecrane în 1933. Au jucat: Tony Bulandra, G. Storin, Lisette Verea, Dida Solomon, Renee Annie, Marcel Enescu, Stroe Athanasiu, G. Păunescu în regia lui Jean Mihail. Film distribuit de Monopol Mercur Film, București. | Muzeul Național de Istorie a României, București                       | Cimec    |
|      | Diplomă de absolvire „Straja Țării” Autor: Centrul de Inițiere Predeal | Datare: 28 iulie 1938 Dimensiuni: L: 295 mm; La: 397 mm Material: carton | Diplomă de absolvire pentru cursul de inițiere Straja Țării, eliberată la 28 iulie 1938, pe numele Prato A. Elena, de profesie învățătoare de către Centrul de Inițiere Predeal. Prato Elena a absolvit cursurile seriei 41 și Comandamentul îi acordă diploma pentru a organiza și conduce o unitate din „Straja Țării” urmând a fi confirmată definitiv în baza activității și a rezultatelor obținute. Este semnată de Comandantul Tidorovici, Directorul Organizării, Comandanta Centrului și ștampila rotundă a centrului. | Muzeul Național de Istorie a României, București                       | Cimec    |
|      | Telegramă-manuscris trimisă de Regina Maria doamnei Marghiloman Autor: Regina Maria | Dimensiuni: L: 248 mm; La: 142 mm Material: hârtie | Telegramă-manuscris pe formular tipizat, nedatată trimisă de Regina Maria, de la Palatul Cotroceni, doamnei Marghiloman. Textul în limba franceză se referă la o amânare a unei întâlniri cu doamna Marghiloman, din cauza unei probleme militare pe care a avut-o Prințul. Întâlnirea putea avea loc a doua zi. Are semnătură de conformitatea primirii telegramei iar pe revers sunt tipărite indicații convenționale; cu creion albastru scrie: "Princesse Marie”. | Muzeul Național de Istorie a României, București                       | Cimec    |
|      | Cartelă individuală pentru alimente | Datare: 1950 Dimensiuni: L: 150 mm; La: 55 mm Material: hârtie | "Cartelă individuală" pentru alimente, formular tipizat, nr. 105534, pe lunile iulie-august-septembrie 1950, emisă de Ministerul Comerțului Interior pe numele Ghica Ion, domiciliat în București, str. lulia Hajdeu nr.13. Cartela era valabilă și pentru membrii de familie peste 14 ani, ai salariaților. Are o ștampilă dreptunghiulară peste semnătura întreprinderii. Era folosită pentru obținerea de alimente. Pe spate sunt tipărite instrucțiuni de folosire. Domiciliul și adresa sunt completate cu cerneală neagră. | Muzeul Național de Istorie a României, București                       | Cimec    |
|      | Act de botez navei de pasageri Transilvania Autor: Dionisie Pecurariu | Datare: 8 septembrie 1938 Dimensiuni: L: 830 mm; La: 574 mm Material: pergament | Act de botez cu ocazia lansării la apă în portul Constanța a navei de călători Transilvania, semnat de Carol II, de voievodul Mihai, Patriarhul Miron Cristea, prim-ministru și Mircea Cancicov - ministrul Finanțelor. Textul scris cu tuș negru și roșu este încadrat într-un chenar pictat cu valuri albastre; în stânga este un cartuș cu steagul tricolor iar în dreapta steagul SMR. În partea de sus este stema Regatului, încadrată de două ramuri de măslin legate cu fundă tricoloră, încadrată de bricul Mircea în stânga și nava Transilvania în dreapta, în partea de jos este însemnul naval. Sub text, în stânga, sunt cinci tăieturi în pergament prin care este introdusă o panglică tricoloră. Toată grafica a fost semnată de D. Pecurariu. | Muzeul Național de Istorie a României, București                       | Cimec    |
|      | Foaie de curier | Datare: 20 octombrie 1924 Dimensiuni: L: 326 mm; La: 212 mm Material: hârtie | Foaie de curier bilingvă, româno-franceză, pe numele Nicolae Raicoviceanu, eliberată de Legațiunea Regală a României la Londra, la 20 octombrie 1924, prin care Raicoviceanu, membru al delegației române la Societatea Națiunilor era purtător al corespondenței oficiale a Legațiunii. El călătorea în calitate de Curier de Cabinet. Documentul are ștampila rotundă a Legațiunii României la Londra și două semnături ale ministrului Nicolae Titulescu, cu cerneală albastră și stema României în partea de sus a documentului. Textul este tipărit și cu completări manuscris cu cerneală albastră pe o pagină lipită peste o filă albă pe care s-a dactilografiat următorul text: Anexa no. 5. Foaia de Curier în calitate de membru al Delegației române la Societatea Națiunilor în 1924. | Muzeul Național de Istorie a României, București                       | Cimec    |
|      | Scrisoare - confirmare de audiență | Datare: 15 februarie 1919 Descoperit: București Dimensiuni: I=220 mm; LA=140 mm Material: Hârtie Dactilografiere | Invitația Casei Regale către prof. univ. M. Dragomirescu, președintele Comitetului Federației Corpului Didactic prin care acesta era informat de mareșalul Curții Regale, Henry Catargy, că va fi primit în audiență de regele Ferdinand, pe data de 16 februarie 1919. Profesorul Dragomirescu era rugat să-i anunțe pentru aceeași audiență la Palatul București și pe profesorii: I. Athanasiu, I. Otescu, I Pomponiu și V. Păunescu. Ținuta : frac, cravată albă și decorațiuni. Semnat Henry Catargy. Urme pliere, hârtie ondulată și îngălbenită, pătat (documentul a fost udat și cerneala s-a întins). | Muzeul Național de Istorie a României, București                       | Cimec    |
|      | Scrisoare- ciornă de demisie | Datare: 23 octombrie 1920 Descoperit: România. Dimensiuni: I=202 mm; LA=124 mm Material: Hârtie, cerneală neagră. Manuscris | Scrisoare-ciornă manuscris, 2 file, adresată de Octavian C. Tăslăoanu, Ministru de Industrie și Comerț , generalului Averescu prin care solicită demisia din guvern (20 octombrie 1920). Pe cele patru pagini ministrul explică motivele demisiei subliniind că deși a vrut să realizeze un program economic, împotriva sa a început o campanie violentă în presă și în parlament. Hârtia pe care s-a scris această ciornă are în partea de sus, stânga, antetul ministerului, cabinetul ministrului. Nu are semnătură și sunt multe modificări în text. Fără forme evidente de degradare. | Muzeul Național de Istorie a României, București                       | Cimec    |
|      | Adresă | Datare: 16 noiembrie 1920 Descoperit: București. Dimensiuni: H=34mm; I=21 mm Material: Hârtie, cerneală Dactilografiere, manuscris                                                                                             | Adresă oficială trimisă de Președintele Consiliului de Miniștri general Averescu ministrului Octavian Tăslăoanu, cu antetul Consiliului de Miniștri, în 16 noiembrie 1920 prin care îl anunță că devine titular la Departamentul Lucrărilor Publice. Prin decretul 4917, din 16 noiembrie 1920, regele a dispus trecerea lui Tăslăuanu din postul de ministru de la Industrie și Comerț (13 martie -16 martie 1920) la Ministerul Lucrărilor Publice. Adresa are 1 filă, colorată roz, dactilo cu semnătura în cerneală a generalului Averescu. Urme pliere, fără alte forme de degradare evidente. | Muzeul Național de Istorie a României, București                       | Cimec    |
|      | Scrisoare- Al. Averescu | Datare: 1922 Descoperit: România. Dimensiuni: I=157mm; LA=108 mm Material: Hârtie, cerneală neagră; manuscris | Scrisoare manuscris trimisă de generalul Averescu lui Octavian C. Tăslăuanu, prin care se scuză că nu-l poate primi ca să stea de vorbă cu el, dar când va sosi în București vor discuta. Dacă nu se vor întâlni ar trebui să vorbească cu gen Coandă. Scrisoarea are 1 filă, este scrisă cu cerneală neagră și nu este datată. Plicul are culoarea bleu și este adresat "D-lui Tăslăuanu fost ministru" (în 1921 acesta a demisionat din guvern iar în ianuarie 1922 demisionează din Partidul Poporului). Urme de pliere. | Muzeul Național de Istorie a României, București                       | Cimec    |
|      | Scrisoare | Datare: 22 ianuarie 1922 Descoperit: România. Dimensiuni: I=209 mm; LA=134 mm Material: Hârtie, cerneală neagră. Manuscris | Scrisoare manuscris adresată de generalul Averescu lui Octavian C. Tăslăuanu în 22 ianuarie 1922, prin care șeful Partidului Poporului se referă la ieșirea din partid, cerută de Tăslăuanu și la faptul că acesta și-a prezentat demisia înainte de hotărârea comitetului executiv. Scrisoarea are o filă, este datată și semnată general Averescu. Plicul de culoare gri are adresa: "D-lui Oct. C. Tăslăuanu. În oraș. B-dul Dacia nr. 4." În același plic există o pagină cu o însemnare-manuscris a lui Tăslăuanu, mai veche (9 III 1921), referitoare la un șantaj făcut la adresa guvernului de un anume Victor Bibire (care amenința că se va duce la Argetoianu și dacă fratele său nu va fi eliberat va "suferi guvernul"); fără legătură cu scrisoarea primită de la Averescu; nesemnată. Există urme de pliere. | Muzeul Național de Istorie a României, București                       | Cimec    |
|      | Afiș - înmormântarea Reginei Maria | Datare: 24 iulie 1938 Descoperit: Curtea de Argeș. Dimensiuni: I=324 mm; LA=243 mm Material: Hârtie, cerneală tipografică. Tipărire.                                                                                           | Afiș dat de primăria Curtea de Argeș și prefectura județului, adresat cetățenilor orașului prin care se anunță că în ziua de 24 iulie 1938, ora 16,00, va fi adusă la curtea de Argeș Regina Maria a României, pentru a fi înmormântată. Se solicită locuitorilor să-i aducă un ultim omagiu reginei prin pavoazarea locuințelor cu scoarțe, țesături, pânză violet (pusă la dispoziție de primărie), drapelul național și flori roșii. De asemenea, se solicită ieșirea în număr cât mai mare a locuitorilor, pentru întâmpinarea cortegiului funerar. Dedesubtul textului aflat în chenar negru apare numele prefectului județului Argeș, col. Cameniță și al primarului orașului Curtea de Argeș, Ion Peahă. Hârtia prezintă urme de pliere. | Muzeul Național de Istorie a României, București                       | Cimec    |
|      | Extras din Registrul Stării Civile pentru morți Autor: Tip. M.O. Imprimeria Națională | Datare: 28 noiembrie 1940 Școală: Tip. M.O. Imprimeria Națională. Descoperit: Jilava. Dimensiuni: I=220 mm; LA=294 mm. Material: Hârtie, cerneală tipografică, cerneală albastră; Tipărire, manuscris                          | Extras din Registrul Starii Civile pentru morți pe anul 1940, eliberat de Comuna Jilava, Județul Ilfov cu nr. 80, pe numele Victor Iamandi, înregistrat la 28 noiembrie 1940. Formularul arată că Iamandi, profesor, de religie ortodoxă, domiciliat în Aleea Modogran, cu vârsta de 49 ani, născut la Cotnari-Iași, fiul lui Ion și al Lucreției a decedat la închisoarea Jilava, în 27 noiembrie. În partea dreaptă sunt: declarația maiorului D-tru Stancov și semnătura ofițerului stării civile, cu cerneală albastră. Mai jos sunt 2 timbre și semnătura notarului din 13 decembrie 1940. Hârtia prezintă urme de pliere, perforații în colțul din dreapta și îndoituri. | Muzeul Național de Istorie a României, București                       | Cimec    |
|      | Proclamație: "Locuitorilor Țerii Românești" | Datare: 15 septembrie 1848 Descoperit: Țara Românească. Dimensiuni: I=265 mm; LA=220 mm Material: Hârtie, cerneală Tipărire | Proclamație tipărită adresată locuitorilor Țării Românești de către generalul de infanterie Lüders, comandantul corpului al 5-lea (din armata țaristă), în 15 septembrie 1848. Are 1 filă și este scrisă în limba română cu alfabet chirilic. El explică că Împăratul Rusiei și Sultanul au hotărât să pună capăt neorânduielii și să repună un guvern legitim, de aceea a primit poruncă să „ocupe militărește Țara Românească”. Consideră că acest pas este o dovadă de înaltă îngrijire a împăratului pentru fericirea locuitorilor Țării Românești. Pete de culoare maronie din cauza expunerii. Pe spate documentul are un suport de consolidare. | Muzeul Național de Istorie a României, București                       | Cimec    |
|      | Foaie volantă -Buletin Ekstraordinar" | Datare: 27 august 1857 Descoperit: București. Dimensiuni: L=40 mm; LA=33 mm Material: Hârtie, cerneală tipografică, Tipărire                                                                                                   | Foaia volantă „Buletin Ekstraordinar”, apărută în București, 27 august 1857. Documentul a fost emis de caimacamul Țării Românești Alexandru Dimitrie Ghica adresat „Departamentului din Năuntru” privind alegerile pentru Adunarea Ad Hoc, din anul 1857. Conține o filă colorată albastru, scrisă în limba română, cu alfabet chirilic de tranziție. Are 9 articole referitoare la măsurile ce urmau a fi luate pentru adunările Ad. Hoc. În stânga jos apare și data emiterii documentului. Conține pete, urme de îndoituri și de bandă adezivă. | Muzeul Național de Istorie a României, București                       | Cimec    |
|      | Scrisoare Octavian C. Tăslăuanu | Datare: 3 februarie 1923 Descoperit: București. Dimensiuni: I=122 mm; LA=188 mm Material: Hârtie filigran "Papier Royal", cerneală. Manuscris                                                                                  | Scrisoare manuscris adresată de Octavian. C. Tăslăuanu generalului C. Coandă Președintele Comisiunii de anchetă a Partidului Poporului, București, 3 februarie 1923, prin care cere o anchetă privind acuzațiile care i s-au adus în legătură cu Decretul-lege privind Societatea Reșița. I s-a reproșat că a corupt parlamentarii cu acțiuni ale societății dar nu el a făcut distribuirea ci administrația de la Reșița. Scrisoarea are un plic cu adresa generalului Coandă și un al doilea plic mai mare pe care Tăslăuanu a notat: "Plic care mi s-a înapoiat de Gen. Coandă, spunând că întreaga anchetă e ridicolă". Hârtia are urme de pliere; onduleuri în partea de jos; plicurile au pete. | Muzeul Național de Istorie a României, București                       | Cimec    |
|      | Scrisoare | Datare: 31 decembrie 1920 Descoperit: România. Dimensiuni: I=204 mm; LA=125 mm Material: Hârtie, cerneală neagră. Manuscris | Scrisoare adresată de Octavian C. Tăslăuanu generalului Averescu în 31 decembrie 1920, prin care, Tăslăuanu, pe 4 pagini mss., își exprimă regretul că generalul Averescu nu a vrut să vorbească cu el înainte de a-și da demisia din guvern. Pe scrisoare, pe prima pagină scrie, în colțul din stânga "Copie". Pe ultima pagină este semnătura: Oct. C. Tăslăuanu. Fără forme evidente de degradare. | Muzeul Național de Istorie a României, București                       | Cimec    |
|      | Scrisoare | Datare: 18 ianuarie 1922 Descoperit: București. Dimensiuni: I=157 mm; LA=106 mm Material: Hârtie, cerneală neagră. Manuscris                                                                                                   | Scrisoare de demisie din organizația politică a Partidului Poporului, adresată de Octavian C. Tăslăuanu generalului Averescu; 1 filă mss. cu cerneală neagră, datată 18 ianuarie 1922, București. Motivul demisiei este că partidul a apucat pe căi greșite. Scrisoarea este semnată de Octavian C. Tăslăuanu. Hârtia prezintă urme de pliere. | Muzeul Național de Istorie a României, București                       | Cimec    |
|      | Certificat de deputat | Datare: 2 noiembrie 1919 Descoperit: Tulgheș, județull Ciuc. Dimensiuni: I=343 mm; LA=210 mm Material: Hârtie, cerneală neagră. Manuscris.                                                                                     | Certificat pentru alegerea deputaților în circumscripția Tulgheș, județul Ciuc, pe numele Octavian C. Tăslăuanu datat 2 noiembrie 1919, scris pe 1 pagină mss. (2 file), cu cerneală neagră. Certificatul a fost eliberat de președintele circumscripției Teodor Branea, pentru a certifica alegerea lui O. Tăslăuanu, publicist domiciliat în Sibiu, ca deputat, la alegerile din 2 noiembrie 1919. Documentul este contrasemnat și de grefierul Simion Peteșan. Hârtia are urme de pliere. | Muzeul Național de Istorie a României, București                       | Cimec    |
|      | Telegramă Autor: Imprimeria Statului | Datare: 10 iunie 1920 Școală: Imprimeria Statului Descoperit: Varșovia. Dimensiuni: I=340 mm; LA=210 mm Material: Hârtie Dactilografiere                                                                                       | Telegramă descifrată, în limba franceză, de la Legația din Varșovia, către Ministerul Afacerilor Străine din București, Direcțiunea Cabinetului Ministrului, trimisă în 10 iunie 1920 prin care reprezentantul român, Florescu anunță că în Galiția sunt refugiați ofițeri și soldați pretinși originari din Basarabia. Aceștia au declarat că fac parte din armata generalului Bradov care a fost împinsă în Polonia de bolșevici (în timpul războiului civil). Ministerul de externe al Poloniei a întrebat dacă guvernul român îi revendică iar legația română a cerut să i se comunice numărul lor. Hârtia este pliată; cu pete și margini deteriorate. | Muzeul Național de Istorie a României, București                       | Cimec    |
|      | Programul Serbărilor Unirii Autor: Imprimeria Statului | Datare: 9 mai 1929 Școală: Imprimeria Statului. Descoperit: București. Dimensiuni: I=190 mm; LA=122 mm Material: Carton, hârtie, cerneală tipografică Tipărire                                                                 | Programul Serbărilor Unirii editat de Consiliul de Miniștri în 9 mai 1929 cu prilejul aniversării unui deceniu de la Marea Unire are 15 pagini, tipărite cu cerneală albastră. Pe 9 mai, de ziua eroilor a avut loc o ceremonie la Mărășești, la care a participat și delegația românilor din America. 10 mai 1929 era prima zi oficială a serbărilor când erau programate deschideri de expoziții, meci de fotbal cu Jugoslavia, spectacole etc. În următoarele două zile serbările au avut loc în București iar în ultima zi, la Alba Iulia, au avut loc: un Te Deum, ședință solemnă, defilare, deschiderea Muzeului Unirii și serbări populare. Are coperți cartonate. Fără forme evidente de degradare. | Muzeul Național de Istorie a României, București                       | Cimec    |
|      | Programul Teatrului Național din București Autor: „Luceafărul” S.A. București | Datare: 17 octombrie 1922 Descoperit: București. Dimensiuni: I=329 mm; LA=254 mm Material: Carton, hârtie Tipărire, litografiere, colorare                                                                                     | Programul Teatrului Național din București cu spectacolul de gală care a avut loc în 17 octombrie 1922 în capitală, cu ocazia încoronării Regelui Ferdinand și a Reginei Maria, conține o pagină de text și două coperți. Prima copertă conține o litografie colorată realizată de Traian Cornescu, scenograful teatrului (are semnătura în stânga jos), care conține o scenă alegorică cu tema încoronării și un text într-un cartuș; totul se află într-un chenar cu fond albastru, ramuri de flori roșii și albe cu frunze aurii. Spectacolul a început cu uvertura din "Vasul fantomă" de R. Wagner, urmată de "Rapsodia Română" de G. Enescu dirijate de George Georgescu și poemul dramatic "Legenda Coroanei" de Mircea Rădulescu. Prin 3 perforații trece un fir răsucit tricolor care prinde fila de coperți. Fără forme evidente de degradare. | Muzeul Național de Istorie a României, București                       | Cimec    |
|      | Scrisoare- Nicolae Titulescu | Datare: 12 februarie 1928 Descoperit: Franța, Paris. Dimensiuni: I=198 mm; LA=127 mm Material: Hârtie cu filigran, cerneală albastră Manuscris.                                                                                | Scrisoare trimisă de Nicolae Titulescu lui Raicoviceanu în 12 februarie 1928; pe 4 pagini, bleu cu filigran, și antet N.T., de culoare albastră, prin care îl roagă pe prietenul său să anunțe la Facultatea de drept că va relua cursul în 24 februarie. Din 30 zile cât a stat la Paris, 18 a fost bolnav, la pat. A fost convocat la Paris, pentru "unirea legislativă a țărilor aliate". Cele două file au câte două perforații în partea de sus. Fără forme evidente de degradare. | Muzeul Național de Istorie a României, București                       | Cimec    |
|      | Manuscris- Maruca Cantacuzino- Enescu | Datare: A doua jumătate a secolului al XX-lea Descoperit: Franța. Dimensiuni: I=270 mm; LA=220mm Material: Hârtie "Original Writing Paper" Manuscris, copie la indigo.                                                         | Manuscris în limba franceză al Marucăi Enescu (fostă Cantacuzino), referitor la portretul lui George Enescu, intitulat "L'Archenge" (copie indigo, 4 file, care făceau parte din caietul H, în care Maruca îl prezintă pe marele muzician drept un Arhanghel al Muzicii). Acest fragment provine, probabil, dintr-unul din cele trei exemplare ale manuscrisului autoarei, care s-au păstrat în străinătate. Pe prima pagină a manuscrisului, între paranteze scrie "Suite a... la page 354 du cahiers H" iar deasupra: "L'Archenge"; pe pagina doi este nota 1 de subsol, de asemenea, pe pagina 3. Urme de pliere. | Muzeul Național de Istorie a României, București                       | Cimec    |
|      | Scrisoare - Ambasada S.U.A. Din Moscova | Datare: 9 octombrie 1940 Descoperit: Moscova. Dimensiuni: I=265 mm; LA=204 mm Material: Hârtie, cerneală neagră. Dactilografiere, manuscris                                                                                    | Scrisoare de recomandare, dactilografiată în limba engleză, dată de Ambasada SUA, la Moscova, lui Grigore Gafencu și soției sale, Blanche, pentru șeful Vămilor din San Francisco, California sau New York, în 9 octombrie 1940, referitoare la acordarea tuturor facilităților conținute de regulile în vigoare (de intrare în S.U.A.) pentru familia Gafencu. Textul de 1 pagină este dactilografiat pe hârtie de culoare albă, cu filigran, are antetul, ștampila ambasadei și semnătura ambasadorului Laurence A. Steinhardt (cu cerneală neagră ). Pliat, rupt pe margini. | Muzeul Național de Istorie a României, București                       | Cimec    |
|      | Scrisoare- Principele Carol al II -lea | Datare: 11 septembrie1924 Descoperit: Peleș. Sinaia. Dimensiuni: I=88 mm; LA=150 mm Material: Hârtie, cerneală albastră. Manuscris                                                                                             | | Muzeul Național de Istorie a României, București                       | Cimec    |
|      | Scrisoare- C. Prezan | Datare: 12 septembrie 1923 Descoperit: Schinetea, județul Vaslui. Dimensiuni: I=182 mm; LA=137 mm Material: Hârtie, cerneală neagră Manuscris                                                                                  | Scrisoare manuscris semnată și trimisă din Schinetea, de generalul Constantin Prezan, către colonelul Eugen Linde, în 12 septembrie 1923, referitoare la numirea sa în funcția de cap al Regimentului 7 Racova nr. 25. Generalul Prezan mulțumește pentru telegrama de felicitare pentru această numire, trimisă de colonelu Linde. De asemenea, mulțumește tuturor celor care au contribuit la acea numire. Scrisoarea are 4 file, două pagini de text scrise cu cerneală neagră și plic adresat colonelului Linde Eugen. Urme de pliere la scrisoare și plicul pătat. | Muzeul Național de Istorie a României, București                       | Cimec    |
|      | Manifest cu ocazia intrării Armatei Române în București, 1 decembrie 1918 Autor: Societatea Română de Istorie | Datare: 18 noiembrie - 1 decembrie 1918 Dimensiuni: Î: 160 mm; La: 170 mm Material: hârtie | Foaie volantă cu titlul: „Pro virtutis memoria. Salut, Hommage, Fraternite”, tipărită în limba franceză de către Societatea Română de Istorie, în București, la 18 noiembrie/1 decembrie 1918, cu ocazia intrării Armatei Române victorioase în București, precum și a unei părți a armatei Aliate. Se aduc omagii Regelui Ferdinand I, Aliaților și generalului Berthelot. Hârtia prezintă urme de îndoire la colțuri. | Muzeul Național de Istorie a României, București                       | Cimec    |
|      | Scrisoare Autor: Averescu, Alexandru | Dimensiuni: Î: 190 mm; La: 130 mm Material: hârtie | Scrisoarea mareșalului Averescu conține un mesaj de sănătate și felicitări pentru rezultatul unei operațiuni (posibil să fie vorba de o misiune diplomatică legată de Mica Înțelegere și Înțelegerea Balcanică), ambele adresate ministrului afacerilor străine N. Titulescu. Scrisoarea are o filă; este scrisă cu cerneală neagră, semnată de mareșalul Averescu și nedatată. Hârtia pliată, ruptă în colțul din dreapta sus. | Muzeul Național de Istorie a României, București                       | Cimec    |
|      | Discurs Averescu Autor: Averescu, Alexandru | Datare: 8 mai 1921 Dimensiuni: Î: 300 mm; La: 210 mm Material: hârtie | Textul manuscris al discursului rostit de generalul Alexandru Averescu, Președintele Consiliului de Miniștri, cu ocazia întâmpinării la gară, în București a Altețelor Regale, Carol și Elena, în 8 mai 1921. Averescu urează bun venit și căsnicie fericită în numele guvernului român și subliniază că țara vede în această căsătorie un izvor de liniște și propășire. Textul are titlul: "Întâmpinarea la gară a familiei princiare de către Președintele Consiliului în ziua de 8 mai 1921". Nu prezintă forme evidente de degradare. | Muzeul Național de Istorie a României, București                       | Cimec    |
|      | Scrisoare Autor: Averescu, Alexandru | Datare: 27 ianuarie 1927 Dimensiuni: Î: 180 mm; La: 220 mm Material: hârtie | Scrisoare manuscris, pe o filă, trimisă de generalul Alexandru Averescu, din Geneva, lui Nicolae Titulescu, Ministru al Afacerilor Străine, prin care afirmă sprijinul Partidului Poporului în chestiunile de politică externă și în special în chestiunea optanților. Subliniază că partidul este de acord cu punctul de vedere fixat în ședința Camerei din 27 ianuarie 1927. Este semnată: "General Averescu". Prezintă urme de pliere. | Muzeul Național de Istorie a României, București                       | Cimec    |
|      | Document Autor: Bădărău, Eugen | Datare: 16 iunie 1928 Dimensiuni: Î: 210 mm; La: 170 mm Material: hârtie | Cererea de reprimire în Partidul Poporului a prof. univ. Eugen Bădărău (1887-1975), director al Institutului de Fizică Experimentală din Cernăuți din 16 iunie 1928, cu rezoluția gen. Averescu. Profesorul Bădărău explică înscrierea în P.N.Ț. împreună cu alți prieteni din motivul solidarității față de Dori Popovici, șeful Organizației Partidului Poporului din Bucovina. Consideră că interesele statului nu pot fi garantate decât de Partidul Poporului și de aceea dorește reînscrierea în partid. Are o filă manuscris. Hârtia prezintă urme de pliere. | Muzeul Național de Istorie a României, București                       | Cimec    |
|      | Scrisoare Autor: Condeescu, Nicolae, general | Datare: 4 mai 1926 Dimensiuni: Î: 160 mm; La: 120 mm Material: hârtie | Scrisoare manuscris adresată, din Paris, de generalul Nicolae Condeescu, în 4 mai 1926, lui Alecu Constantinescu ministrul Agriculturii și Domeniilor, referitoare la dorința ministrului de a fi primit de Principele Carol care se stabilise la Paris (după renunțarea la tronul României). Generalul Condeescu a fost însărcinat să-i comunice că prințul nu s-a instalat încă în vila sa, dar îl va primi cu altă ocazie. Este datată și semnată de generalul Condeescu; plicul de culoare albastru deschis nu are adresa. Hârtia prezintă urme pliere. | Muzeul Național de Istorie a României, București                       | Cimec    |
|      | Scrisoare Autor: Maniu, Iuliu | Datare: 1937 Dimensiuni: Î: 245 mm; La: 222 mm Material: hârtie filigran | Scrisoare dactilografiată trimisă de Iuliu Maniu mareșalului Alexandru Averescu prin care îi comunică încheierea unui pact de neagresiune, în 25 noiembrie cu Gheorghe I.C. Brătianu și Corneliu Zelea Codreanu, în vederea alegerilor generale. Averescu este întrebat dacă vrea să adere la pact și în acest sens îi trimite spre aprobare și textul pentru adeziune. Scrisoarea este semnată, cu cerneală neagră: "Iuliu Maniu Preș. P.N.Ț." în partea dreaptă jos. Hârtia prezintă urme de pliere; margini zdrențuite; îngălbenită. | Muzeul Național de Istorie a României, București                       | Cimec    |
|      | Scrisoare Autor: Maniu, Iuliu | Datare: 8 martie 1926 Dimensiuni: Î: 300 mm; La: 210 mm Material: hârtie | Scrisoare, manuscris pe o filă, trimisă de la secretariatul Partidului Național din București, prin care Iuliu Maniu răspunde în 8 martie 1926, la o scrisoare trimisă de Alexandru Constantinescu, ministrul Agriculturii și Domeniilor, în 7 martie 1926, referitoare la punctul de vedere privind reforma electorală. Ministrul este informat că acesta va fi prezentat guvernului de o delegație formată din Constantin Argetoianu și Mihail Popovici. Scrisoarea este semnată de Iuliu Maniu, Președintele P.N.Ț. Hârtia prezintă urme de pliere. | Muzeul Național de Istorie a României, București                       | Cimec    |
|      | Ordin de zi nr. 105, 1917 Autor: Serviciul de Stat-Major al Armatei I | Datare: 1917 Dimensiuni: Î: 310 mm; La: 240 mm Material: hârtie | „Ordin de zi nr. 105“, emis de Serviciul de Stat-Major al Armatei I. Documentul cuprinde o pagină de text cu mesaje de încurajare și susținere morală, adresate ostașilor Armatei I, de către comandantul armatei, general de divizie Grigorescu și șeful de stat-major al armatei, Colonel Samsonovici. Ostașii sunt lăudați pentru spiritul de sacrificiu și victoriile obținute în vara anului 1917 pe frontul din Moldova, la Doaga, Străjescu, Mărășești și Muncelul. Hârtie îngălbenită, murdară, pătată și ruptă pe margini. Documentul a fost consolidat cu foiță japoneză. | Muzeul Național de Istorie a României, București                       | Cimec    |
|      | Comunicat Oficial No. 118, din 10/23 Decembrie 1916 Autor: Marele Cartier General | Datare: 10 - 23 Decembrie 1916 Dimensiuni: Î: 320 mm; La: 230 mm Material: hârtie | „Comunicat Oficial No. 118. din 10/23 Decembrie 1916 ora 9 dim.”, emis de Marele Cartier General cu descrierea situației de pe fronturile din Moldova, Muntenia și Dobrogea. Au fost atacuri ale dușmanilor pe valea Oituzului și Putnei; în Muntenia au fost schimburi de bombardamente reciproce în zona Buzău, Râmnicul Sărat, Ianca-Făurei; compania a 8 din Reg. 6 Libava (rus) s-a distins în luptele din satul Roșiori; în Dobrogea trupele românești s-au întărit pe poziții. Comunicatul a fost tipărit în Bacău la Tip. M. Haber. Hârtie îngălbenită și îndoită pe margini. Are mai multe ștampile de inventar în dreapta-sus. | Muzeul Național de Istorie a României, București                       | Cimec    |
|      | Comunicat Oficial No. 164 Autor: Marele Cartier General | Datare: 24 ianuarie - 6 februarie 1917 Dimensiuni: Î: 320 mm; La: 240 mm Material: hârtie | Comunicat Oficial No. 164. din 24 Ianuarie/ 6 Februarie 1917, ora 9 seara, emis de Marele Cartier General cu situația de pe fronturile: românesc, occidental și italian. Documentul cuprinde o pagină de text cu două paragrafe: primul referitor la „Frontul Românesc” unde pe frontul de la N de Vatra Dornei până la Marea Neagră situația este neschimbată; al doilea dă amănunte despre „Frontul Aliaților Noștri: Frontul Occidental și Frontul Italian”. Hârtia este îngălbenită. Documentul a fost restaurat. | Muzeul Național de Istorie a României, București                       | Cimec    |
|      | Programul vizitei lui Louis Barthou la București Autor: SOCEC & CO. S.A. | Datare: 20 iunie 1934 Dimensiuni: Î: 168 mm; La: 117 mm Material: carton; mătase tricoloră | Programul vizitei lui Louis Barthou, Ministrul Afacerilor Străine al Franței, în perioada 20-23 iunie 1934 la București. Tiparit în limba franceză pe 5 pagini de carton de culoare crem, programul indică vizite la Titulescu, Gh. Tătărescu, dejun la Palatul Regal, ședință la Parlament; vizită la Institutul francez, Legația franceză, Biblioteca I.I.C. Brătianu și dineuri. Pe marginea stângă, pe înălțime sunt trei perforații prin care este introdus un șnur împletit, din mătase, în culorile Franței. Filele au marginea ușor zdrențuită; pete pe coperți. | Muzeul Național de Istorie a României, București                       | Cimec    |
|      | Convocare la ședința Partidului Poporului, filiala Olt Autor: Deleanu, Th., Președintele Filialei din județul Olt a Partidului Poprului | Datare: 1932 Dimensiuni: Î: 350 mm; La: 270 mm Material: hârtie | Documentul conține textul unei convocări la o ședință a Partidului Poporului, trimisă de Președintele Filialei din județul Olt, Th. Deleanu lui Constantin I. Uța, Președintele Organizației din Comuna Urluiasca. Lui Uța i se comunică faptul că pe 4 aprilie va fi o ședință a Comitetului Județean la care trebuie să se pronunțe în legătură cu hotărârea ca Octavian Goga să-l înlocuiască pe mareșalul Averescu la șefia Partidului Poporului. Hârtia este filigranată, are antetul partidului-jud. Olt, ștampila filialei, numele președintelui Th. Deleanu și al secretarului Zenobie Voiculescu. În partea de jos cu cerneală sunt: numele adresantului și funcția. Hârtia este îngălbenită, are urme de pliere, și rupturi pe margini. | Muzeul Național de Istorie a României, București                       | Cimec    |
|      | Memorialul lui I.C. Brătianu Autor: Brătianu, I.C. | Datare: 27 iunie 1940 Dimensiuni: Î: 296 mm; La: 209 mm Material: hârtie | Memoriul lui I.C. Bratianu (Dinu) către Regele Carol al II-lea, din 27 iunie 1940, referitor la ultimatum-ul U.R.S.S. către România privind cedarea Basarabiei și a unei părți a Bucovinei. El atrage atenția regelui asupra următoarelor: rușii ar putea să mai ceară o parte din Moldova și unele baze din Dobrogea; armata și țara vor fi demoralizate în cazul unei cedări în fața amenințărilor; Germania vrea să evite un război și este mulțumită cu asigurarea exportului de petrol și alimente; țara va fi bolșevizată; nu ne vom mai putea opune revendicărilor maghiare și bulgare; România va fi distrusă de lașitate și situația regelui va deveni gravă. Textul este dactilografiat, datat, fără semnătură mss. Hârtia este îngălbenită; are urme de pliere și rupturi. | Muzeul Național de Istorie a României, București                       | Cimec    |
|      | Manuscrise ale Consiliului de Coroană Autor: Iamandi, Victor | Datare: 1939 - 1940 Dimensiuni: Î: 220 mm; La: 160 mm Material: hârtie | Manuscris în creion negru, cu notițe luate de Victor Iamandi, participant la Consiliile de Coroană, din 17 martie 1939 și 30 august 1940, pe 19 file volante, cu antetul: "Casa M. S. Regelui. Sala de Consiliu" surmontat de coroana regală, în colțul din stânga sus. Primele 8 file sunt notițe cu luările de cuvânt ale unor participanți, luate în Consiliul din 17 martie 1939 (are notată pe prima pagină: "17 martie Consiliu la Palat"), iar următoarele, în Consiliul din 30 august 1940 (pe pagina 10 scrie "30" și începe cu cuvântarea lui Giugurtu). Hârtia prezintă urme de pliere. | Muzeul Național de Istorie a României, București                       | Cimec    |
|      | Scrisoare trimisă din Jilava Autor: Iamandi, Victor | Datare: 14 octombrie 1940 Dimensiuni: Î: 192 mm; La: 144 mm Material: hârtie | Scrisoare trimisă din Jilava, 2 file mss., cu cerneală verde, luni 14 octombrie 1940, de Victor Iamandi, soției Aneta și fiicei sale, Adina, prin care le roagă stăruitor să-l viziteze în ziua de marți. El solicită mâncare, hârtie de scris, cerneală, gaz, chibrituri, țigări, medicamente. Este liniștit și așteaptă ca orice om cu conștiința senină, desfășurarea evenimentelor. Este semnată și datată: Jilava, 14 octombrie 1940. Hârtia are urme pliere pe mijloc. | Muzeul Național de Istorie a României, București                       | Cimec    |
|      | Autorizație pentru vizită la Jilava Autor: Prefectura Poliției Capitalei | Datare: 25 noiembrie 1940 Dimensiuni: Î: 210 mm; La: 270 mm Material: hârtie | Autorizație de la Prefectura Poliției Capitalei, prin care se permite soției - Ana și fiicei - Adina Iamandi să-l viziteze pe Victor Iamandi la închisoarea Jilava, în ziua de marți, 26 noiembrie 1940, între orele 10.00 și 13.00. Autorizația este dactilografiată pe o pagină și semnată de Prefectul Poliției Capitalei, Ștefan Zăvoianu, 25 noiembrie 1940. Victor Iamandi, om politic liberal și fost ministru al Justiției, a fost asasinat de legionari la Jilava, în noaptea de 26-27 noiembrie 1940. Urme de pliere, îndoituri, ruptură în partea de jos-dreapta, pete. | Muzeul Național de Istorie a României, București                       | Cimec    |
|      | Document | Datare: 10 iunie 1920 Dimensiuni: Î: 336 mm; La: 209 mm Material: hârtie | Telegramă descifrată, formular oficial, pe 2 file (cu textul în limba franceză), trimisă în 10 iunie 1920, de ministrul Ghica de la Legația din Paris, lui Duiliu Zamfirescu, Ministrul Afacerilor Străine, referitoare la discuțiile cu Edvard Benes privind un acord între Praga, București și Belgrad (discuții pentru Mica Înțelegere). În acest sens România este anunțată de o vizită a lui Benes la București. S-a discutat și despre pretențiile revizioniste ale Ungariei și intențiile restauratoare ale Habsburgilor. Hârtie îngălbenită. | Muzeul Național de Istorie a României, București                       | Cimec    |
|      | Afiș Autor: AL RADUTOIU Tg. Jiu | Datare: 3 ianuarie 1926 Dimensiuni: Î: 383 mm; La: 210 mm Material: hârtie | Apelul de susținere a Principelui Carol de către locuitorii din Tg. Jiu intitulat: "Majestății Sale Regelui Ferdinand I și mandatarilor din Adunarea Națională din ianuarie 1926." prin care aceștia îi cer regelui să țină seama și de voința lor. Locuitorii din Tg. Jiu consimt hotărârea regelui numai dacă Principele Carol a renunțat la drepturile de moștenitor al tronului, din motive de sănătate; viitorul este legat de Prințul Carol Moștenitorul Coroanei Regale Române. TG. Jiu, 3 ianuarie 1926. Hârtie îngălbenită. | Muzeul Național de Istorie a României, București                       | Cimec    |
|      | Afiș Autor: AL RADUTOIU Tg. Jiu | Datare: 3 ianuarie 1926 Dimensiuni: Î: 383 mm; La: 210 mm Material: hârtie | Exemplar reprezentând apelul de susținere a Principelui Carol de către locuitorii din Tg. Jiu intitulat: "Majestății Sale Regelui Ferdinand I și mandatarilor din Adunarea Națională din ianuarie 1926." prin care aceștia îi cer regelui să țină seama și de voința lor. Locuitorii din Tg. Jiu consimt hotărârea regelui numai dacă Principele Carol a renunțat la drepturile de moștenitor al tronului, din motive de sănătate; viitorul este legat de Prințul Carol Moștenitorul Coroanei Regale Române. TG. Jiu, 3 ianuarie 1926. Hârtie îngălbenită. | Muzeul Național de Istorie a României, București                       | Cimec    |
|      | Caiet Autor: Raicoviceanu, Nicolae | Dimensiuni: Î: 260 mm; La: 205 mm Material: hârtie | Caietul cu însemnări făcute de Nicolae Raicoviceanu secretarul și prietenul lui Nicolae Titulescu; conține 45 de file manuscris, cu cerneală neagră și albastră, restul filelor fiind necompletate. Datările și temele nu sunt cronologice: începe cu 3 ianuarie 1931, cu moartea mareșalului Joffre; 5 iulie 1921 Take Ionescu-Titulescu; 1932 "Cum l-am cunoscut pe Titulescu"; 15 decembrie 1948 "Rolul ce a jucat în 1924 Nicolae Titulescu în politica de apropiere dintre Anglia și Franța"; Comunicare la asociația "Prietenii Cehoslovaciei" la 27 ianuarie 1947. Caietul are coperți de culoare portocaliu-deschis și titlul "Diverse însemnări". Coperțile sunt pătate și rupte pe latura din stânga; 2 file sunt desprinse. | Muzeul Național de Istorie a României, București                       | Cimec    |
|      | Meeting de aviație Băneasa 1936 Autor: Marvan S.A.R., BUCUREȘTI | Datare: 31 mai 1936 Dimensiuni: Î: 242 mm; La: 162 mm Material: hârtie | Programul "Meetingul de aviație - Băneasa, 1936" conține 4 file. Spectacolul cu partcipare internațională s-a desfășurat între orele 16 - 19.30 cu: trenul aerian, planoare, acrobații aeriene, lansări cu parașuta, lansare cu balon sferic. Printre participanți s-au remarcat nume cunoscute: Ionel Fernic - lansare cu parașuta; Valentin Popescu, C. Cantacuzino, Roks deținătorul recordului mondial pe distanța Londra - Cape Town; Detroyat campion acrobatic francez; Willi Stor, campion acrobatic german; formațiuni de avioane de vânătoare cehoslovace. Programul are două perforații la locul de îmbinare al filelor. Urme de lipire cu bandă adezivă în colțuri, pe coperta din spate. | Muzeul Național de Istorie a României, București                       | Cimec    |
|      | Proclamația Guvernului către Țară Autor: Imprimeria S.A.R. Str. Matei Millo nr.3 | Datare: 4 iulie 1938 Dimensiuni: Î: 896 mm; La: 630 mm Material: hârtie | Afișul guvernului Miron Cristea (30 martie 1938 - 1 februarie 1939) cu titlul "Proclamația Guvernului către Țară" prin care se arată ce s-a realizat în trei luni, de când regele a decretat o nouă constituție. Sunt enumerate măsuri precum: o nouă administrație, valorificarea agriculturii, îmbunătățirea rasei animalelor, grija față de comunicații, ordine în corpul didactic, modificarea legii cultelor, asistența socială, pregătire profesională, justiție, armată, politica externă. București 4 iulie 1938. După text urmează membrii guvernului. Hârtia prezintă forme evidente de degradare: este friabilă, îngălbenită, are urme de pliere cu rupturi. | Muzeul Național de Istorie a României, București                       | Cimec    |
|      | Manifestul Noului Guvern către Țară Autor: Tipografia Gh. N. Vlădescu - Câmpulung | Datare: 30 martie 1938 Dimensiuni: Î: 651 mm; La: 483 mm Material: hârtie | Afișul guvernului Miron Cristea intitulat "Manifestul Noului Guvern către Țară" prin care se arată programul de guvernare (al doilea guvern): reforma aparatului de stat, controlul finanțelor publice, înființarea consiliului economic, pentru muncitori și țărani, politica externă, dizolvarea partidelor. Guvernul își asumă răspunderea guvernării în fața regelui. La sfârșitul textului sunt trecuți membrii guvernului. Hârtia este îngălbenită, friabilă; are urme de pliere și rupturi. | Muzeul Național de Istorie a României, București                       | Cimec    |
|      | Henri Matisse către Eugen Cernătescu Autor: Matisse, Henri | Datare: 20 decembrie 1943 Dimensiuni: L: 21 cm; La: 14 cm Material: hârtie | Scrisoare dactilografiată în limba franceză și semnată manuscris de pictorul Henri Matisse (1869 - 1954), adresată din Vence, la 20 decembrie 1943, lui Eugen Cernătescu Secretarul Cultural pentru regiunea Lyon de pe lângă Legația Regală a României din Vichy. Textul se referă la unele fotografii (probabil referitoare la iile românești) și la colecția de ii românești deținută de Matisse (ce urma a fi arătată lui Cernătescu cu ocazia sosirii acestuia la Nisa). Plicul de culoare albă are timbru poștal și adresă din Lyon. | Muzeul Național de Istorie a României, București                       | Cimec    |
|      | Brevet de decorare cu Ordinul Mihai Viteazul cls III-a | Datare: 19 aprilie 1918 Dimensiuni: L: 35 cm; La: 23 cm Material: hârtie | Brevet nr. 327/1918 de decorare a drapelului Regimentului 70 Infanterie cu Ordinul „Mihai Viteazul" clasa a III a, din 19 aprilie 1918, pentru vitejia cu care unitatea militară a luptat în Dobrogea și la Nord de Câmpulung, în 1916, și în bătăliile din 1917, de la cotele 891 și 895 de pe Răchitașul Mic. Are semnăturile olografe al regelui Ferdinand I și al ministrului de Război Constantin Hârjeu. Hârtia prezintă pete și două ștampile indescifrabile. | Muzeul Național de Istorie a României, București                       | Cimec    |
|      | Plan de situație a unor proprietăți | Datare: 1826-1838 Dimensiuni: 380 x 540 mm Material: hârtie | Planul de situație a unor proprietăți din București, pe Podul Mogoșoaia, mahalaua Popii Dărvași, cu prezentarea poziei casei lui Iordache Colfescu și a vecinătăților acestuia, loc moștenit de soția sa, Sultana Comăneanu, care a făcut mai multe plângeri la domnie în legătură cu împresurarea lui de către megieși. Probabil că actul de decizie al boierilor hotarnici numiți de domnie a fost însoțit și de acest plan care s-ar putea data între 1826 și 1838. Hârtia este îngălbenită, cu pete minuscule de insecte și cerneală, ruptă cu material lipsă în partea de sus, stânga, pe o porțiune de cca 3/1 cm, cu plesnituri și lipsuri pe margine, de-a lungul îndoiturilor, în partea de sus în două locuri și de jur-împrejur. | Muzeul Național de Istorie a României, București                       | Cimec    |
|      | Hrisov domnesc emis de Grigore Ghica (copie) | Datare: 22 martie 1673 Dimensiuni: 340 x 211 cm Material: hârtie | Copia unui hrisov românesc în alfabet chirilic prin care Grigor Ghica, domn al Țării Românești, îi confirmă lui Preda logofăt, fiul lui Radu căpitanul Cervin din șuici, cumpărarea mai multor locuri de arătură, de moară, vii, livezi și rumâni împrejurul Șuicilor, până în Golești și Rudeni de la mai mulți moșneni, în total de 10.890 bani. Hârtia tocită de-a lungul îndoiturilor, cu mici rupturi pe margine, mai ales în partea de jos. | Muzeul Național de Istorie a României, București                       | Cimec    |
|      | Act | Datare: 14 martie 1700 Dimensiuni: 213 x 161 cm Material: hârtie | Document românesc în alfabet chirilic prin care Paraschiva împreună cu feciorii lui: Barbu, Constantin și Ion, îi vinde lui Pârvu logofăt Șuiceanu un răzor de vie cumpărat de soțul ei, Ion Turdescu, de la popa bisericii din târg cu 3 lei și un ort pentru că, spun ei: ”neputând noi să lucrăm și neajungându-ne de alte valuri ale dăjdiilor”. Martori: „...ioch ot Golești. scrie Vasile”. Dedesubt o notă: „Să știe popii care l-au vândut - popa Dragomă și popa Ion, mărturie Stan diaconul”. Hârtia tocită de-a lungul îndoiturilor, lipsuri de material în partea stângă, pornind de la mijlocul foii până jos și în partea dreaptă din colțul ei. | Muzeul Național de Istorie a României, București                       | Cimec    |
|      | Hrisov domnesc de înscriere a unui boier la breasla mazililor | Datare: 30 mai 1767 Dimensiuni: 310 x 214 cm Material: hârtie | Document românesc în alfabet chirilic prin care Alexandru Scarlat Ghica, domnul Țării Românești, îl înscrie pe Radu, fiul lui Ion Șuiceanu, feciorul lui Pârvu Șuiceanu la breasla boierilor mazâli din județul Argeș, după cum a fost și tatăl său, dar acum Radu a fost trecut la județul Vâlcea. Document semnat și parafat de domn. Hârtia tocită de-a lungul îndoiturilor, pătată, ruptă pe margine și cu lipsuri de material și cca 3 pe 3,5 în partea inferioară. | Muzeul Național de Istorie a României, București                       | Cimec    |
|      | Zapis emis de Constantin Brâncoveanu, domnul Țării Românești | Datare: 24 mai 1701 Dimensiuni: 316 x 218 cm Material: hârtie | Document românesc în alfabet chirilic prin care Constantin Brâncoveanu, domnul Țării Românești, îi poruncește lui Matei, fiul lui Gligore logofăt, să înceteze actele de violență împotriva lui Preda și Pârvul din Șuici, sutași din Argeș, care s-a u plâns la divan că acesta i-a prigonit, alungându-le vitele, oamenii și arzându-le casele, a spart o moară și o cârciumă din drum, a bătut păstorii, le-a luat caii și o vacă cu lapte. Domnul îl amenință că va fi adus la divan „cu treapăd” dacă nu încetează actele sale violente. Pecete inelară cu cerneală roșie. Hârtia roasă de-a lungul îndoiturilor, cu crăpături și mici lipsuri de material de-a lungul marginilor și pete de apă cu îngălbenirea materialului tot de-a lungul îndoiturilor. | Muzeul Național de Istorie a României, București                       | Cimec    |
|      | Act | Datare: 21 octombrie 1704 Dimensiuni: 295 x 200 cm Material: hârtie | Document românesc în alfabet chirilic prin care Stroe cu frații săi, Preda și Pârvu, îi vând lui Balotă căpitan din Martaloci, un țigan, anume Stan, cu țiganca lui, Bălașa, cu 20 de ughi pentru că nu au putut să plătească haragului de 35 de taleri și un ughi. Martor: Ștefan paharnic, zapciu de bani. Notă tergală: „Când au închis Armas pe Preda la Fetea dat-au Preda pentru Stroe taleri 12 și Pârvu taleri 15 la armaș în mână lui Gligore de au scos pe Preda de la armaș pentru bir lui Stroe. Eu Ștefan Pearnic”. De-a lungul îndoiturilor hârtia a fost roasă și prezintă lipsuri de material, cca 1/0,75 cm pe îndoitura din stânga și rupturi cu lipsuri de material de-a lungul marginii hârtiei. | Muzeul Național de Istorie a României, București                       | Cimec    |
|      | Act | Datare: 22 august 1696 Dimensiuni: 210 x 155 cm Material: hârtie | Document românesc în alfabet chirilic prin care Stanciul, fiul lui Preda Dolofanul din Stoenești, îi vinde lui Pârvul din Șuici un loc de arătură, până în cel al popii Filip și un altul numit al lui Mihul, ambele de „patru zile de arătură”, cu 7 taleri și știrea rudelor și vecinilor săi. Martori: Barbul, Vătase, Urdan, Radu Stupar. Scrie Stanciu. Hârtia prezintă rosături de-a lungul îndoiturilor, rupturi mici pe margine și spărturi ale ei în interior. | Muzeul Național de Istorie a României, București                       | Cimec    |
|      | Hrisov domnesc de înscriere a unui boier în breasla mazililor | Datare: 8 martie 1754 Dimensiuni: 310 x 205 cm Material: hârtie | Document românesc în alfabet chirilic prin care Constantin Mihai Racoviță, domn al Țării Românești, îl înscrie pe Ion Șuiceanul, fiul lui Pârvul Șuiceanul din Argeș, la breasla mazâlilor, ca și părinții săi, conform mărturiei lui Pârvu Măgureanu biv vel medelnicer și Sandu Bucșănescu biv vel sărdar și urmează să dea dare la această breaslă. Document semnat și parafat de domn. Hârtia roasă de-a lungul îndoiturilor, cu lipsuri de material de-a lungul marginilor (hârtia nu a fost decupată liniar la origine), cu crăpături pe toată suprafața, minuscule, cu pete de apă și de îngălbenire. | Muzeul Național de Istorie a României, București                       | Cimec    |
|      | Act | Datare: 15 [august ?] 1709 Dimensiuni: 217 x 162 cm Material: hârtie | Document românesc în alfabet chirilic prin care Stan feciorul lui Stanciu din Robaia le-a cerut lui Balotă căpitan și lui Pârvul logofăt Șuiceanu să-i plătească o pagubă pricinuită de faptul că au pus pe moșia lui, la arat, vaci și oi. Martori: Cosatandin, Tudosie, Stan, pătru. Pe marginea documentului a mai fost adăugat de altă mână: „Și să avem a loare 4 o(a)m(eni) (cu) cărți cu moșia Robaia să ne îndepărteze pă toți cine are”. Hârtia roasă de-a lungul îndoiturilor, cu lipsuri minuscule de material de-a lungul acestora și o lipsă mai mare pe îndoitura din stânga de cca 1/0,3 cm, cu pete de apă și îngălbenire a ei. | Muzeul Național de Istorie a României, București                       | Cimec    |
|      | Hotărâre judecătorească a divanului | Datare: 22 iunie - 17 septembrie 1744 Dimensiuni: 455 x 310 cm Material: hârtie | Document românesc în alfabet chirilic prin care divanul domnesc al lui Constantin Mavrocordat, domn al Țării Românești, cercetează plângerea lui Ion, fiul lui Pârvul, Ion, fiul lui Ianache, Pârvul, fiul lui Stroe, și Barbu Șuiceanul împotriva lui Ștefan Balotă și jupânesei Chiajna Albeasca, reprezentată prin vechilul său Mihu logofăt, pentru cotropirea unei părți din moșia lor din Șuici, Voicești și Pleșești de către Ștefan Balotă. În urma judecății Ștefan Balotă urma să le plătească despăgubiri moșnenilor și să stăpânească numai moșia cumpărată de la jupâneasca Chiajna Albeasca. Hârtia roasă de-a lungul îndoiturilor, cu lipsă de material de-a lungul acestora și a întregii margini a hârtiei, pete de apă și de îngălbenire a materialului. | Muzeul Național de Istorie a României, București                       | Cimec    |
|      | Act | Datare: 19 [...] 1676 Dimensiuni: 315 x 195 cm Material: hârtie | Document românesc în alfabet chirilic prin care Sema cu nepoții săi Nicula, Radu și Marco îi vând lui Pârvul logofăt din Șuici muntele Mesteacănului, cumpărat de bunicii lor, Stanislav și Toader de la Șerbu din Snamăna și de la Ilie din Tiveni, delimitat pe semne: izvorul stâncii până la curmătura Cornălului, de aici până la izvorul Sănătilii, „șehia” izvorului Sămătilii în jos, până la hotarul cu Călugărul și dă în izvorul Ciorăscului. Martori: Simion, Stanciu roșu ot Rădăcinești, Udrea ot tam, Vlad, Radu, Dan. Scrie Irimie Stanciu. De-a lungul îndoiturilor hârtia prezintă rosături, mici rupturi și îndoituri pe marginea ei, pete de apă și îngălbenirea materialului precum și pete de cerneală produse în timpul realizării actului. | Muzeul Național de Istorie a României, București                       | Cimec    |
|      | Act | Datare: 4 august 1677 Dimensiuni: 316 x 211 cm Material: hârtie | Document românesc în alfabet chirilic prin care Preda logofăt Dolofanul ot Stoienești împreună cu fiul său Stanciu îi vinde lui Pârvu Șuiceanu o livadă ce se cheamă Haraot, lângă hotarul Scăienilor cu 9 taleri. Martori: Ivan Dolofanu, Tudoran Dolofan, care scrie actul. Hârtia îndoită la jumătate prezintă rosături de-a lungul acesteia, rupturi de material pe margine și în interiorul hârtiei, îngălbenire și pete de diferite naturi pe suprafața ei și o notiță de aceiași cu cerneală violet în partea de sus a documentului, datată în 1900. | Muzeul Național de Istorie a României, București                       | Cimec    |
|      | Act | Datare: 5 iunie 1678 Dimensiuni: 350 x 210 cm Material: hârtie | Document românesc în alfabet chirilic prin care Tudoran i-a vândut lui Pârvul din Șuici o livadă în hotarul Stoieneștilor, numită Cireșu, alături cu hotarul H(a)raia, în total 16 fălci cu 7 poli și jumătate pentru care semnează și pune degetul în loc de pecete. De-a lungul îndoiturilor hârtia prezintă rosături, cu lipsuri de material și de-a lungul acestora, îngălbenită și pătată, cu o ștampilă cu tuș indigo și o notiță violet de la Arhivele Naționale în partea stângă jos. | Muzeul Național de Istorie a României, București                       | Cimec    |
|      | Zapis | Dimensiuni: L: 34 cm; La: 22 cm Material: hârtie | Zapis scris cu alfabet chirilic prin care căpităneasa Voica, soția lui Gheorghe căpitan de nemți, încredințează "la mâna dumnealui Iordache ceauș de copii", respectiv îi vinde casa ei din București, mahalaua Stejarul, "cu grădină, cu curte, cu loc cum a și văzut și cu alte dichise, cu toate cele împrejurul casei" cu 35 taler. Casa a fost vândută cu știrea tuturor mahalagiilor de pe împrejur. La încheierea tranzacției au fost mai mulți martori din care se semnează opt. "Și pentru mai adevărată credință mi-am pus iscălitura și peceate(a) mai jos să se crează". | Muzeul Național de Istorie a României, București                       | Cimec    |
|      | Zapis | Dimensiuni: L: 21 cm; La: 15,6 cm Material: hârtie | Zapis de vânzare - cumpărare în alfabet chirilic emis de Stoian, feciorul unchiașului Staicului, împreună cu soția lui Marica, "la mâna dumnealui Iordache ceaușul za copii" prin care îi vinde casa lui din București, "din mahalaua Popi Dărvaș, care casă sunt lângă casele dumnealui", pentru 10 taleri. Casa a fost vândută "cu știrea preoților de mahala și cu a mahalagiilor de prinprejur", din care au fost martori și au iscălit patru. | Muzeul Național de Istorie a României, București                       | Cimec    |
|      | Zapis | Dimensiuni: L: 30 cm; La: 22 cm Material: hârtie | Zapis de vânzare - cumpărare în alfabet chirilic prin care Stoica împreună cu sora sa Sanda, fiicele lui Mușat Lefegiu, dat "la mâna lui Ionu Simianu ca să fie de bună credință" prin care îi vând "casa i grădina cu locul de curte, pe cum s-a văzut" din București, din mahalaua Popi Dărvaș, cu "taleri 12 bani noi", Casa se vinde cu știrea "preoților i a mahalagiilor și cu a vecinilor din sus și din jos care se vor iscăli mai jos", din care s-au semnat nouă. Iar titulara actului se semnează și își pune degetul mai jos "ca (să) crează". | Muzeul Național de Istorie a României, București                       | Cimec    |
|      | Zapis pentru schimb de proprietăți | Dimensiuni: L: 29 cm; La: 21 cm Material: hârtie | Zapis de vânzare - cumpărare în alfabet chirilic prin care Sanda, fosta soție a unui seimen, împreună cu soțul de al doilea, Barbul, face un schimb cu Iordache vel clucer, dându-i casa "și cu tot locul ei" din București, în mahalaua Popi Dârvași, "lângă curtea dumnealui" pentru că acesta vroia ca să-și lățească curtea. Vânzătorii primesc un alt loc, cumpărat anterior de Iordache vel clucer de la popa Ion, "peste uliță, înaintea porții dumnealui" loc pe care a construit o casă "după cum au fost casa mea și după cum am avut așezământul". Martori la încheierea schimbului au fost patru preoți care s-au semnat. Stare de conservare: hârtia roasă de-a lungul îndoiturilor, îngălbenită și cu pete minuscule de diverse naturi; în colțul din drapta, sus, cifra 5 cu cerneală indigo, diferită de cea a textului. | Muzeul Național de Istorie a României, București                       | Cimec    |
|      | Zapis | Dimensiuni: L: 29 cm; La: 20 cm Material: hârtie | Zapis testamentar în alfabet chirilic prin care egumenul Mănăstirii Căldărușani, Dănilă, îi dă ca zestre fiicei sale Anița, soția popei Ion casa lui din mahalaua Popi Dârvaș de pe lângă podul cel mare, casă pe care a cumpărat-o de la mătușa lui, Stanca. Cosdi Dudescul vel vornic a trimis doi vornici, anume, Vlad și Socol care au tras locul casei, al grădinii și al curții, jumătate pentru fiul său Stănimir și jumătate pentru fiica sa Anița, la care se adaugă o porțiune dinspre Pod[ul Mogoșoaiei] cumpărată de ginerele său de la Grăjdana, soția lui Stoia. Actul a fost întărit prin semnătura a trei martori. | Muzeul Național de Istorie a României, București                       | Cimec    |
|      | Zapis | Dimensiuni: L: 33 cm; La: 21 cm Material: hârtie | Zapis în alfabet chirilic de vânzare - cumpărare prin care jupâneasa Sanda îi vinde ceaușului Radu soțului Dumitranei "casa cu locul ei până în uluci, până în locul biserici" în mahalaua Stejarului cu 69 de taleri și jumătate, cu știrea tuturor vecinilor și a mahalagiilor din care s-au iscălit numai doi preoți. Întrucât zapisele cele vechi, spune ea, s-au furat "să nu crează" pentru care se și semnează, punandu-și "degetul în loc de pecete". Stare de conservare: hârtia roasă de-a lungul îndoiturilor cu lipsuri mici de material în aceste zone și pe margine, îngălbenită și pătată: în colțul din dreapta, sus, cifra 7 trecută cu cerneală indigo, diferită de cea a textului. | Muzeul Național de Istorie a României, București                       | Cimec    |
|      | Zapis | Dimensiuni: L: 28 cm; La: 19,8 cm Material: hârtie | Document în alfabet chirilic prin care Iorga Cofoc sin Voicu, băcan din mahalaua Popi Dârvaș vinde lui Tănase Plăcintar și fiului său kir Dima casa părintelui său "cu tot cuprinsul lor, însă afară din locul ce l-am oprit eu cu însemnătură pe unde l-am însemnat" cu 7 taleri "și zece". Actul a fost semnat de 8 martori vecini din mahalaoa bisericii Dârvaș. Stare de conservare: hârtia ușor roasă de-a lungul îndoimrilor și îngălbenită de vechime; în colțul din dreapta, sus, cifra 6 cu creionul și 8 cu cerneală indigo, diferite de cerneala textului. | Muzeul Național de Istorie a României, București                       | Cimec    |
|      | Hrisov de întărire a proprietății | Dimensiuni: L: 44,5 cm; La: 30 cm Material: hârtie | Hrisov în alfabet chirilic prin care Mihai Racoviță întărește lui Iordache vel clucer za arie stăpânirea peste casele construite de el în București, pe Podul Mogoșoaia, mahalaua Popii Dârvaș, pe proprietatea sa, pe cea cumpărată de la Voica, soția lui Gheorghe căpiatan de nemți și de la Stoian vizitiul și schimbul de loc făcut cu Sanda soția lui Neagu Simian. Mihail Racoviță îi întărește proprietatea și pentru că Iordache vel clucer s-a "arătat tot cu credincioasă slujbă, fiind vechi pământean și credincios la trebile țărei". Stare de conservare: hârtia roasă de-a lungul îndoiturilor, mai ales de-al lungul celor verticale, cu lipsuri mai mari de material de-a lungul îndoiturii orizontale, pe mijloc și în partea de jos, în stânga: hârtia îngălbenită de vechime, cu pete de diverse naturi; deasupra textului cifra 9 cu cerneală indigo, diferită de cea a textului. | Muzeul Național de Istorie a României, București                       | Cimec    |
|      | Act | Dimensiuni: L: 28 cm; La: 20,3 cm Material: hârtie | Document în alfabet chirilic prin care Iorga [Cofoc băcan], îi vinde lui Dima, un loc desprins din locul casei lui în mahalaua Popi Dârvași, "având gând că dându-mi mâna să fac o căscioară și ne dându-mi mâna ca să o fac acum … cu tocmeală" cu 140 taleri. Actul a fost semnat de doi martori dintre care unul a fost cel care l-a scris. Zapisul reprezintă o copie "scoasă din cuvânt cu cuvânt după zapisul cel adeverit de Tănase logofăt de Divan". Stare de conservare: hârtia ușor roasă de-a lungul îndoiturilor, cu pete de diverse naturi și îngălbenită de vechime; în colțul din dreapta, sus, data - 1785 februarie 10 și cifra 15 cu cerneală indigo, iar cifra 8 cu creionul, diferite de cemala textului. | Muzeul Național de Istorie a României, București                       | Cimec    |
|      | Jalba lui Iordache Colfescu către Divan | Dimensiuni: L: 22 cm; La: 16 cm Material: hârtie | Jalba în alfabet chirilic al lui Iordache Colfescu biv vel stolnic către Marele Divan în legătură cu locul său de casă, moștenit de la părinți, pe Podul Mogoșoi, în mahalaua Popi lui Dârvaș, "cu toate împrejur, după cum este știut de toți"; pe acel loc al său vodă Mavrogheni a făcut o cișmea, "fără să fi întrebat pe nimeni". De aceea, prin jalba sa, cere ca să fie oprită această construcție. Iordache Colfescu informează Marele Divan că este a doua jalbă, prima, adresată lui Mihai Vodă Racoviță în legătură cu pierderea acestui loc, a rămas fără răspuns. | Muzeul Național de Istorie a României, București                       | Cimec    |
|      | Cererea formulată de protopiatul din Sfântu Gheorghe către consilierii Transilvaniei, pentru obținerea sumei de 300 de forinți necesară casei parohiale Autor: Protopiatul din Sfântu Gheorghe                                                                                                   | Dimensiuni: L: 38,2 cm; La: 23,4 cm Material: hârtie filigran | Cererea formulată de protopiatul din Sfântu Gheorghe către consilierii Transilvaniei, pentru obținerea sumei de 300 de forinți necesară casei parohiale, reparație la care a contribuit baroana Redei Sigismund, născută Wesselenyi Kata. Scrisoarea explică toate reparațiile și transformările necesare edificiului, cu materialele care se vor folosi și sumele aferente. Foaia dublă, îndoită prezintă pe reversul ultimei file rezoluția referitoare la o parte din sumele care vor fi alocate și două date – 12 iulie 1781 și octombrie 1782, precum și semnătura baronului Samuel Teleki. Hârtia prezintă filigranul fabricii de la Sibiu. Documentul prezintă rupture cu mici pierderi de material în zonele de pliere; rupture cu pierdere de material în colțul superior stânga (cca ½ cm); pete de apă, de grăsime, de murdărie; notări cu creionul, aplică de numere de inventor; urme de material strain la cele patru colțuri, pe reversul documentului, produse de lipire pe suport, resturi de scoch; îngălbenirea hârtiei. Documentul se păstrează pliat. | Muzeul Național de Istorie a României, București                       | Cimec    |
|      | Sigismund Bathori donează suma de 150 florini către o școală din Târgu Mureș Autor: Bathori, Sigismund | Datare: 28 decembrie 1587 Dimensiuni: L: 275 mm; La: 413 mm Material: hârtie | Actul de donație în limba latină a voievodului Transilvaniei Sigismund Bathori de Somlio a sumei de 150 de florini către o școală din Târgul Mureș; semnătura olografă și sigiliul familiei aplicat cu ceară roșie acoperit de o foiță de hârtie, cu aspect de timbru sec. Foaie de hârtie îndoită cu două însemnări pe spatele celei de a doua, din perioade diferite: una cu numele emitentului actului din 1587, cealaltă cu numele destinatarului, ulterioară, în limba maghiară. | Muzeul Național de Istorie a României, București                       | Cimec    |
|      | Gabriel Bethlen donează suma de 500 florini școlii din Târgu Mureș Autor: Bethlen Gabriel | Datare: 31 octombrie 1615 Dimensiuni: L: 210 mm; La: 310 mm Material: hârtie | Act de donație în limba latină a principelui Transilvaniei Gabriel Bethlen a sumei de 500 de florini școlii din Târgu Mureș cu semnătura olografă a emitentului și sigiliul principatului aplicat în ceară roșie, cu timbru sec pe foița de hârtie deasupra. Actul a mai fost semnat în partea dreaptă de cancelar și de secretarul cancelariei. Hârtia îndoită la jumătate are filigranul cu un vultur bicefal încoronat. Pe spatele celei de a doua jumătăți sunt trei însemnări cu cerneală sepia în limba latină. O însemnare cu creionul contemporană.. | Muzeul Național de Istorie a României, București                       | Cimec    |
|      | Călugărul Janos adresează principelui Transilvaniei, Gheorghe Rakoczi al ll-lea, o cerere fonduri pentru sprijinirea învățământului de la Universitatea din Cluj Autor: Janos | Datare: 1659 Dimensiuni: L: 192 mm; La: 156 mm Material: hârtie | Scrisoarea călugărului Janos adresată principelui Transilvaniei, Gheorghe Rakoczi al ll-lea, prin care cere fonduri pentru sprijinirea învățământului de la Universitatea din Cluj, care este săracă comparativ cu alte instituții de învățământ din principat. Se păstrează, probabil, numai fila a doua a documentului olograf, fără semnătură. Datele referitoare la document - autorul, adresantul și data acestuia - provin din inventarele cu care s-a transmis piesa. | Muzeul Național de Istorie a României, București                       | Cimec    |
|      | Isabela, regina Ungariei, Dalmației, Croației, etc., soția lui Ioan Zapolia către Johannes Fuchs | Datare: 1543 Dimensiuni: Î = 21,3 cm; l = 29,5 cm Material: hârtie | Scrisoarea Isabelei, regina Ungariei, Dalmației, Croației, etc., soția lui Ioan Zapolya către Johannes Fuchs referitoare la evenimentele din Moldova. | Muzeul Național de Istorie a României, București                       | Cimec    |
|      | Document în limba latină emis de Ioan Sigismund | Datare: 7 decembrie 1561 Dimensiuni: Î = 30 cm; l = 31,8 cm Material: hârtie | Document în limba latină emis de Ioan Sigismund, care se intitula rege al Ungariei, nobilimii din Transilvania ca să protejeze cetatea Brașovului și pe locuitorii ei. | Muzeul Național de Istorie a României, București                       | Cimec    |
|      | Ordonanța voievodului regatului Transilvaniei, Sigismund Bathory | Datare: 21 ianuarie 1589 Dimensiuni: Î = 21,1 cm; l = 32,3 cm Material: hârtie | Ordonanța voievodului regatului Transilvaniei, Sigismund Bathory referitoare la protejarea orașelor săsești din voievodat; autentificat cu semnătură olografă a emitentului și timbru sec cu stema familiei Bathory. | Muzeul Național de Istorie a României, București                       | Cimec    |
|      | Hotărâre judecătorească pronunțată de Universitatea Națională Săsească | Datare: 5 februarie 1674 Dimensiuni: Î = 29, 7 cm; l = 44,5 cm Material: hârtie | Hotărâre judecătorească pronunțată de Universitatea Națională Săsească în procesul dintre fierarii din Brașov și negustorul Radu Tempea din Șcheii Brașovului. Manuscris în limba germană cu pecete aplicată, căzută. | Muzeul Național de Istorie a României, București                       | Cimec    |
|      | Caiet | Datare: Noiembrie 1784 - aprilie 1785 Dimensiuni: Î = 39 cm; l = 25 cm Material: hârtie | Rapoarte zilnice ale armatei austriece în Transilvania în legătură cu înăbușirea răscoalei din 1784. s-au păstrat patru fascicole în limba germană (cu alfabet latin) și o listă în limba maghiară cu numele a 86 de persoane ucise în comitatul Zarand. | Muzeul Național de Istorie a României, București                       | Cimec    |
|      | Dosar | Datare: 1785-1820 Dimensiuni: Î = 38 cm; l = 25 cm Material: hârtie | Dosar cuprinzând diverse acte, în cea mai mare parte copii după documente din secolele XVI-XVIII în limba latină, germană și maghiară, fragmente transcrise ale unor cronici germane a zonei Brașovului, acte imperiale emise de Maria Tereza, un decret tipărit de generalul de cavalerie baron Adolf de Buccov, comandant al Transilvaniei, către populația ortodoxă neunită și un fragment de tipăritură care cuprinde un text din diploma leopoldină. | Muzeul Național de Istorie a României, București                       | Cimec    |
|      | Breve Chronicon Daciae quod parientibus Basilicae Coronensis inscriptum et ab iis bona fide A(nno) 1691 mense aprili descriptum est, per Mart. Zigleri, Coron. Gymn. Pat. Lect Autor: Ziegler, Martin                                                                                            | Datare: 1691-1716 Dimensiuni: Î = 21,5 cm; l = 17 cm Material: hârtie | Fragment dintr-un caiet manuscris în limba latină al unei lucrări mai ample, probabil "Historia Transilvanie", astăzi pierdută, de 56 de file, care povestește evenimentele petrecute la Brașov cu referiri la istoria Transilvaniei și statelor înconjurătoare, începând de la 1543 până la 1600. Până la fila 21 textul a fost împărțit pe două coloane, iar de la fia 22 p pe întreaga pagină. La fila 22 a fost inserat un fragment din cronica lui Marcus Fuchsius, iar de la fila 23 textul începe cu titlul "Notat Historica Rerum Gestarum in Ungaria et Transilvania, ab anno Christi 1586 usqui ad hoe nostra tempora". | Muzeul Național de Istorie a României, București                       | Cimec    |
|      | Historie von der Hereinknifft de Römer (...) | Datare: Mijlocul secolului al XVIII-lea Dimensiuni: Î = 22,7 cm; l = 19 cm; Gr = 2,5 cm Material: hârtie | Christian Tobias, pastoris olim pagi Rotbach, die 26 nov 1588 denati, "Notae Calendario Eberiano [quod in bibliotheca gymn. Coron. inter libris scelenianos nro 523 extat] propria manu adjecta, de familio potissimum auctoris et facobi Fischer Pass. Mariab. Sonanter ab ao. 307-1592". Manuscris cuprinzând un jurnal cu însemnări despre familia sa începând din ianuarie 1543 până la 1588. | Muzeul Național de Istorie a României, București                       | Cimec    |
|      | Notatio historica rerum gestarum in Hungaria et Transilvania Autor: Fuchs, Marcus | Datare: 1586-1713 Dimensiuni: Î = 37 cm; l = 24 cm; Gr = 3,8 cm Material: hârtie | Culegere de cronici germane din Transilvania începând cu "Notatio historica rerum gestarum in Hungaria et Transilvania [e.t.c.] ab anno Cjrosto 1586 usque ad haec nostra tempora [1619]" de Marcu Fuchs și continuând cu evenimentele pentrtecute după 1619 compilate din alte cronici brașovene. Lucrarea cuprinde 20 de capitole în limba latină și germană cu evenimentele petrecute în mod special la Brașov dar și din Țara Românească și Moldova. A fost legată în coperte de carton și are o pagină introductivă în limba germană cuprinzând cele 20 de capitole ale lucrării. | Muzeul Național de Istorie a României, București                       | Cimec    |
|      | Annotationes quodam historicae Autor: Forgatsch, Michael | Datare: Mijlocul secolului al XVIII-lea Dimensiuni: Î = 35,7 cm; l = 23 cm Material: hârtie | "Annotationes quodam historicae a Michäele Forgatsch, senatore Coronensi, eiusque aliisque in Eberi Calendarium consignatae". Manuscrisul este o copie din secolul al XVIII-lea și cuprinde evenimente produse în Transilvania în perioada dintre 805 și 1630, într-o ordine aleatorie. Sunt 6 file cu două feluri de scris în limba latină și germană. | Muzeul Național de Istorie a României, București                       | Cimec    |
|      | Diario Autor: Nekesch, Daniel | Datare: 1761 Dimensiuni: Î = 35,5 cm; l = 25 cm Material: hârtie | "Extractus aus des Daniel Nekesch oder Schuller Diario". Copie după exemplarul din 1664, în limba germană, executat de doi copiști, conform scriturii. | Muzeul Național de Istorie a României, București                       | Cimec    |
|      | Diarium [1653 - 1661] Autor: Kusch, Laurențiu | Datare: 1740 - 1768 Dimensiuni: Î = 36,5 cm; l = 23 cm Material: hârtie | "Laurentii Kuschs centumviri Cor[onensis] "Diarium" An[no] "1653 - 1661". Copie de la mijlocul secolului al XVIII-lea în limba germană, executată de George Mathiae, cu litere neogotice. | Muzeul Național de Istorie a României, București                       | Cimec    |
|      | Ex Diario Danielis Birthelmer | Datare: Mijlocul secolului al XVII-lea Dimensiuni: Î = 35,5 cm; l = 22,5 cm Material: hârtie | "Ex Diario Danielis [Henrici] Birthelmer". Jurnal copiat probabil la mijlocul secolului al XVIII-lea, în limba germană. Jurnalul cuprinde scurte știri referitoare la expediția lui Gheorghe Rakoczi, Ioan Kemeny și primii ani ai domniei lui Mihai Apafi I, precum și amănunte referitoare la Moldova și Țara Românească. | Muzeul Național de Istorie a României, București                       | Cimec    |
|      | Alte und neue sibenbürgische Cronik [1652 - 1694] | Datare: Sec. XIX Dimensiuni: Î = 38,7 cm; l = 24,7 cm Material: hârtie | "Alte und neue sibenbürgische Cronik [1652 - 1694]". Cronica evenimentelor pentrecute în Transilvania în a doua jumătate a secolului al XVII-lea scrisă în limba germană și latină. | Muzeul Național de Istorie a României, București                       | Cimec    |
|      | Nulla Dies si licet (...) Autor: Fronius, Daniel | Datare: 1701-1716 Dimensiuni: Î = 17 cm; l = 11 cm; Gr = 3,4 cm Material: hârtie | "Nulla Dies si licet suius jam tum [o uhnam feluitex] inc boati Seculi XVII sine linea in memonam nec multorum nec pancoium sed solius scribae D[aniel]. Fronius". Jurnalul cuprinde informații locale referitoare la cetatea Brașovului, Țara Bârsei, Transilvania și Tara Românească, printre care prezența unui Golescu la Brașov, despre confirmarea cumpărării unei case în Schei de către Constantin Brâncoveanu, la 1701, închiderea comitelui sas Ioan Sachs de Hartenek, la 1703, și a trecerii regelui Craol al XII-lea prin Transilvania în drum spre Suedia, în 1711. | Muzeul Național de Istorie a României, București                       | Cimec    |
|      | Haus Diarium oder Krin-Städtische Zeit (...) | Datare: 1688-1801 Dimensiuni: Î = 20,4 cm ; l = 18 cm; Gr = 2,4 cm Material: hârtie | "Haus-Diarium oder Krin-Städtische Zeit-Beschereibung, was sich von Anno 1688 bis zum Ausgang dieses Seculi und des folgends in dem 17 seculo in Kronstadt und Burzendland teils auch in Sibienbürgen begenben. Aufgezeichnet und zusammengetragen von Lucas Seybergern nachgesrieben vin Simon Blasio Buchbinder 1715 Die 4 Martii [1688 - 1725]". Lucrarea cuprinde 97 de pagini de manuscris în limba germană referitoare la evenimentele petrecute în Transilvania între 1688 și 1725 cu aplecare specială asupra celora desfășurate la Brașov în legătură și cu Țara Românească și Moldova. Urmează cinci pagini de notițe diverse, un număr important de pagini rupte la cotor, un rezumat al evenimentelor dintre 1686 și 1715, cu o prezentare detaliată a acestuia din urmă, un număr de pagini albe și socoteli datate în 1801. Manuscrisul a fost legat în piele cu impresiuni florale. | Muzeul Național de Istorie a României, București                       | Cimec    |